# Museo de Bellas Artes de Budapest

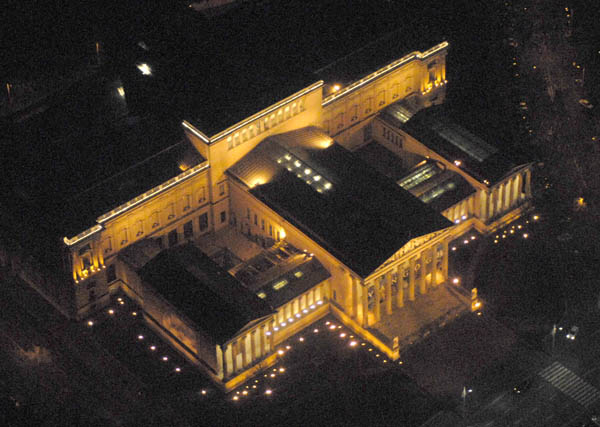
El museo de noche.

El Museo de Bellas Artes (en húngaro: Szépművészeti Múzeum) es un museo ubicado en la Plaza de los Héroes, Budapest, Hungría, frente al Palacio del Arte.
Fue erigido con planos de Albert Schickedanz y Fülöp Herzog en un estilo ecléctico-neoclásico, entre 1900 y 1906. La colección del museo está compuesta por arte internacional (además del húngaro), incluyendo todos los períodos del arte europeo, y comprende más de 100.000 piezas. La colección está compuesta por adición de varias colecciones más antiguas, como las del castillo de Buda, el patrimonio Esterhazy y el Zichy, así como donaciones de coleccionistas individuales. La colección del museo se divide en seis departamentos: egipcio, antiguo, galería de escultura antigua, galería de pintura antigua, colección moderna y colección gráfica. La institución celebró su centenario en 2006.

## Colecciones

### Arte egipcio
La galería tiene la segunda mayor colección de arte egipcio en Europa central. Comprende un número de colecciones adquiridas juntas por el egiptólogo húngaro Eduard Mahler en los años 1930. Excavaciones posteriores en Egipto han aumentado la colección. Algunas de las piezas más interesantes son los sarcófagos de momia pintados.

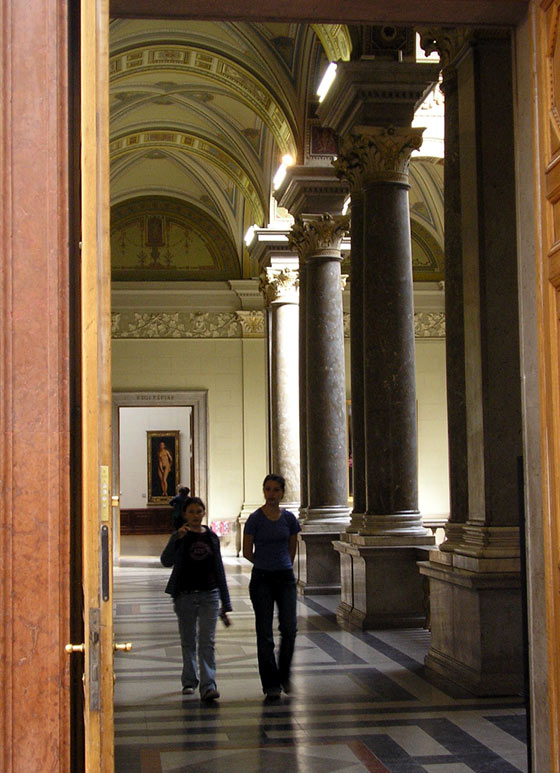
Un pasillo.

### Colección antigua
El núcleo de la colección se formó con piezas adquiridas por Paul Arndt, un clasicista de Múnich. La exposición incluye principalmente obras de la Grecia Antigua y Roma. La pieza más destacada es la estatua de mármol del siglo III llamada El bailarín de Budapest. Las colecciones chipriota y micénica también destacan, así como las cerámicas y los bronces.

### Pinturas antiguas
El desarrollo de la pintura europea de los siglos XIII al XVIII está representado en 3.000 piezas. El núcleo de la colección proviene de las adquisiciones del patrimonio de los Esterhazy. La colección se divide en arte italiano, alemán, neerlandés, flamenco, francés, inglés y español. 
Entre las obras más destacadas cabe citar: Retrato de Caterina Cornaro de Gentile Bellini, la Virgen de Esterhazy de Rafael, tres pinturas relevantes de Sebastiano del Piombo, dos de Bronzino (una Natividad y Venus, Cupido y los Celos), Retrato del dogo Marcantonio Trevisani de Tiziano, un Retrato de hombre joven de Durero, Retrato del emperador Carlos V de Bernard van Orley, La predicación de san Juan Bautista de Pieter Brueghel el Viejo, y otras obras de autores como Rembrandt, Frans Hals, Poussin,  Giambattista Tiepolo (Santiago el Mayor derrotando a los moros) y Giambattista Pittoni (una Natividad y Santa Isabel repartiendo limosna, San Roque, etc.). Los ilustres ejemplos del siglo XIX francés, desde Delacroix hasta Toulouse-Lautrec y Cézanne, se exhiben en la llamada Galería Moderna.
La colección de pintura española es posiblemente la mejor de Europa del Este, junto con la del Ermitage. Incluye ejemplos medievales y renacentistas del área valenciana, y obras de El Greco, Luis Tristán, Eugenio Cajés, José de Ribera, Pedro de Orrente, Velázquez, Francisco de Zurbarán, Alonso Cano, Juan Bautista Martínez del Mazo, Mateo Cerezo, Antonio de Pereda, Juan Carreño de Miranda, Juan Antonio Frías y Escalante, José Antolínez, Bartolomé Esteban Murillo y una nutrida presencia de Goya, entre otros. Una selección de estas obras se exhibió en España en 1996.
En 2017, otra selección de 90 obras importantes, incluyendo varias de autores españoles, se expone en el Museo Thyssen-Bornemisza de Madrid.

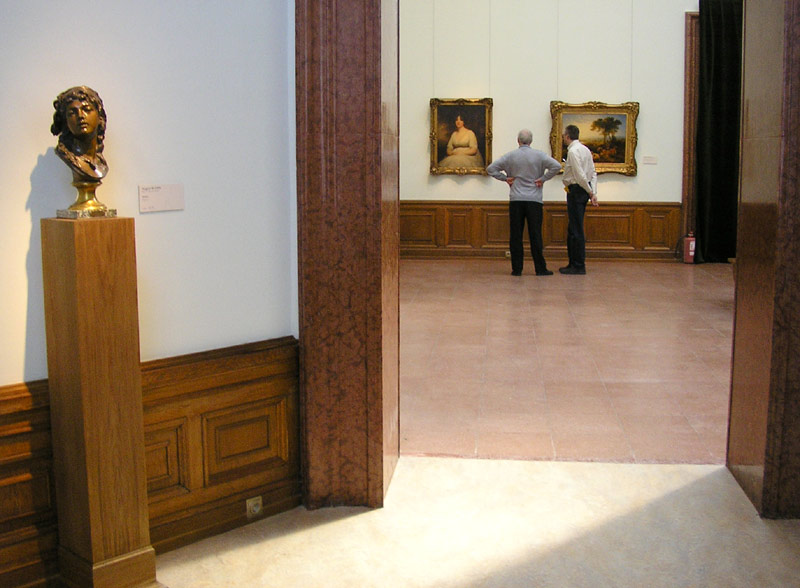
Galería de pintura antigua.

### Escultura antigua
La principal sección de la colección está dedicada a piezas que van desde la Edad Media hasta el siglo XVII. Se basa en la colección italiana de Karoly Pulszky y la colección de bronces de Istvan Ferenczy. De esta última proviene uno de los tesoros más preciados, una pequeña estatuilla ecuestre de Leonardo da Vinci. Una serie de esculturas en madera ponen de relieve la sección alemana y austríaca.

### Artes gráficas
La colección muestra una selección de piezas seleccionadas de su amplia colección: 10 000 dibujos y 100.000 grabados, principalmente provenientes de las adquisiciones Esterhazy, Istvan Delhaes y Pal Majovsky. Todos los periodos de arte gráfico europeo están ricamente representados: dibujos, grabados, aguafuertes. Entre las piezas destacan Cabezas de guerreros de Leonardo da Vinci (para el mural La batalla de Anghiari), 15 dibujos de Rembrandt, 200 piezas de Goya y aguatintas francesas.

### Galería moderna
La colección del museo de arte de los siglos XIX y XX es menos significativa que las que se encuentran en otros departamentos; es una colección más joven. El grueso de la pintura proviene de la época biedermeier y del arte francés. De este último hay representantes del periodo romántico (Eugène Delacroix), la escuela de Barbizon (Camille Corot, Gustave Courbet) e impresionismo (Édouard Manet, Claude Monet, Camille Pissarro, Pierre-Auguste Renoir, Henri de Toulouse-Lautrec). Hay una gran colección de esculturas de Auguste Rodin y Constantin Meunier.

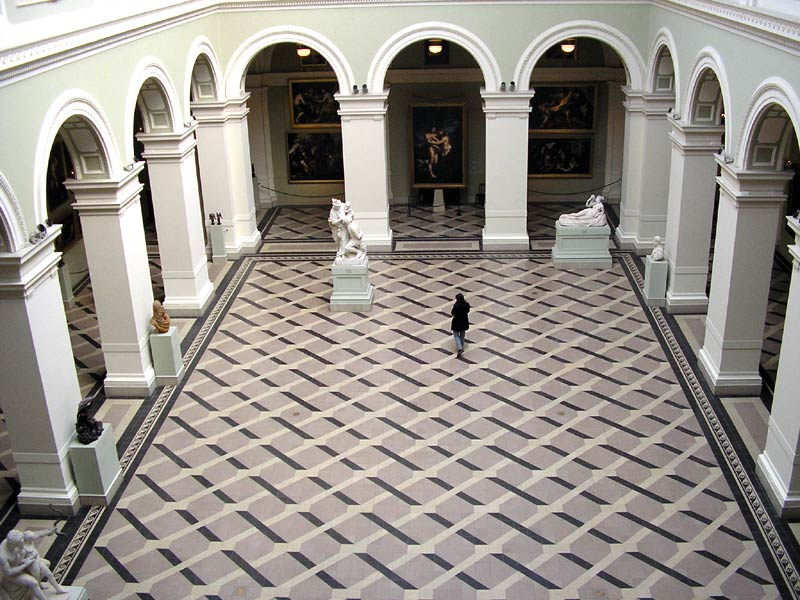
Una de las salas del museo.

### Museo Vasarely
Victor Vasarely, el famoso artista húngaro, donó una colección significativa de sus obras a la galería. Han encontrado alojamiento permanente fuera de los muros de la galería, en la mansión Zichy en Óbuda. El ala de dos plantas del edificio es conocida como el Museo Vasarely y es el único de este tipo en Europa del Este.

## Acceso turístico
La forma más sencilla de acceder al Museo es viajar con el metro 1/amarillo hasta la estación Hősök tere (la plaza de los héroes). Ahí saliendo del metro, quedará justo al lado izquierdo de la plaza.

## Fusión con la Galería Nacional Húngara
En 2008, el director del Museo de Bellas Artes, László Baán, propuso la fusión de su museo con la Galería Nacional, debido al carácter similar de ambas colecciones. Los dos museos junto con el Museo de Arte Contemporáneo Ludwig albergan obras del siglo XX y contemporáneas, la mayoría creadas por artistas húngaros que vivieron en el extranjero. Por tanto, requirió 18 millones de euros para ampliar el museo, que hubiera unificado las distintas colecciones esparcidas por la ciudad. Aunque dicha petición fue denegada en febrero de 2011, Baán presentó un plan alternativo al gobierno para construir dos edificios nuevos por un coste de 150 millones de euros. Concibió los nuevos edificios, uno con arte contemporáneo europeo y otro con fotografía húngara, como una “isla de los museos”, que completarían el Museo de Bellas Artes y el Budapest Art Hall (Műcsarnok) para 2017.
En septiembre de 2011, el secretario de estado para la cultura Géza Szőcs anunció los planes para construir un nuevo edificio próximo a la avenida Andrássy, cerca del Parque de la Ciudad, del Museo de Bellas Artes y del Budapest Art Hall. Dicho edificio albergaría las colecciones actuales de la Galería Nacional Húngara. Este proyecto, que ocuparía todo el bulevar, es también conocido como el Budapest Museum Quarter o Andrássy Quarter.
A principios de diciembre de 2011, Ferenc Csák, director de la Galería Nacional desde 2010 y contrario al proyecto de fusión de la galería con el Museo de Bellas Artes, calificó el plan de “nada profesional, antidemocrático y con poco futuro” y anunció que dimitiría a finales de 2011. Desde entonces no se ha nombrado a un nuevo director y el museo está siendo dirigido por el subdirector general György Szűcs.

## Directores del museo
- 1906-1914:  Ernő Kammerer
- 1914-1935:  Elek Petrovics
- 1935-1944:  Dénes Csánky
- 1949-1952:  Imre Oltványi
- 1952-1955:  Ferenc Redő
- 1956-1964:  Andor Pigler
- 1964-1984:  Klára  Garas
- 1984-1991:  Ferenc Merényi
- 1991-2004:  Miklós  Mojzer
- 2004–?:  László Baán

## Galería de obras destacadas

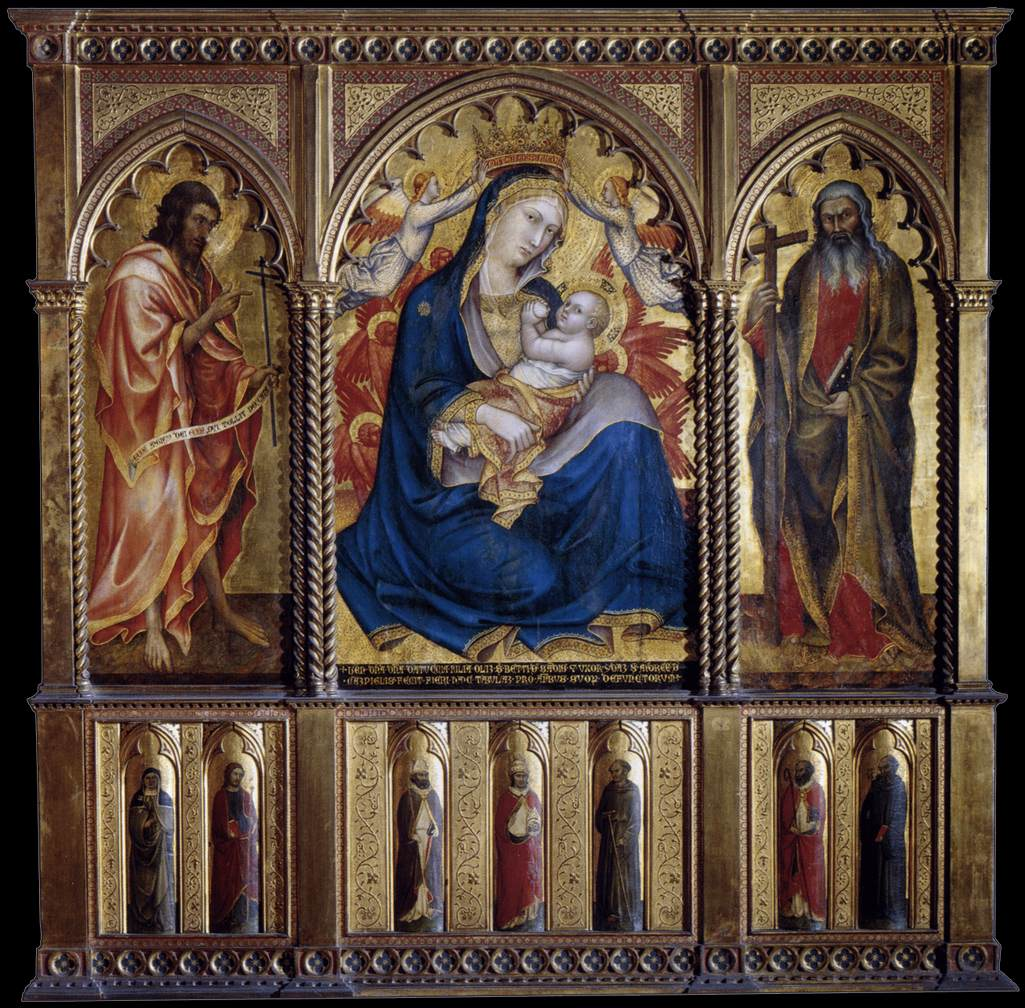
Taddeo di Bartolo, Retablo de la Virgen con san Andrés y san Juan Bautista
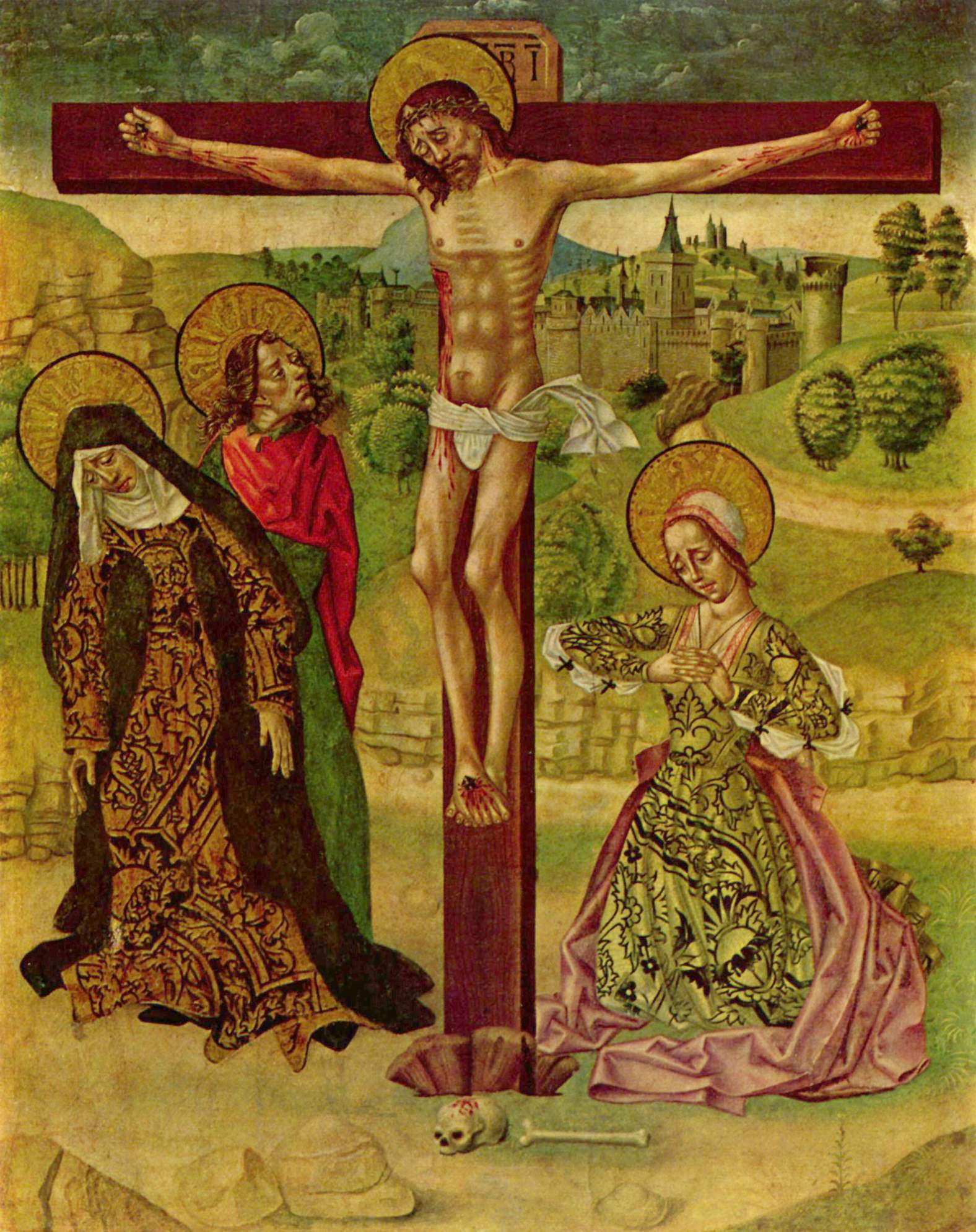
Anónimo español, llamado Maestro de Budapest, El Calvario
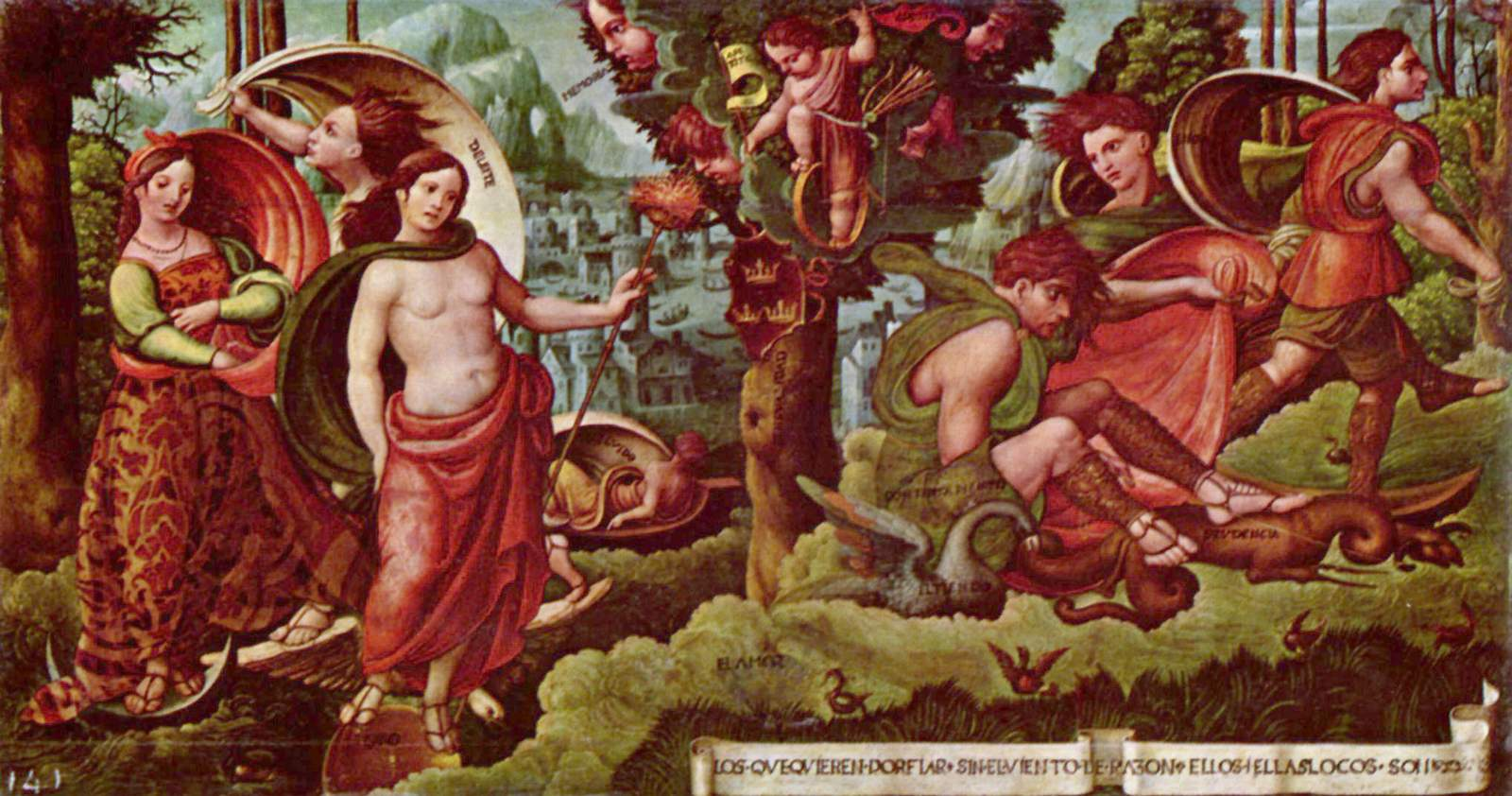
Anónimo español, llamado Maestro de Alcira, Alegoría de la Prudencia
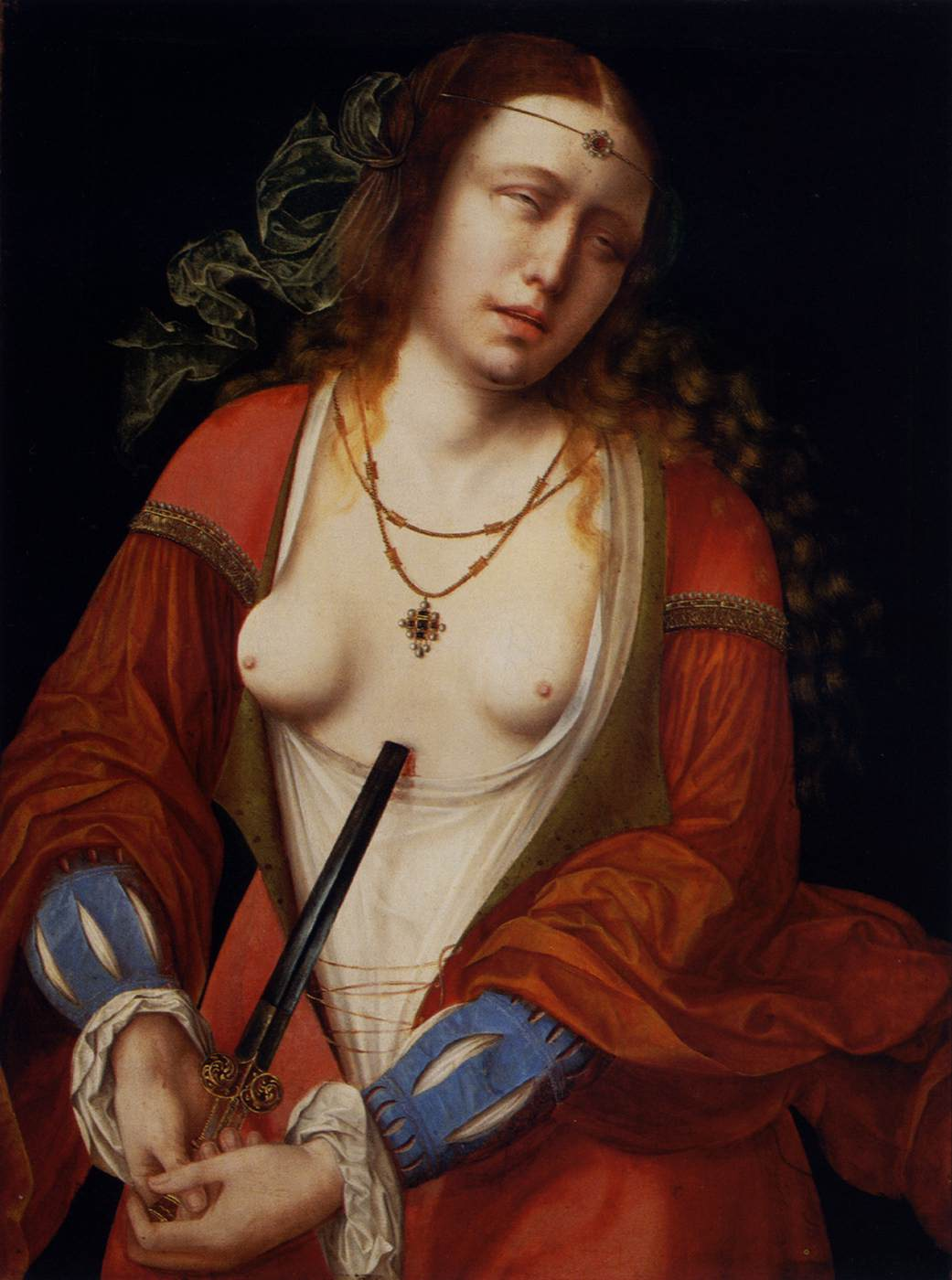
Maestro de la Santa Sangre, Lucrecia suicidándose
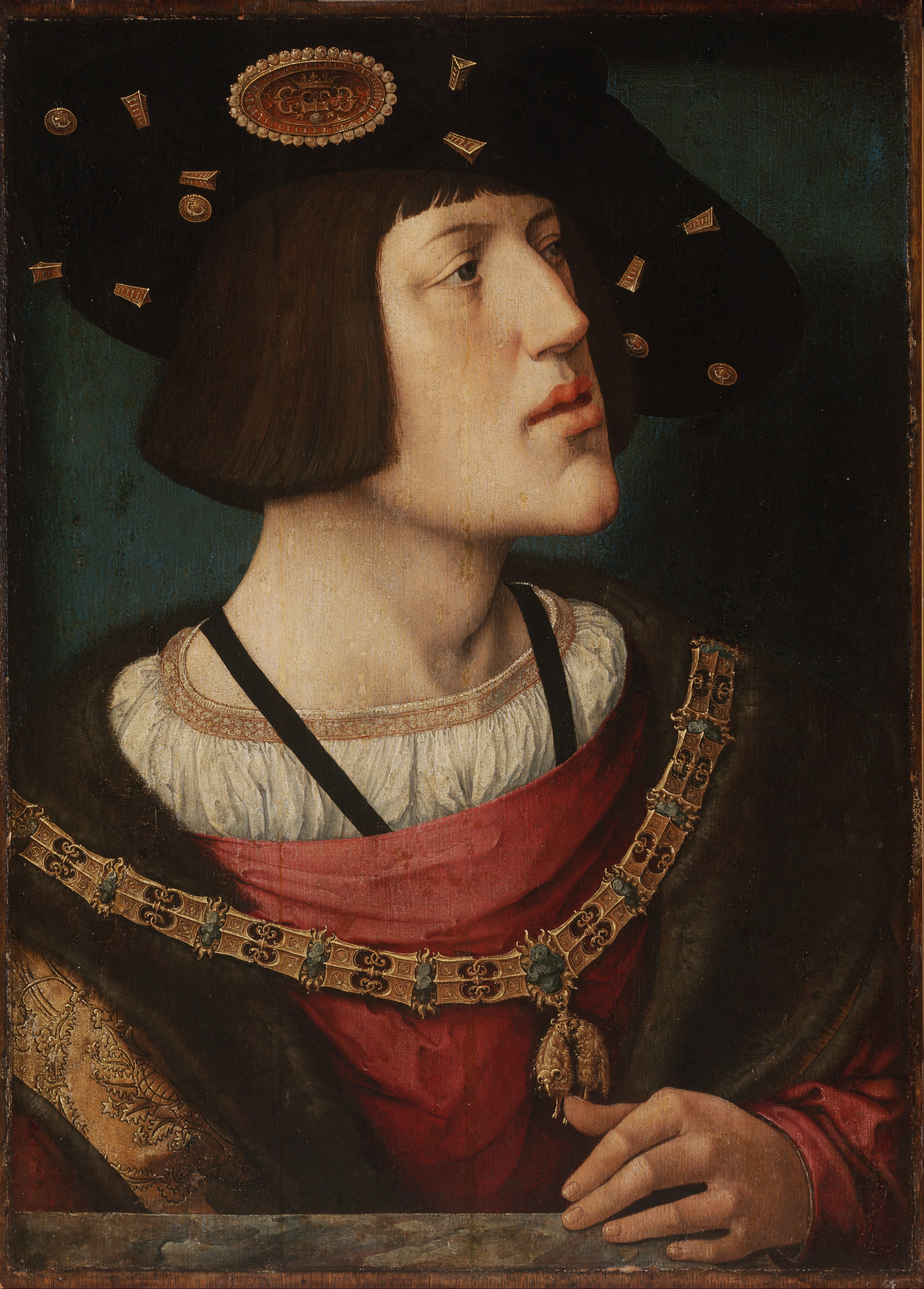
Bernard van Orley, Retrato de Carlos I de España joven
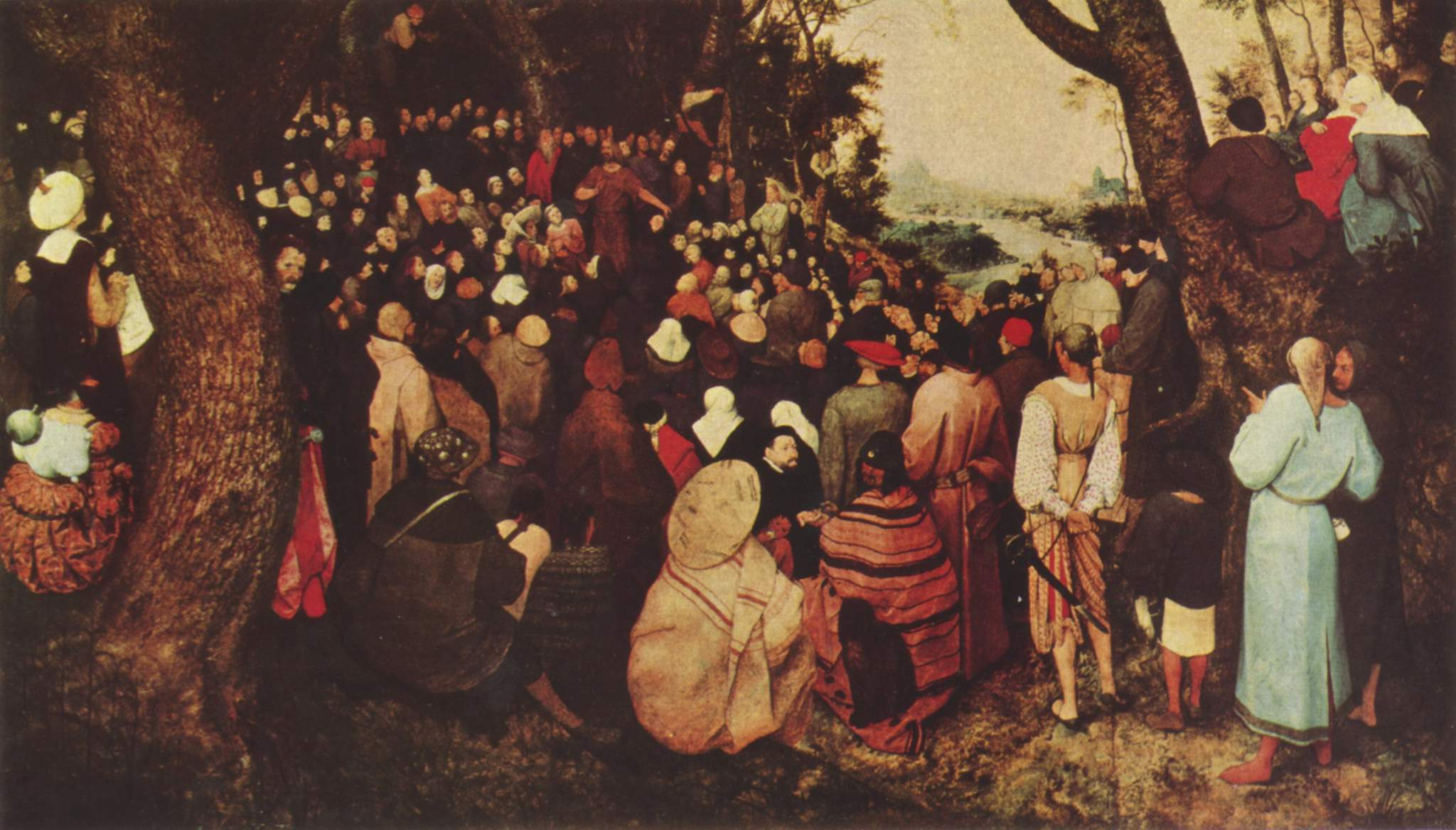
Pieter Brueghel el Viejo, La predicación de san Juan Bautista
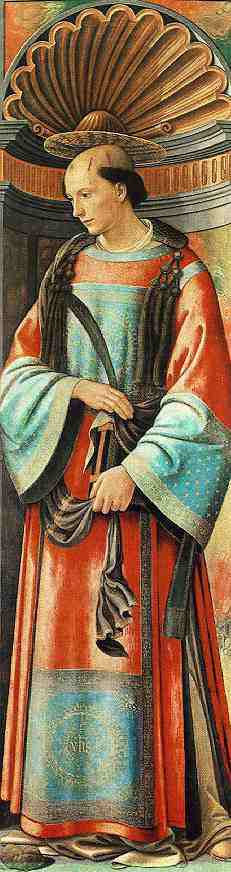
Domenico Ghirlandaio, San Esteban
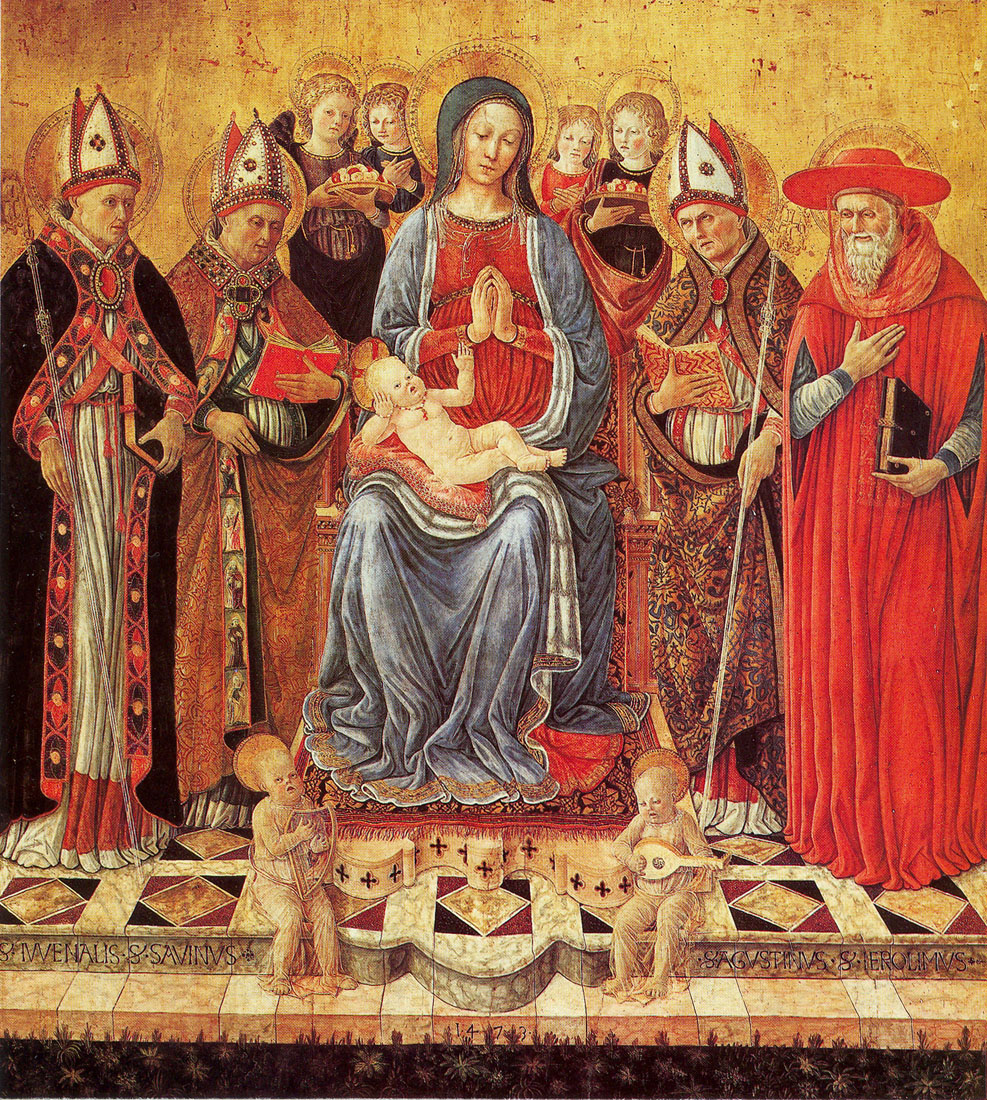
Giovanni Boccati, La Virgen en el trono
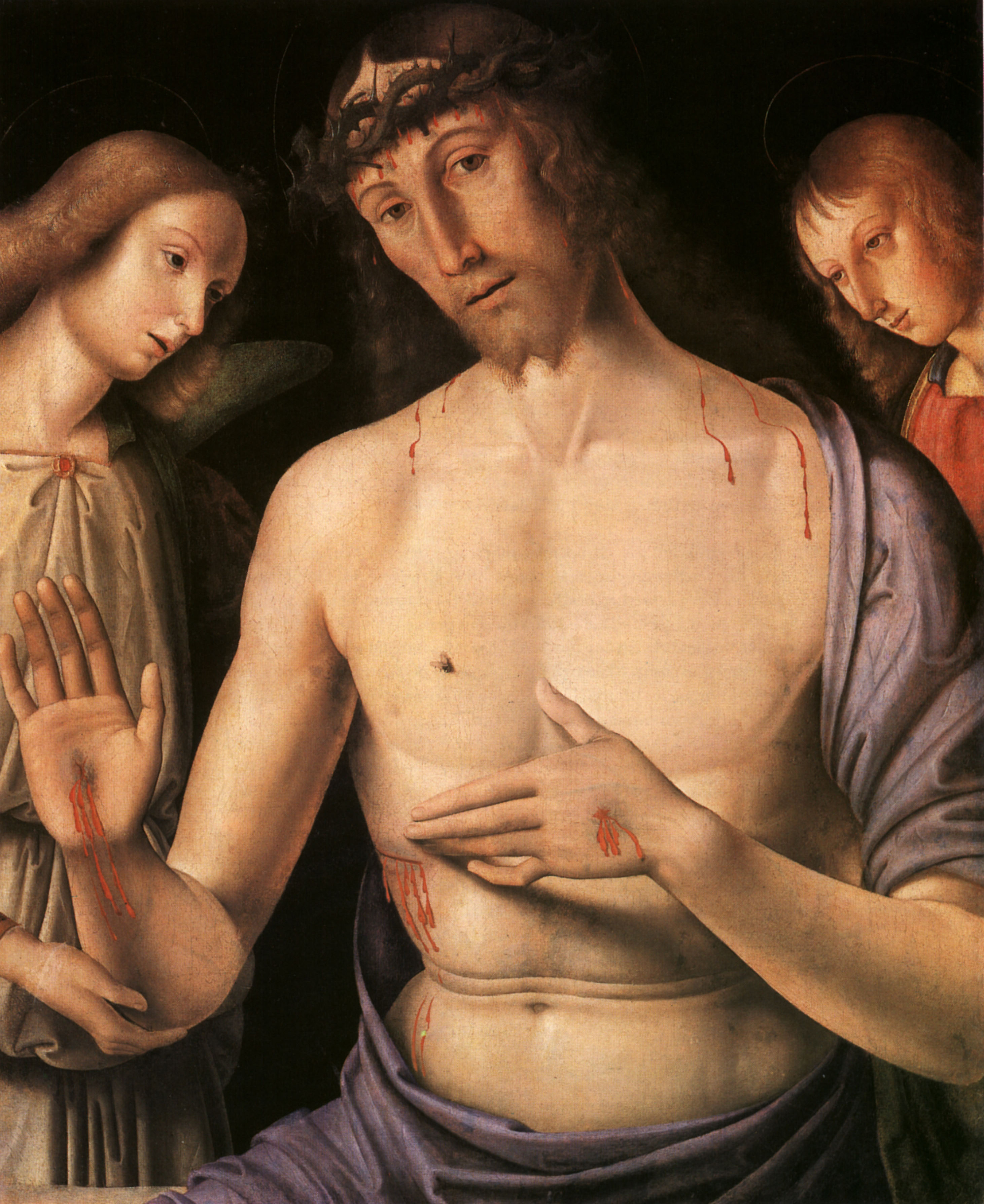
Giovanni Santi, padre de Rafael, Cristo sostenido por dos ángeles
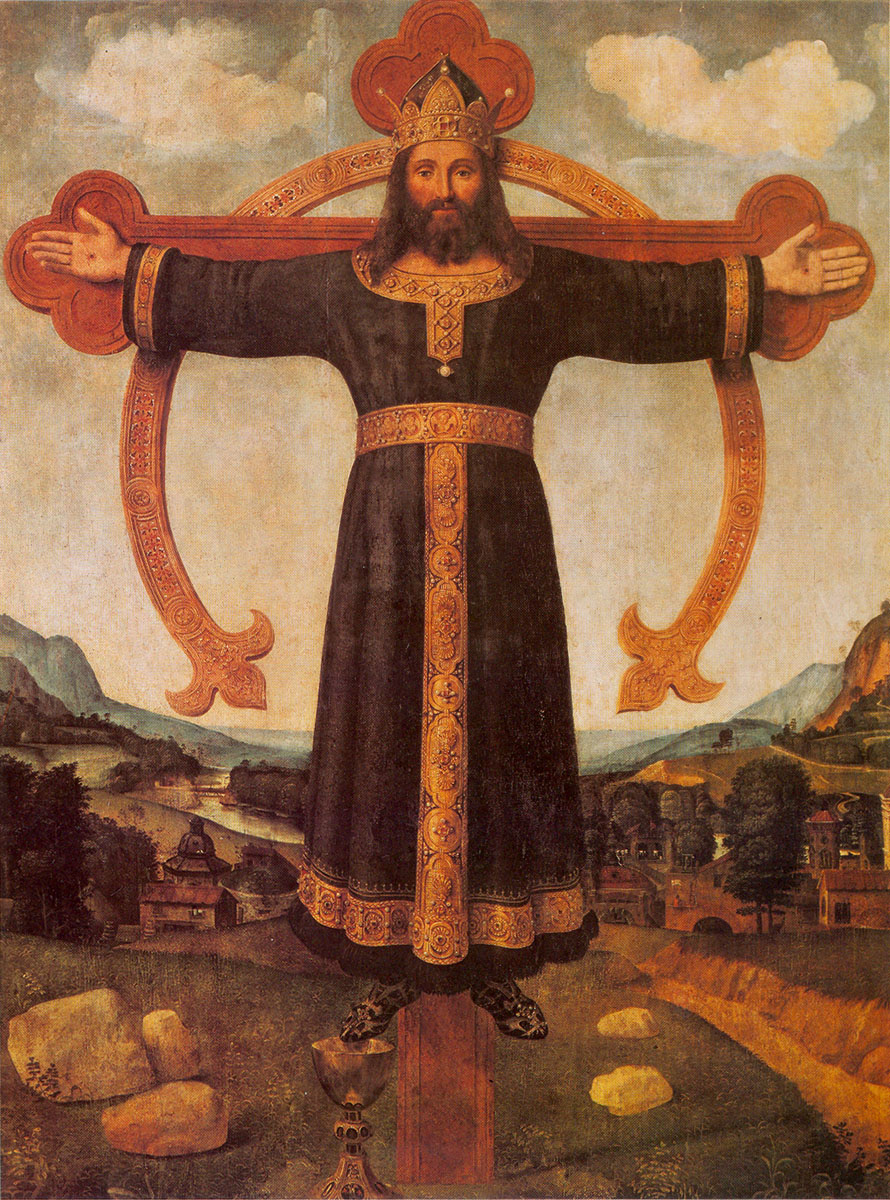
Piero di Cosimo, Crucifixión, o El Volto Santo de Lucca
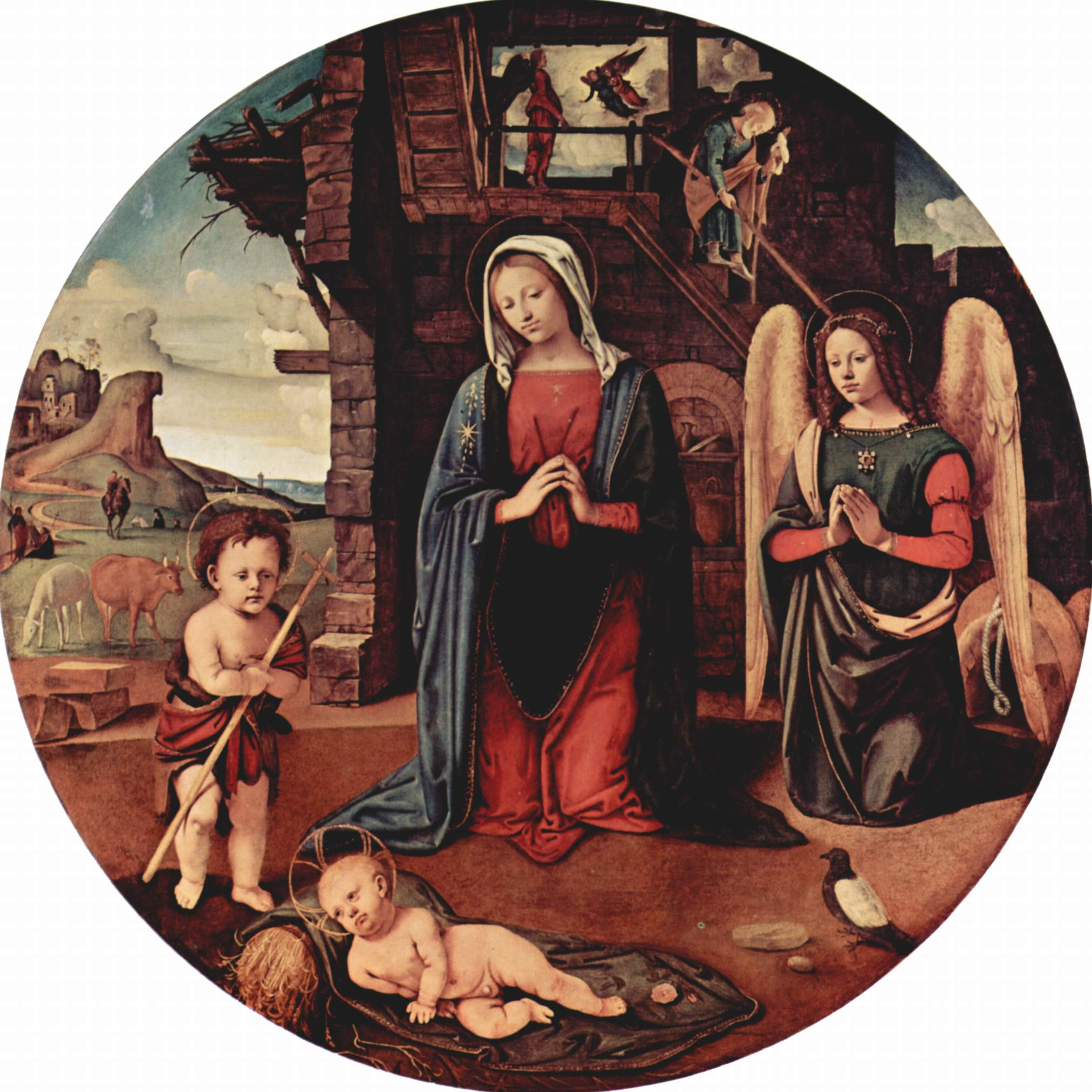
Piero di Cosimo, Adoración del Niño Jesús
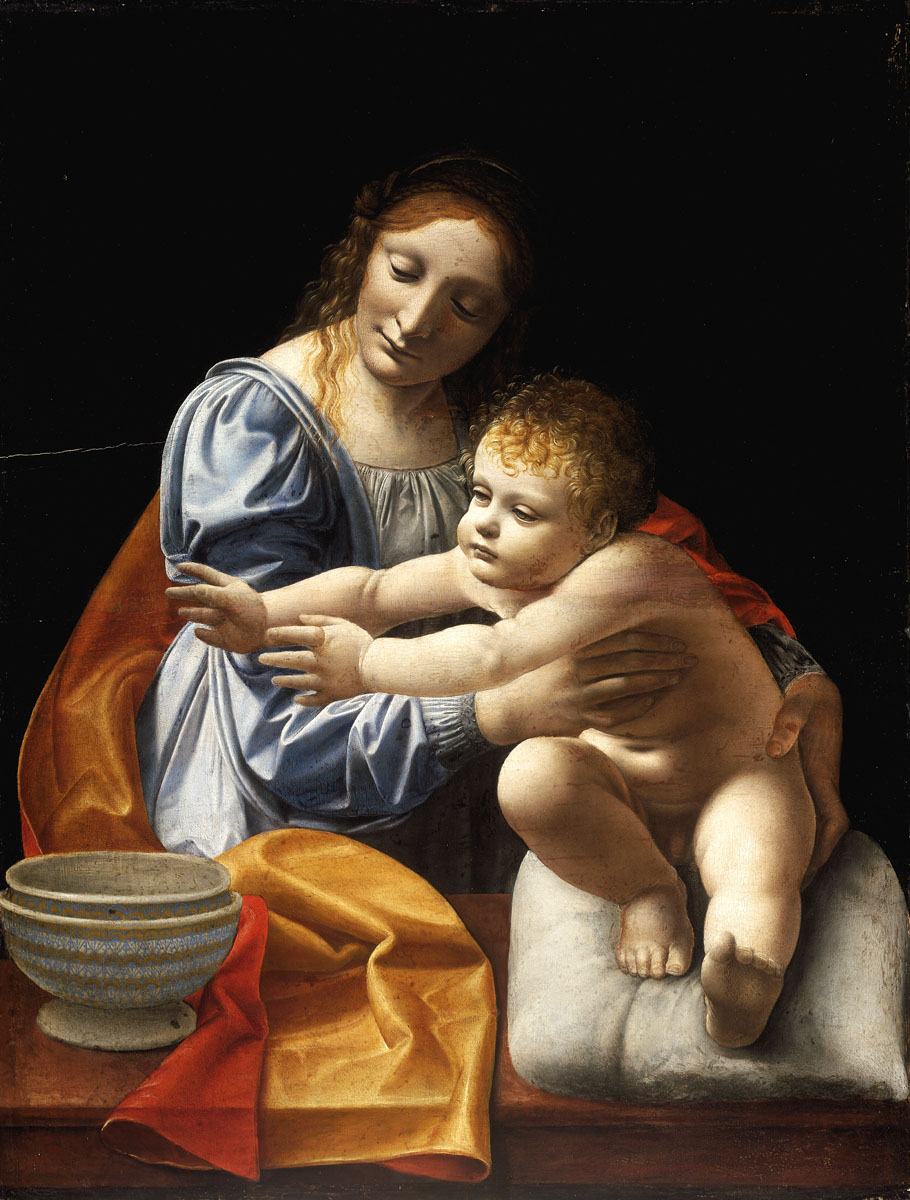
Boltraffio, La Virgen con el Niño
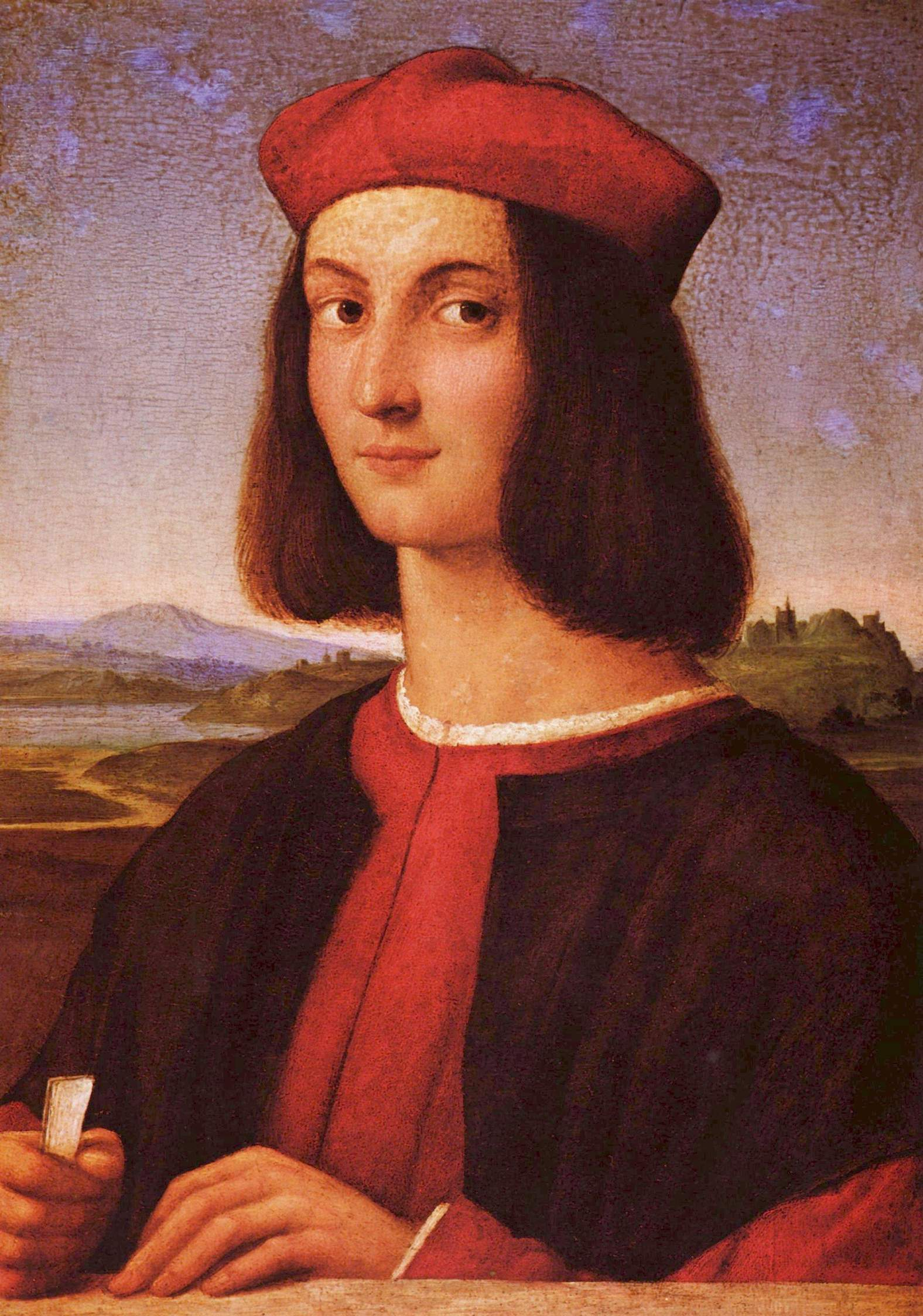
Rafael, Retrato de joven
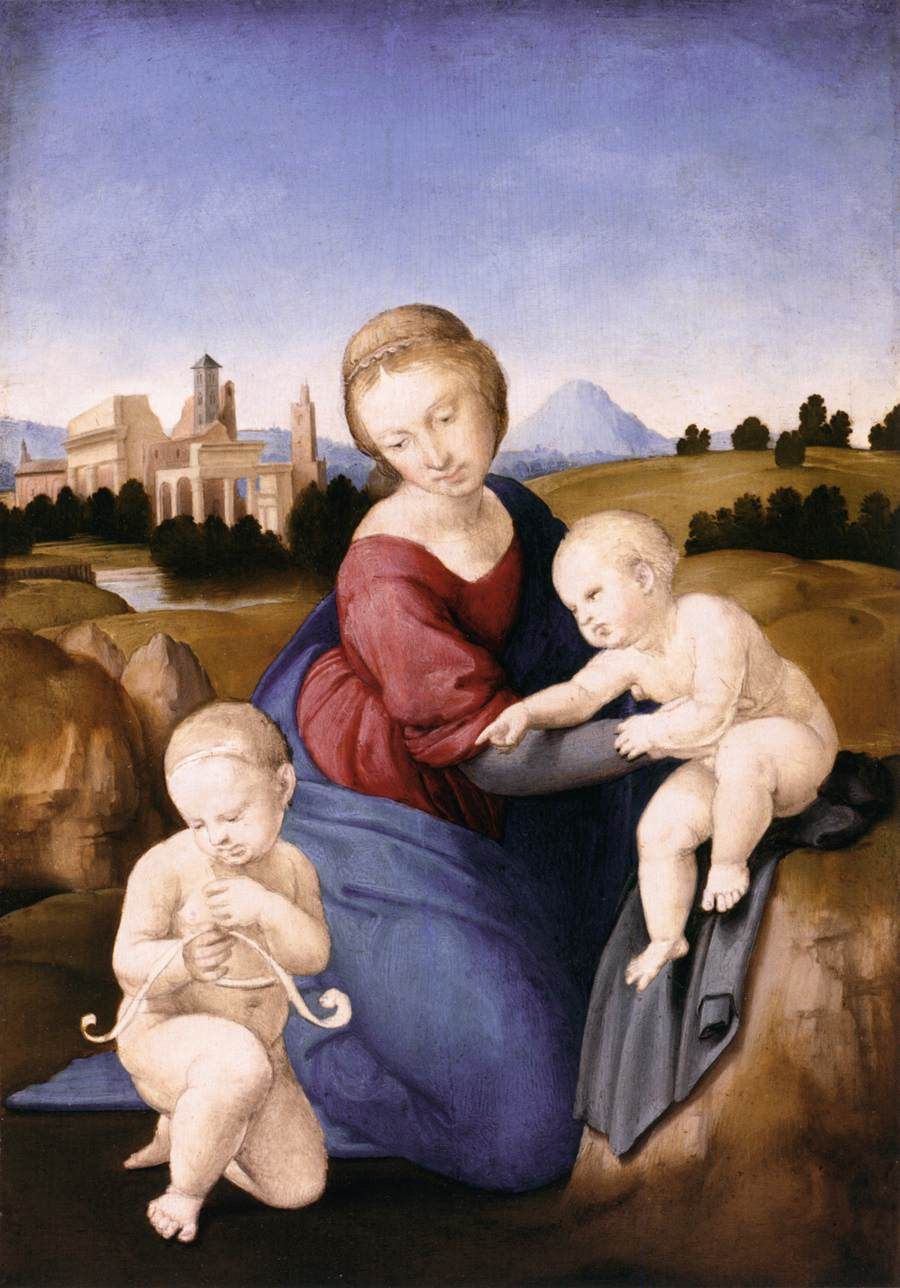
Rafael, La Virgen Esterhazy
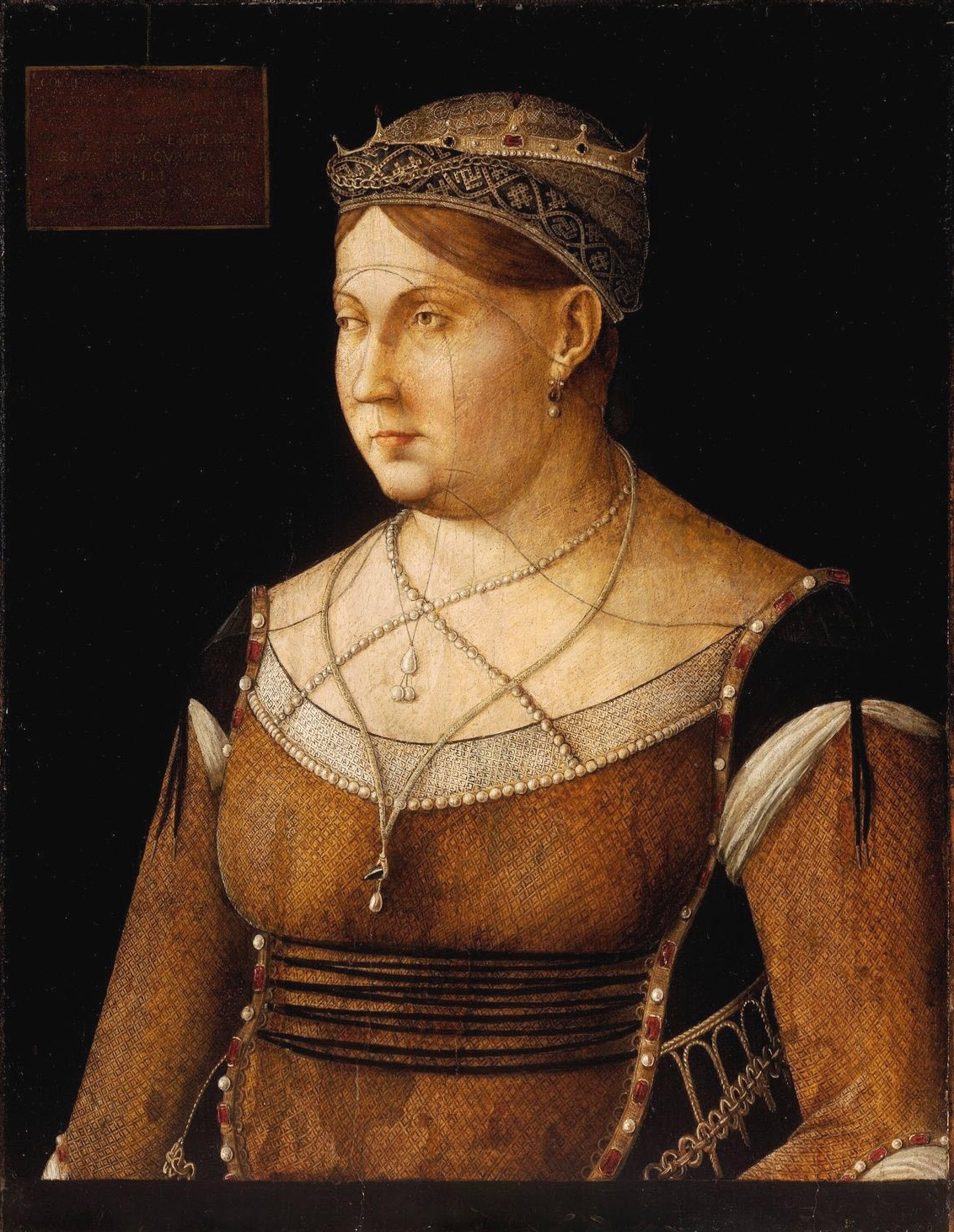
Gentile Bellini, Retrato de Caterina Cornaro, reina de Chipre
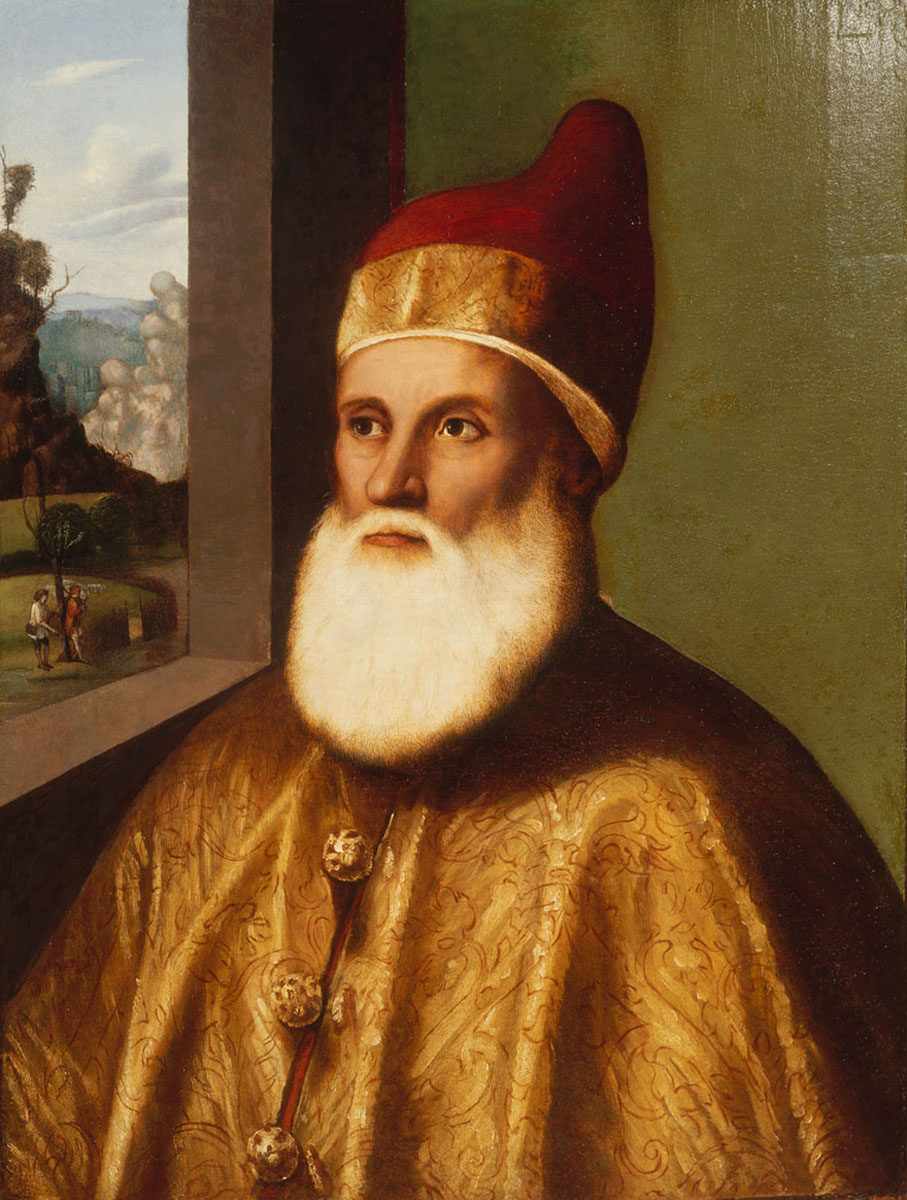
Giovanni Bellini, Retrato de Agostino Barbarigo
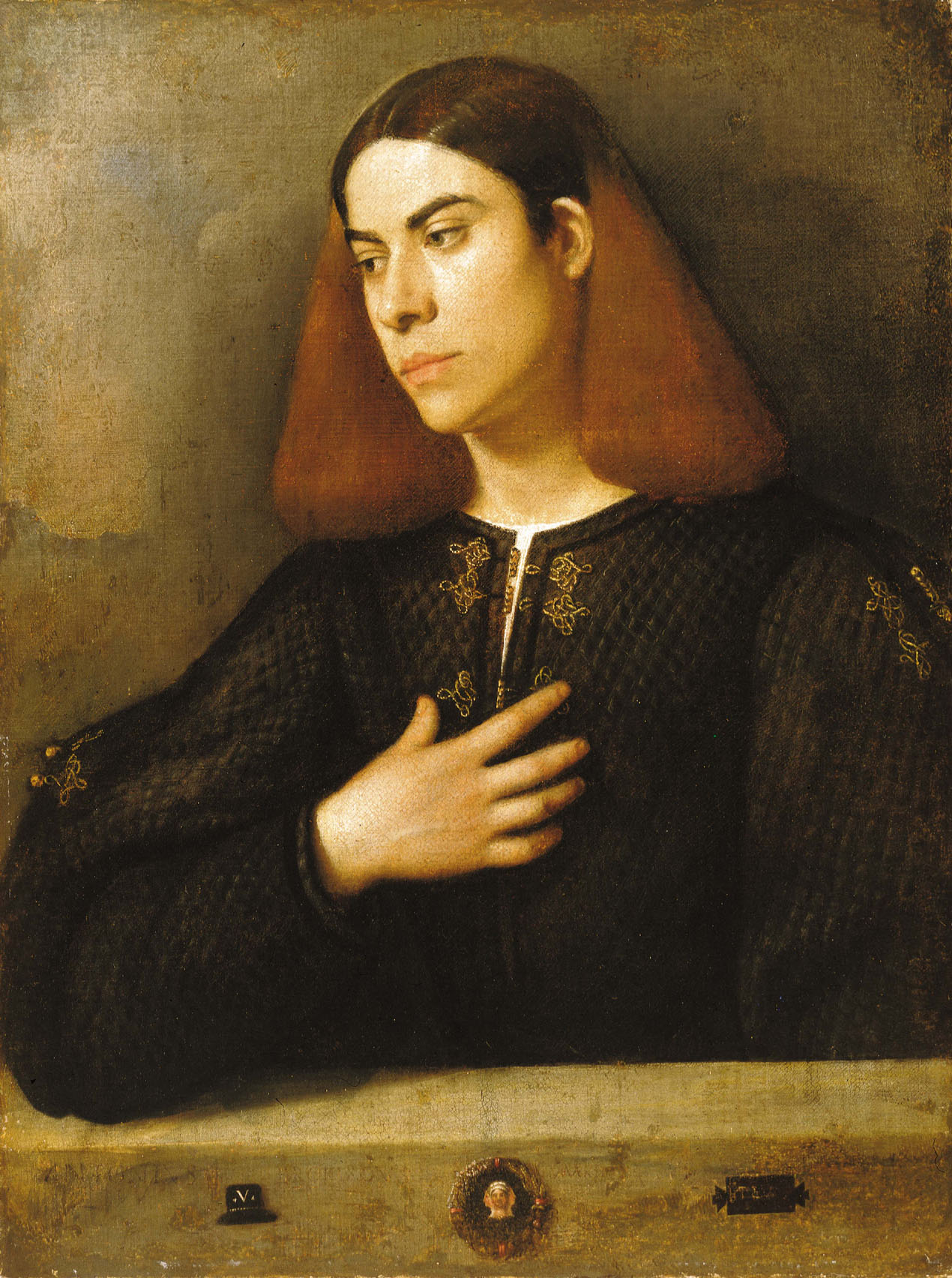
Giorgione, Retrato de joven
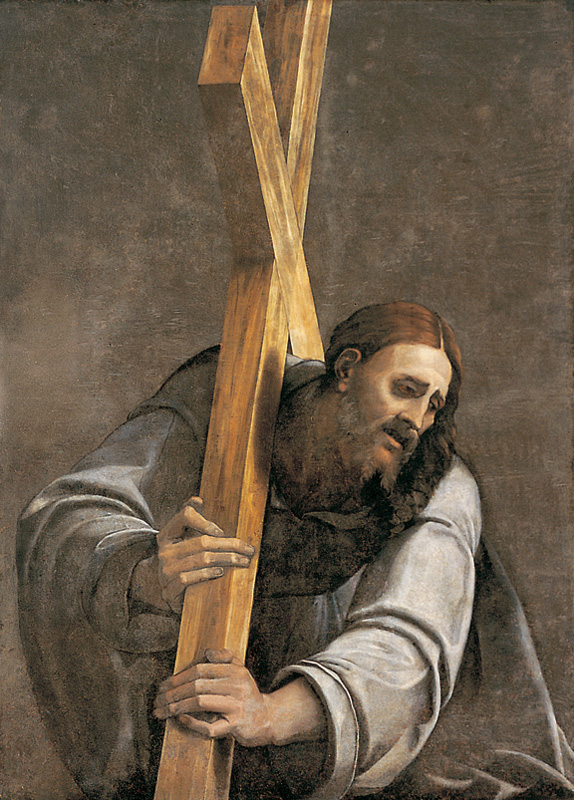
Sebastiano del Piombo, Cristo con la cruz
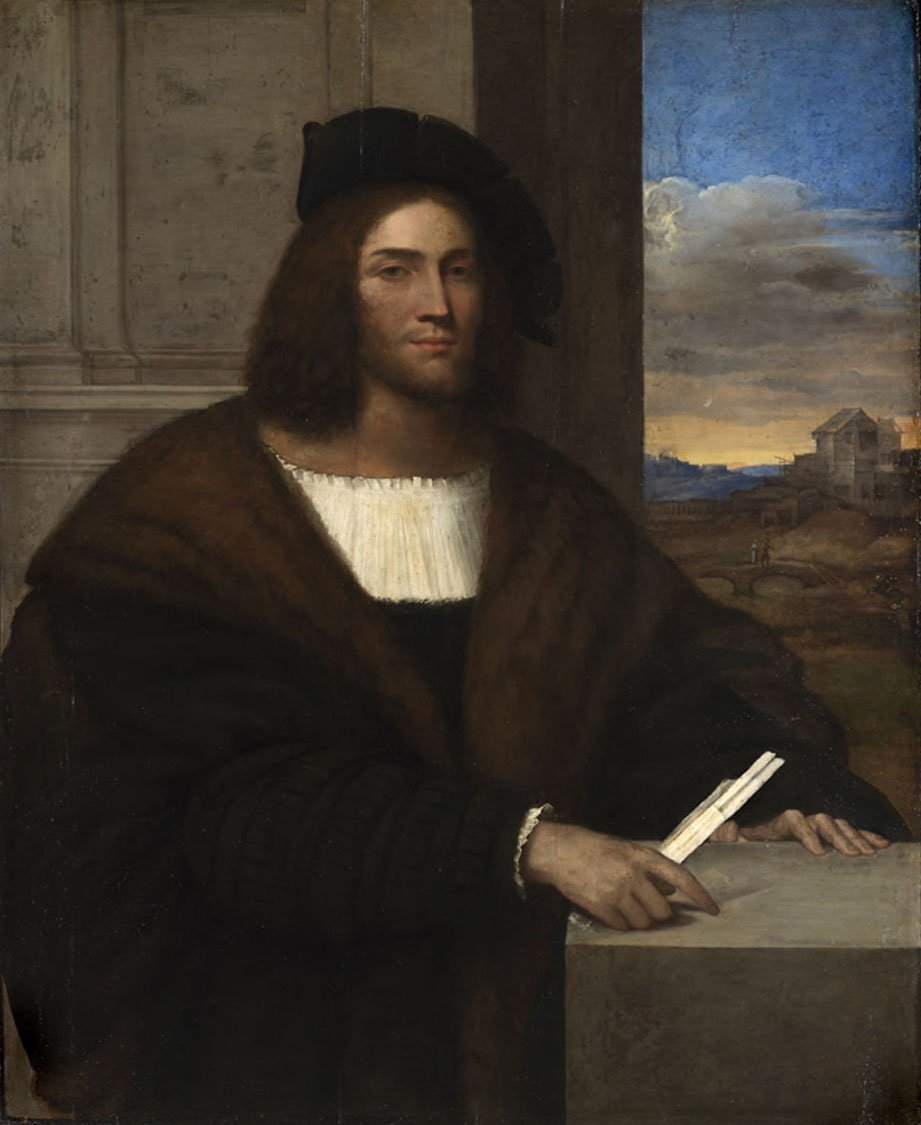
Sebastiano del Piombo, Retrato de joven
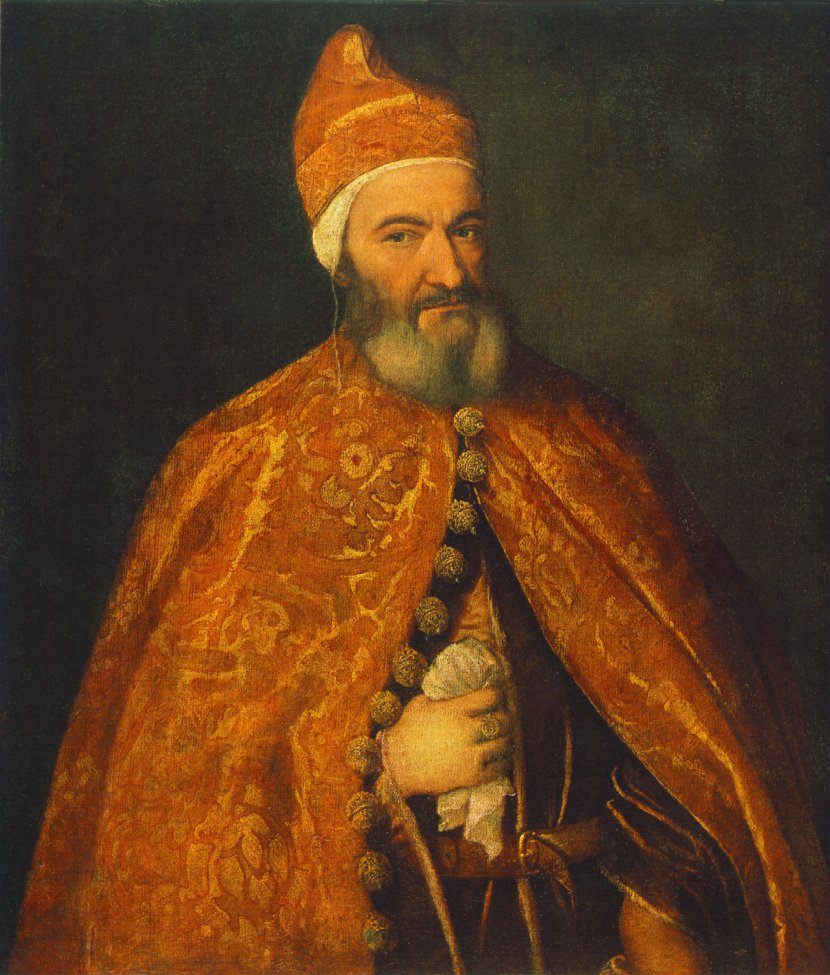
Tiziano, Retrato del dogo Marcantonio Trevisan
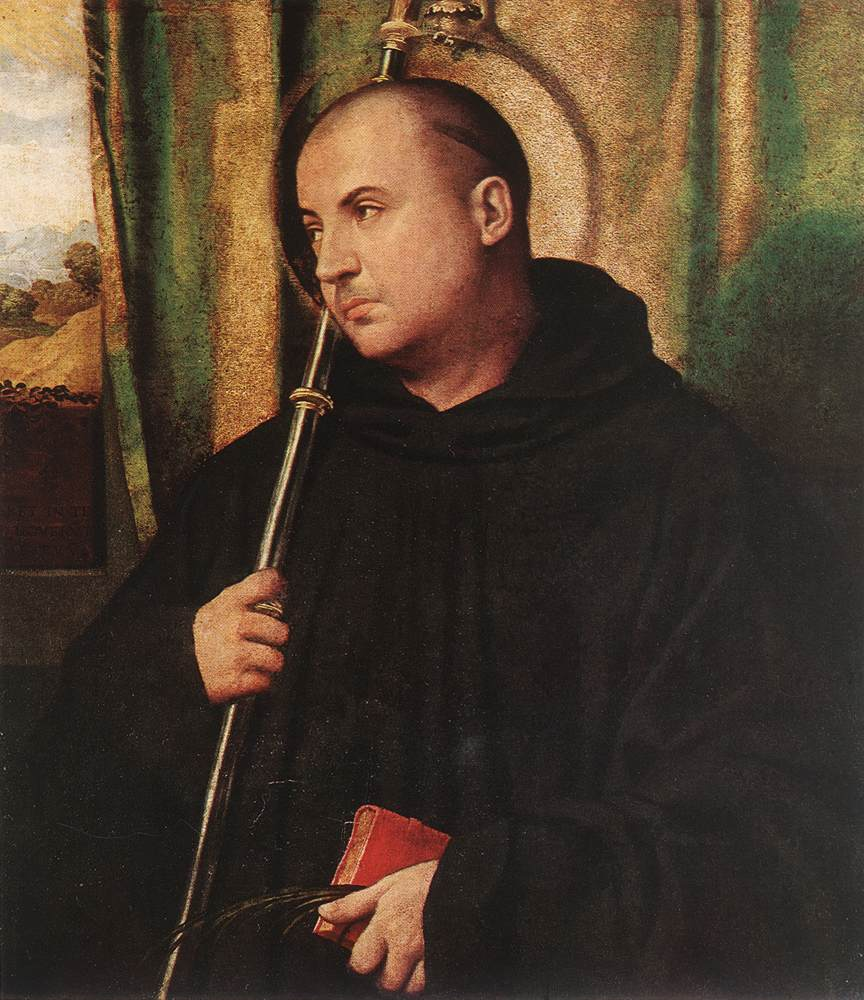
Moretto da Brescia, Un monje santo
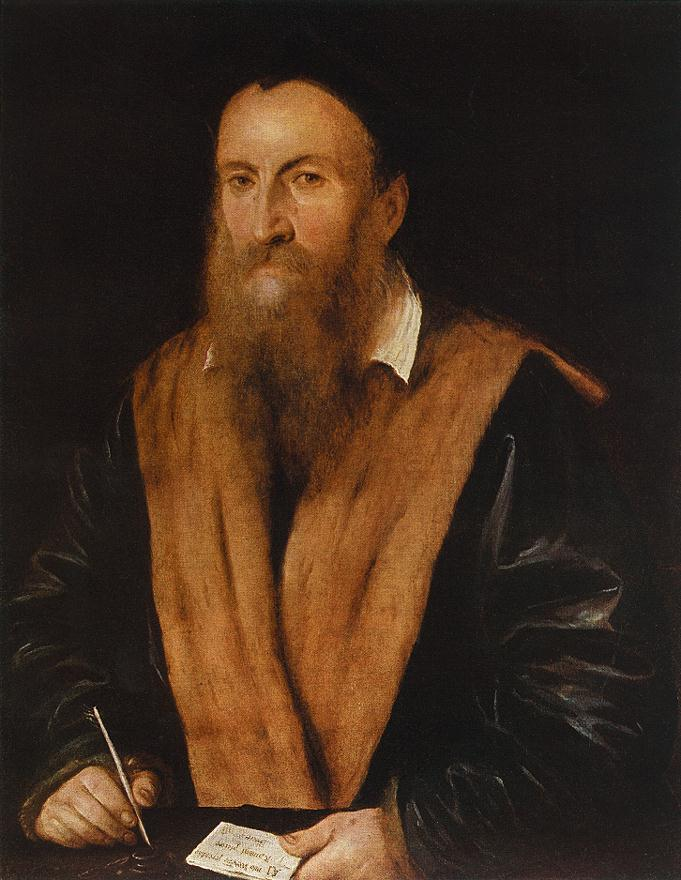
Romanino, Retrato de Lattanzio Gambrara
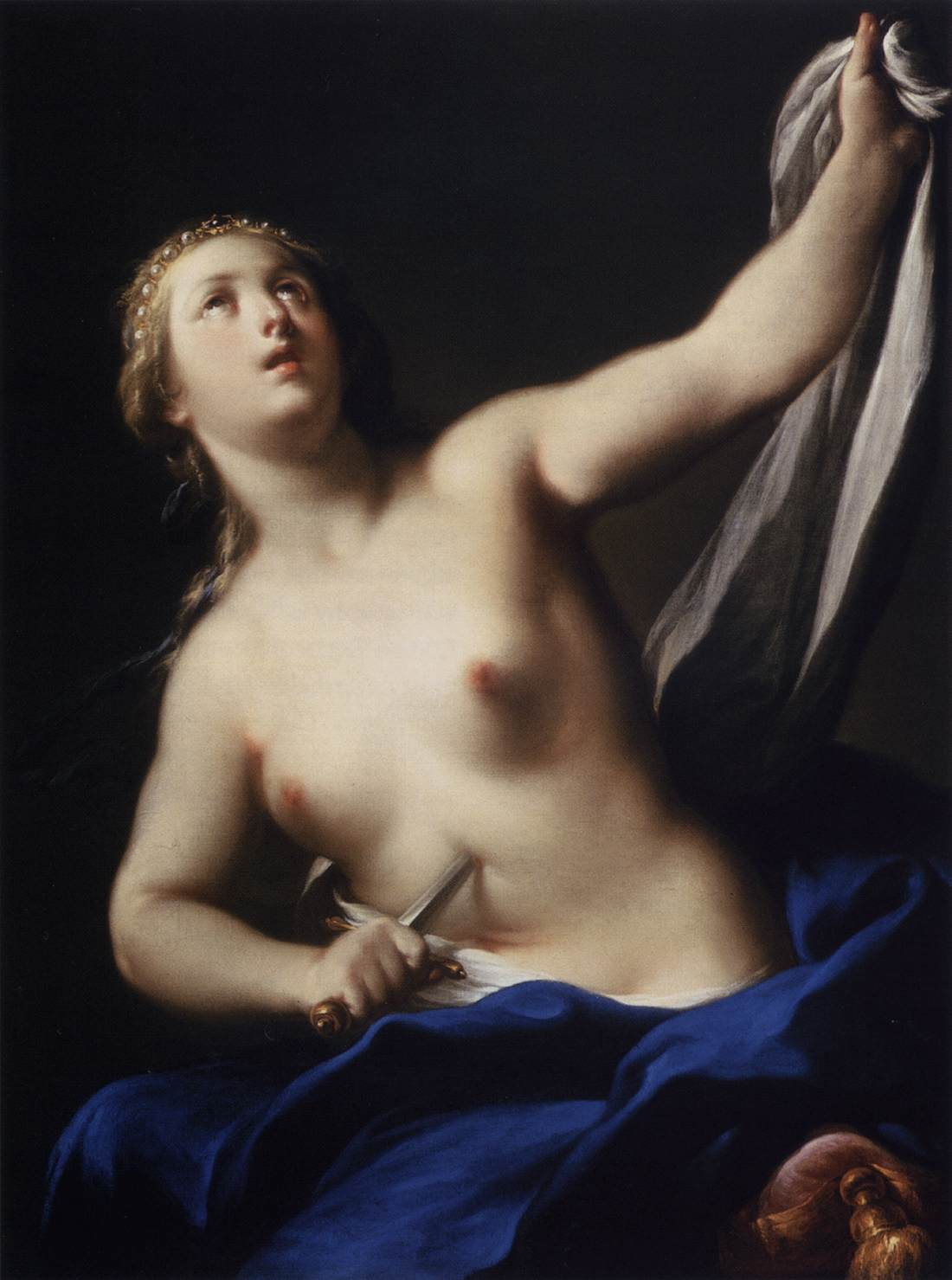
Andrea Casali, Lucrecia suicidándose
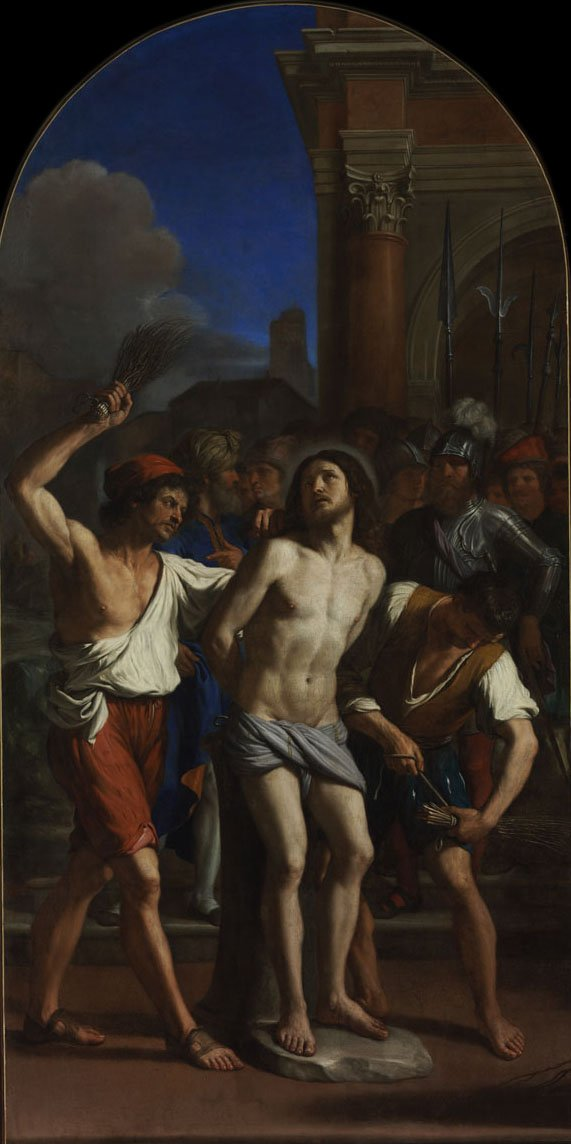
Guercino, La flagelación de Cristo
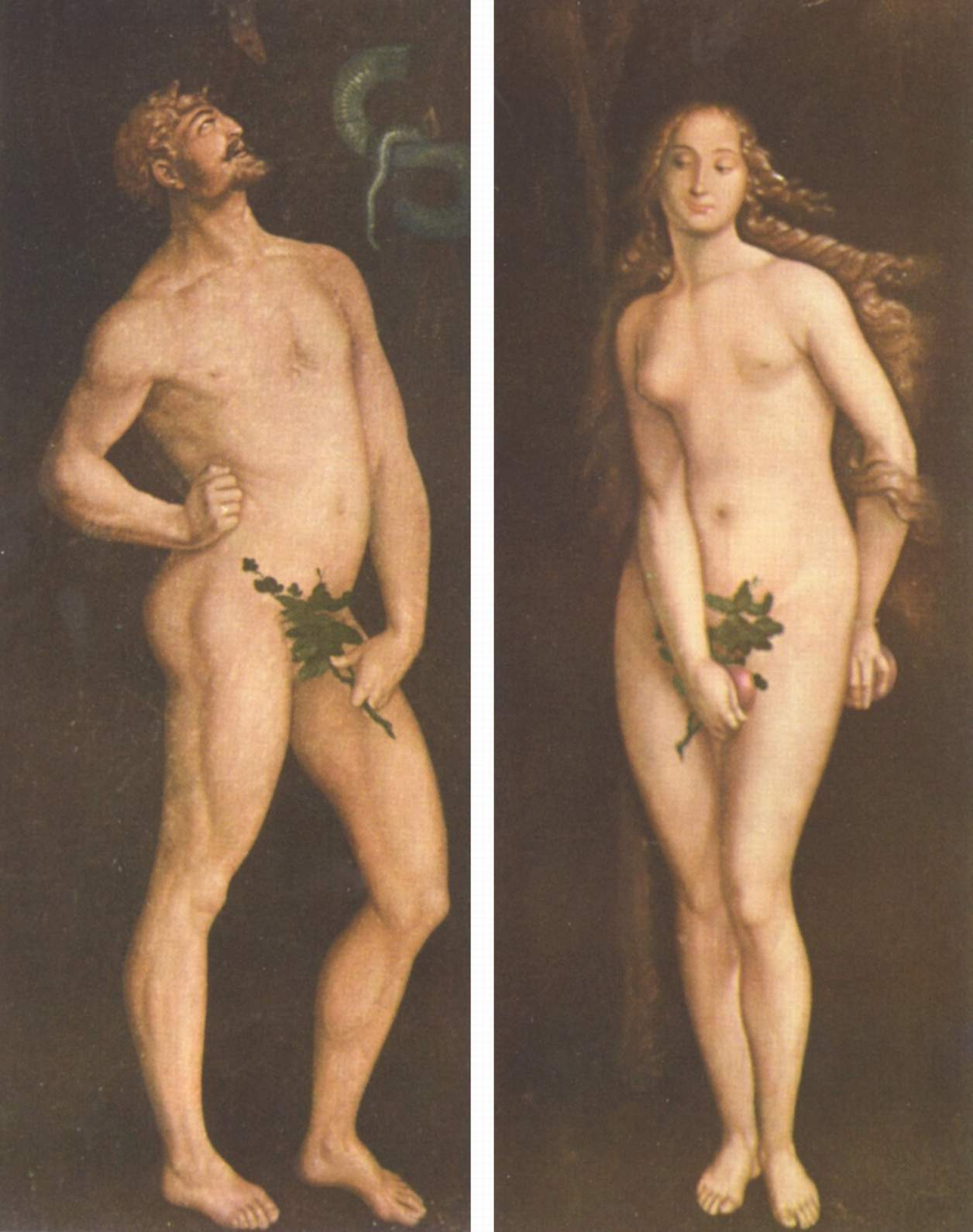
Hans Baldung Grien, Adán y Eva
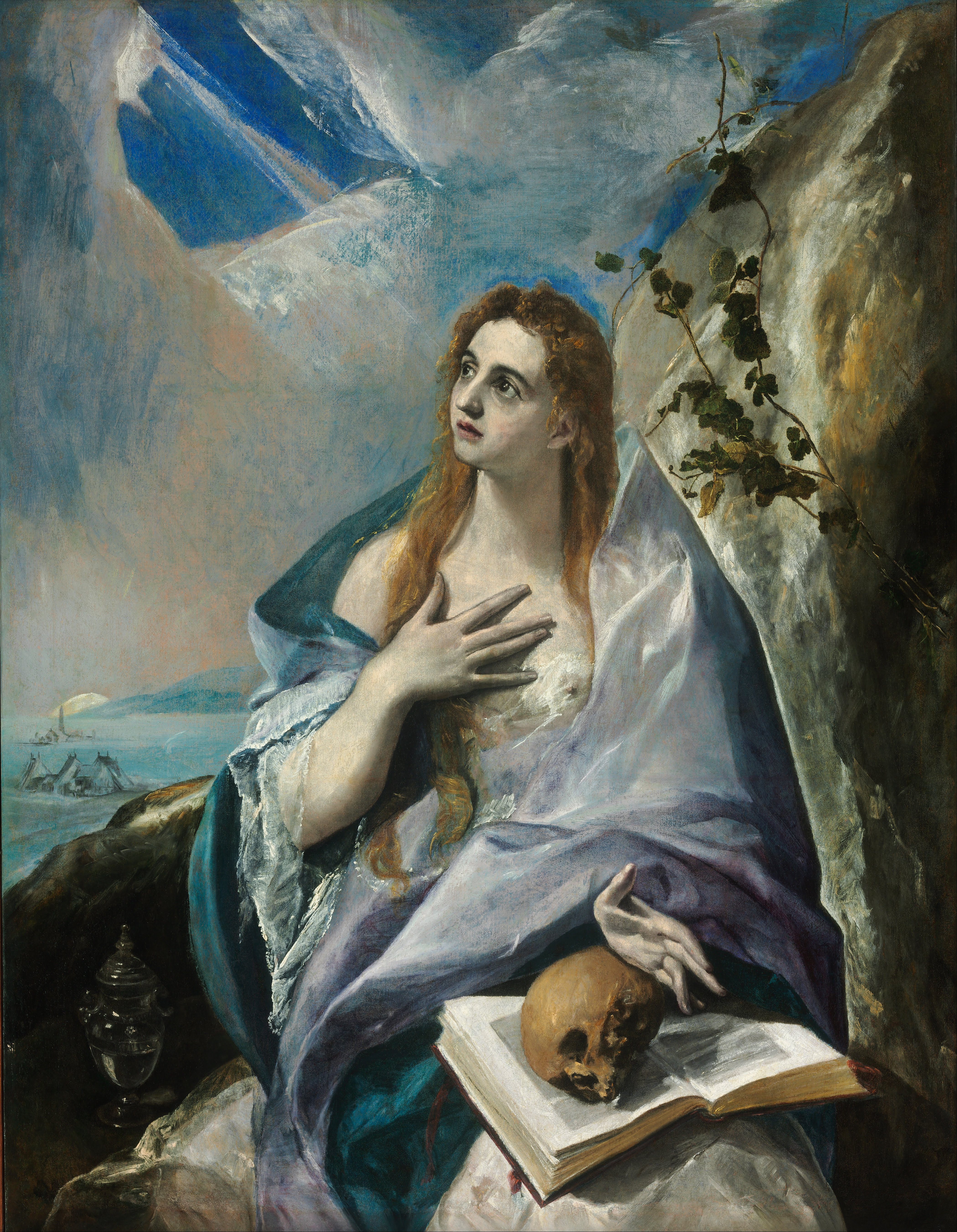
El Greco, Magdalena penitente
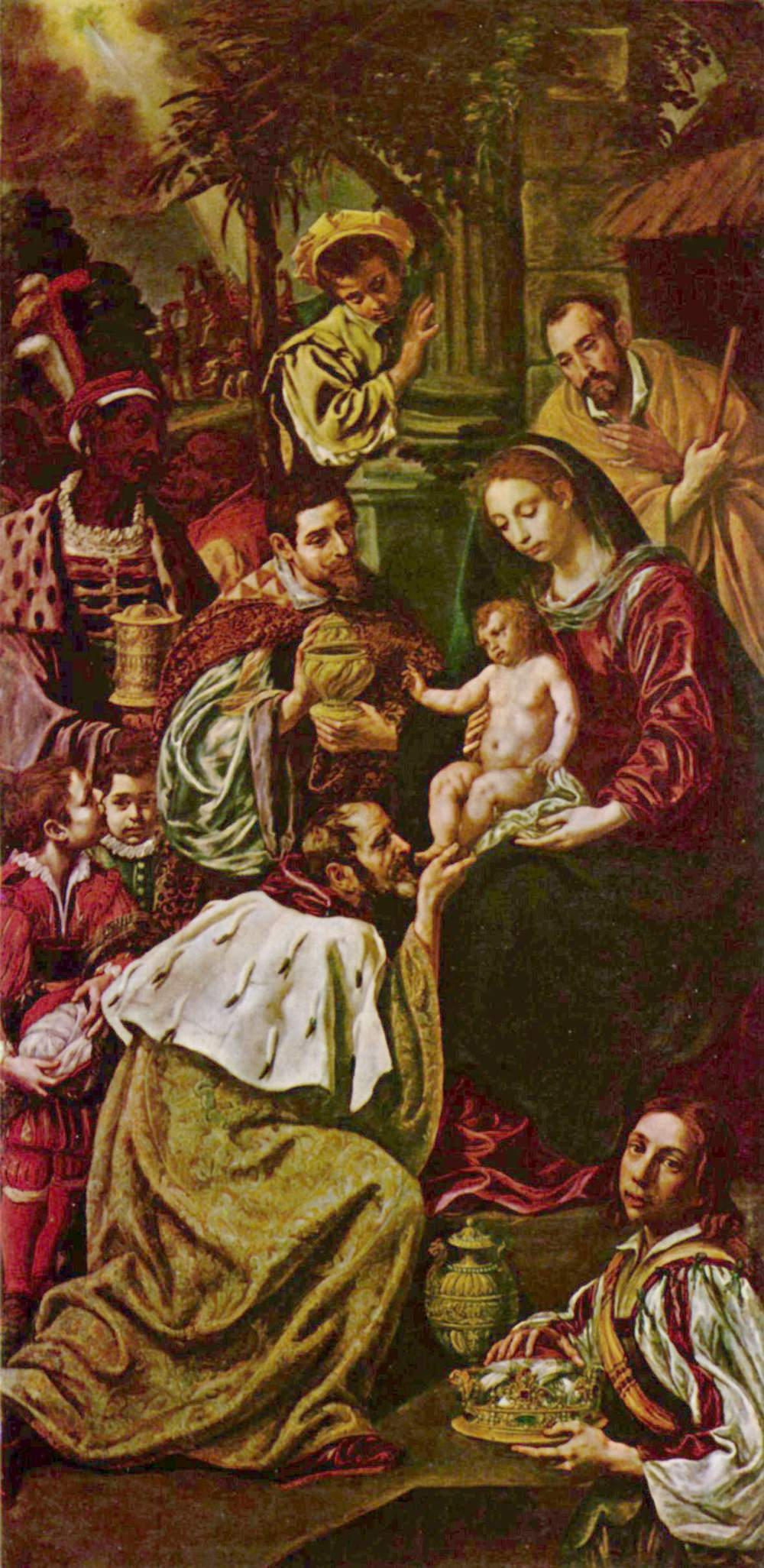
Luis Tristán, La adoración de los Reyes Magos
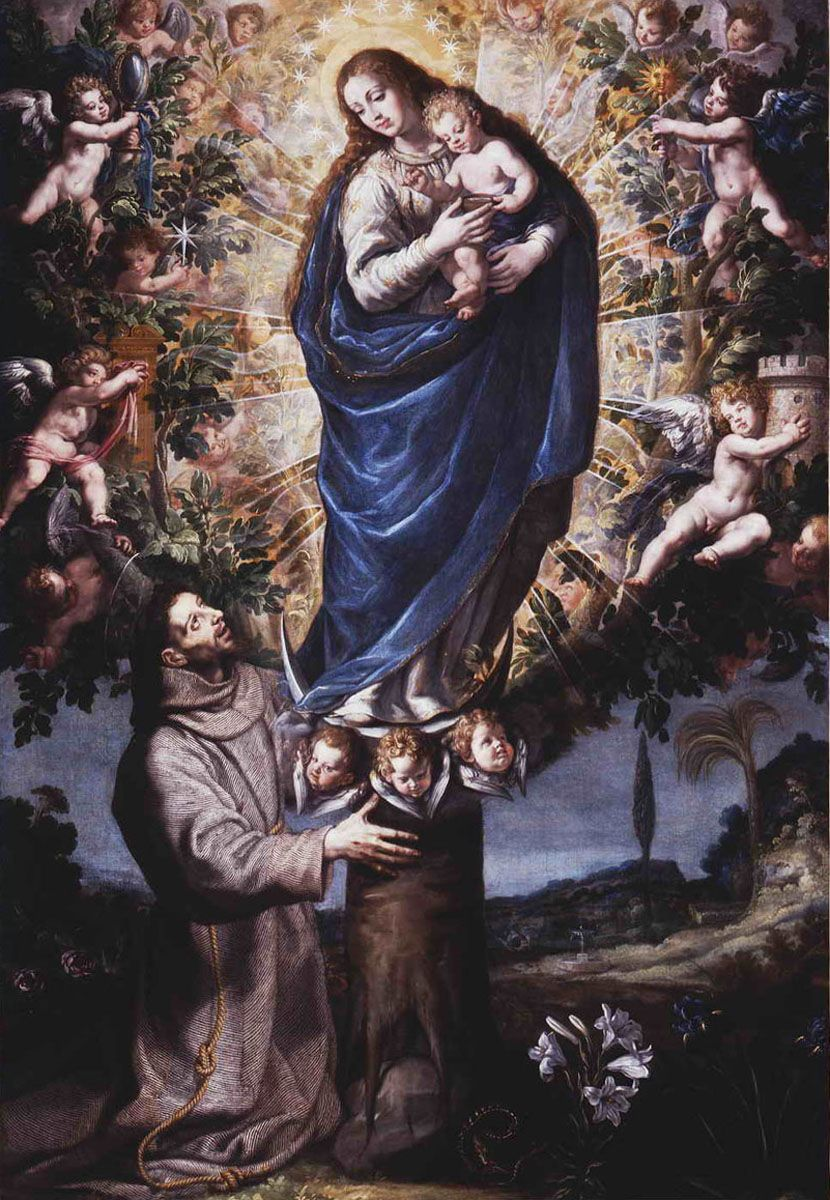
Vicente Carducho, Visión de san Francisco
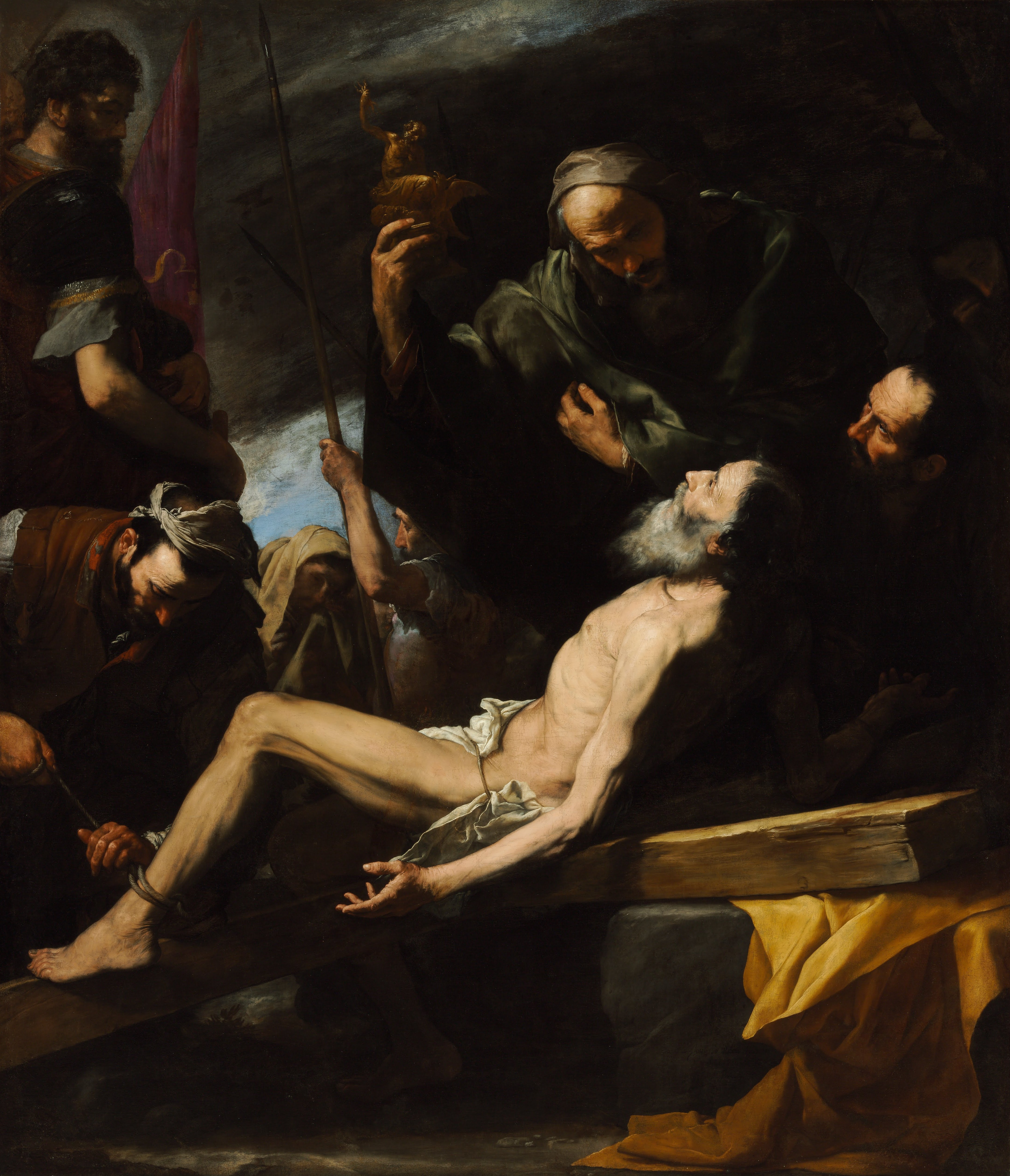
José de Ribera, Martirio de san Andrés
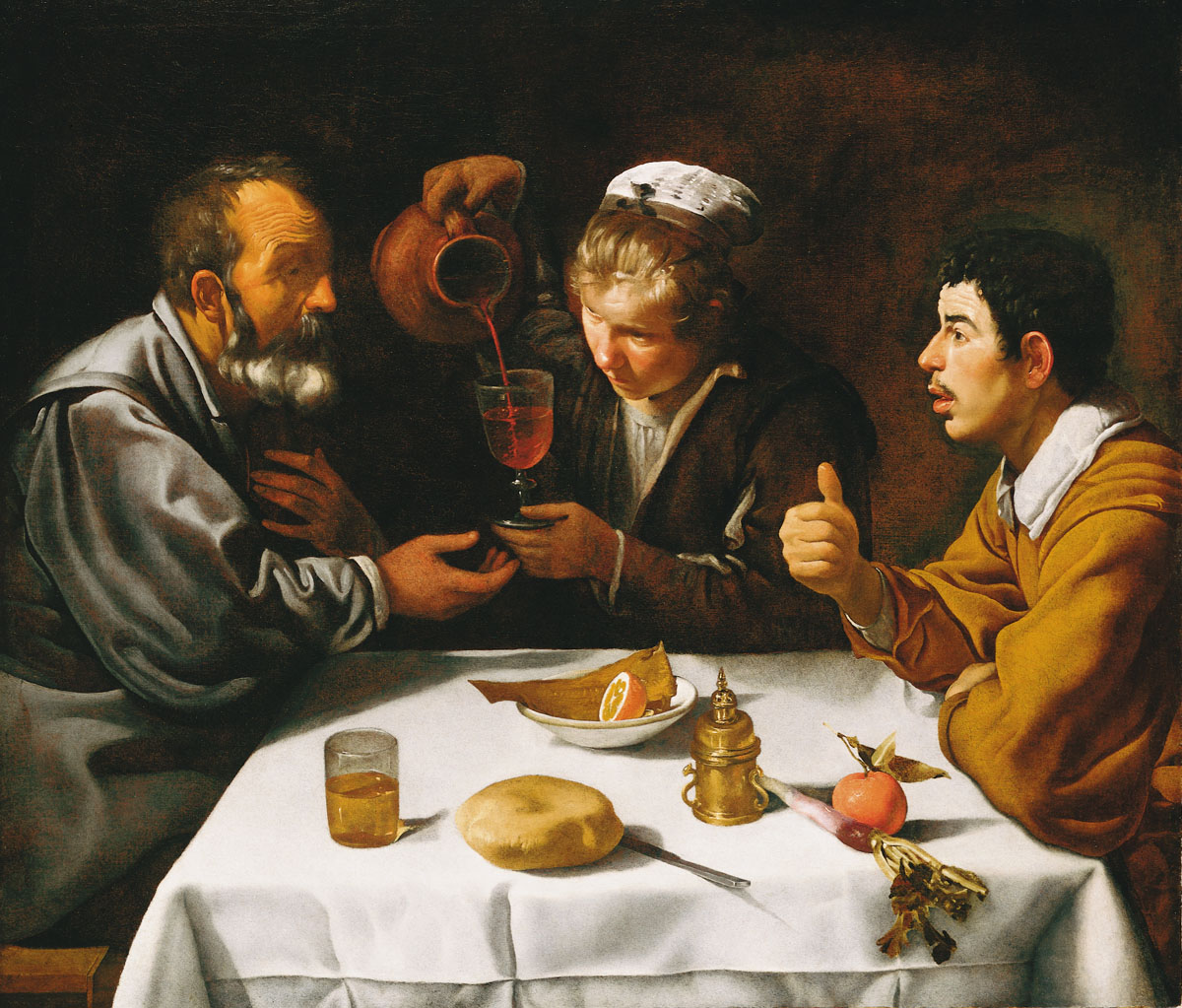
Velázquez, Almuerzo de campesinos
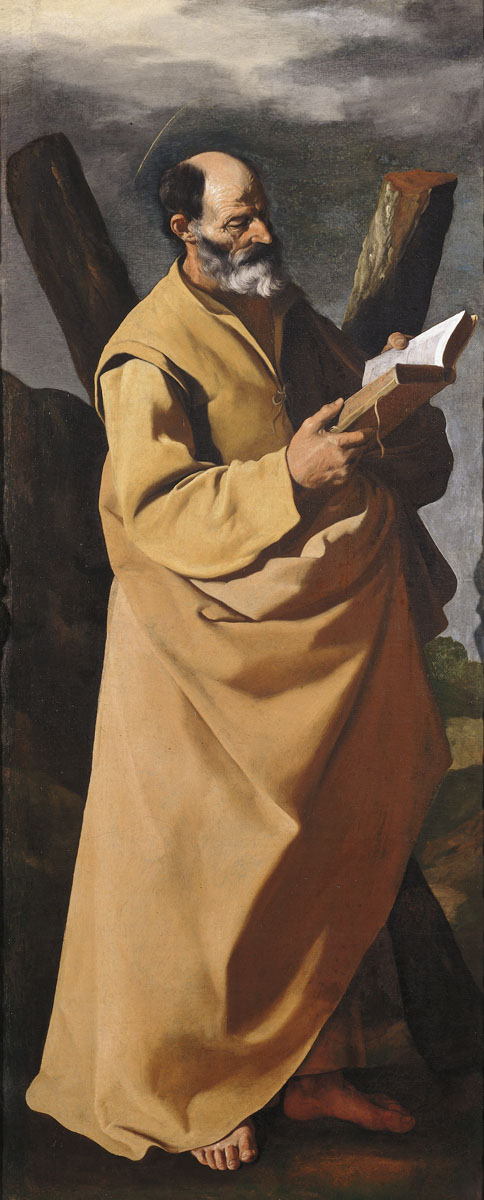
Zurbarán, San Andrés
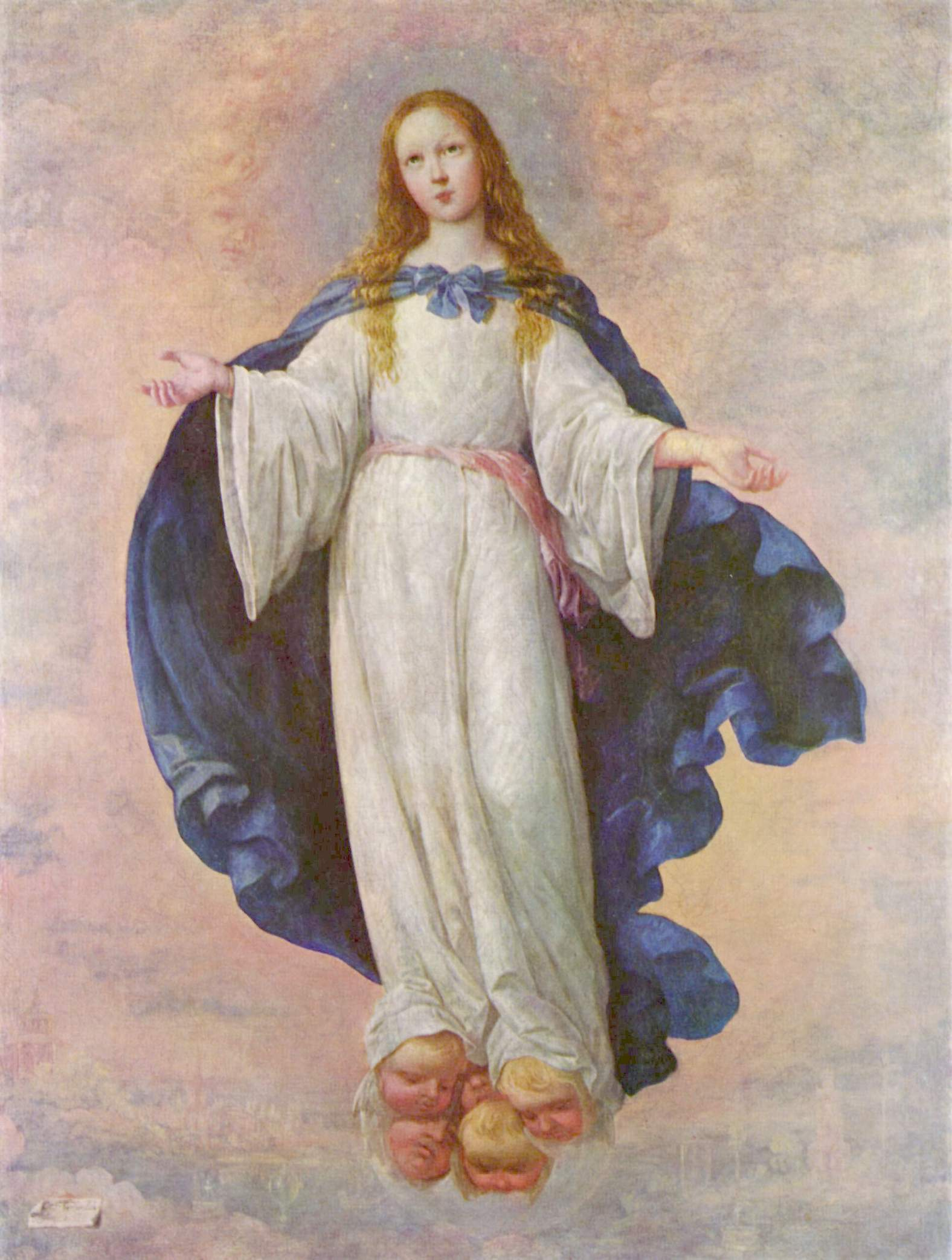
Zurbarán, Inmaculada Concepción
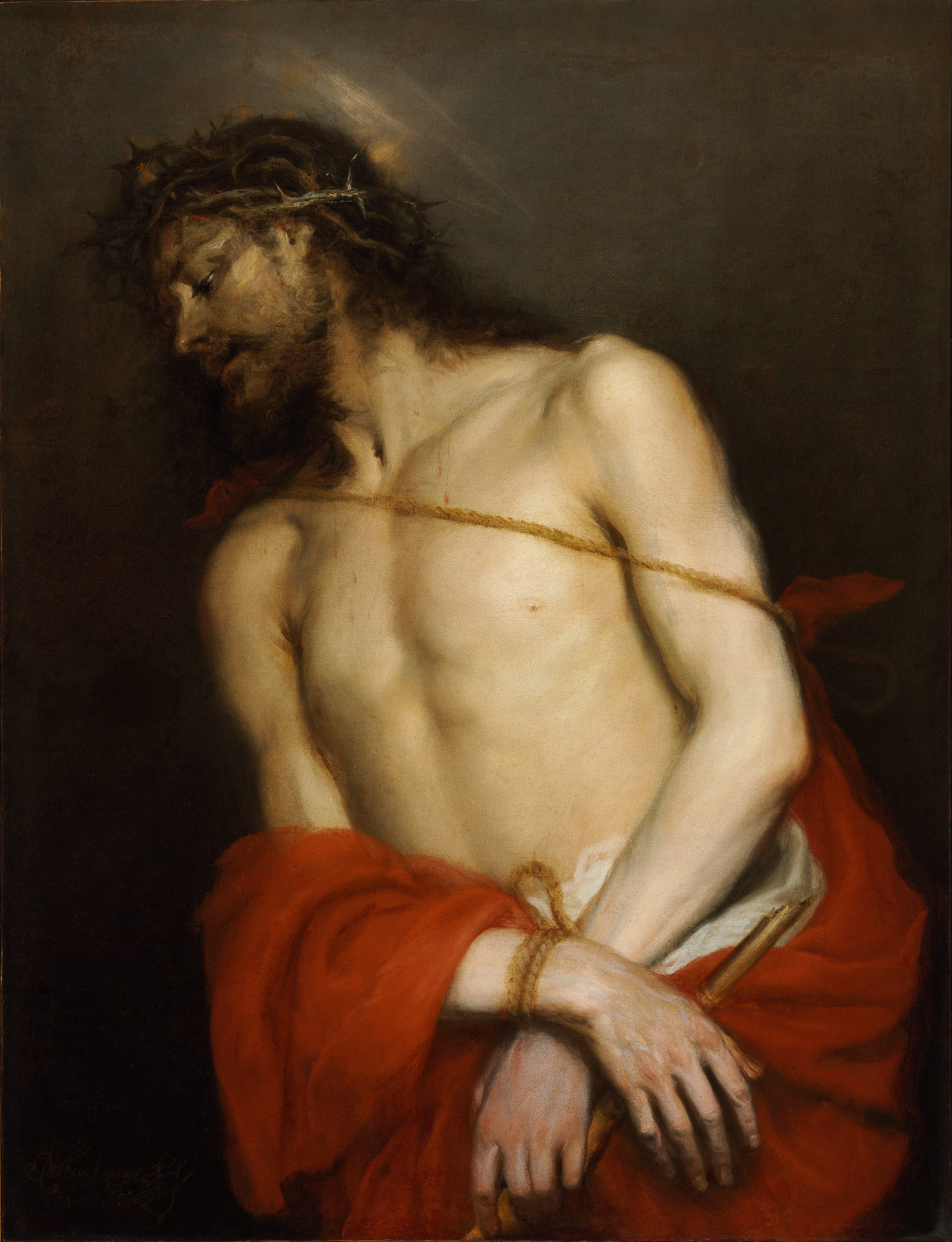
Mateo Cerezo, Ecce Homo
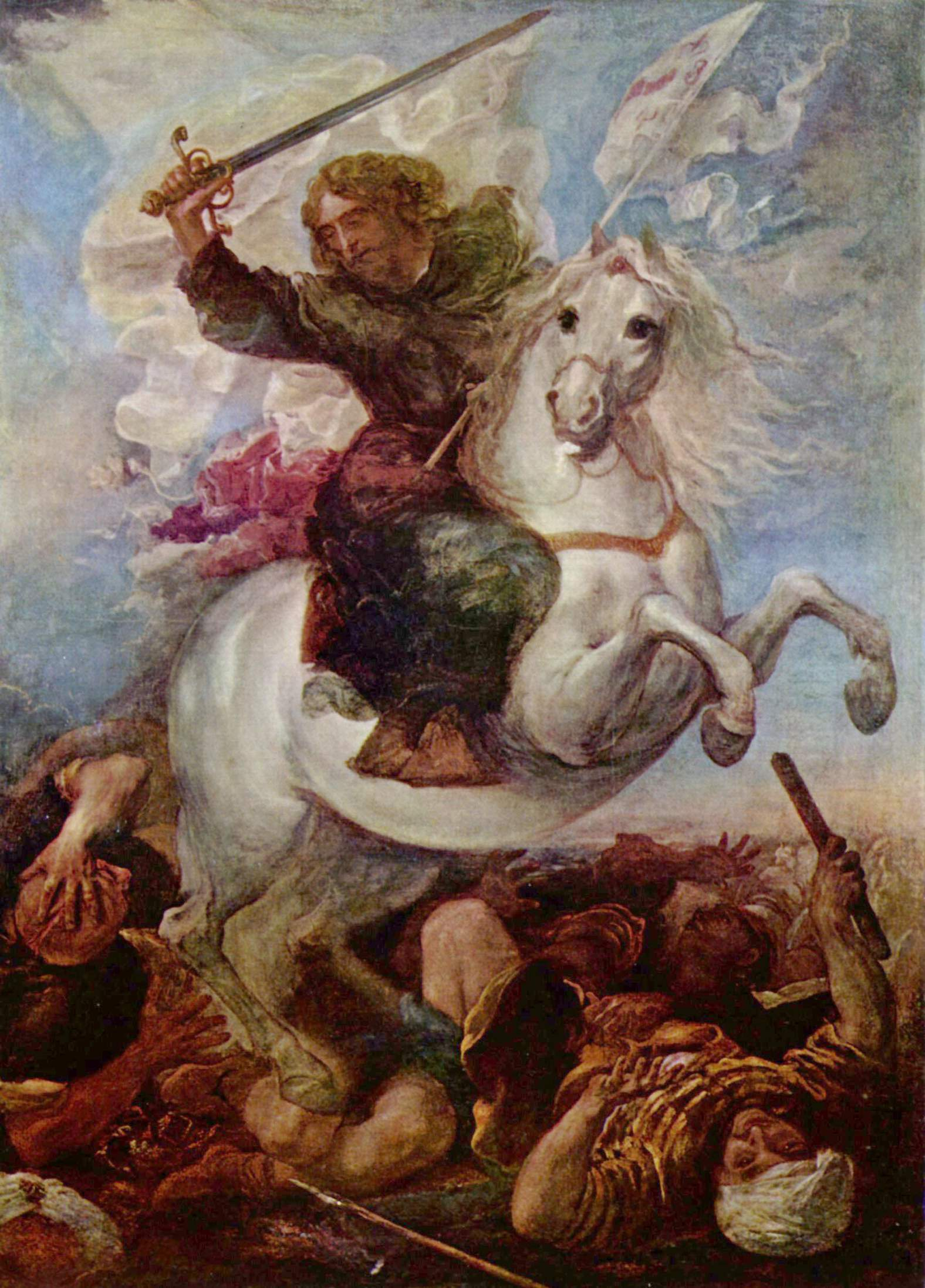
Juan Carreño de Miranda, Santiago Apóstol derrotando a los moros
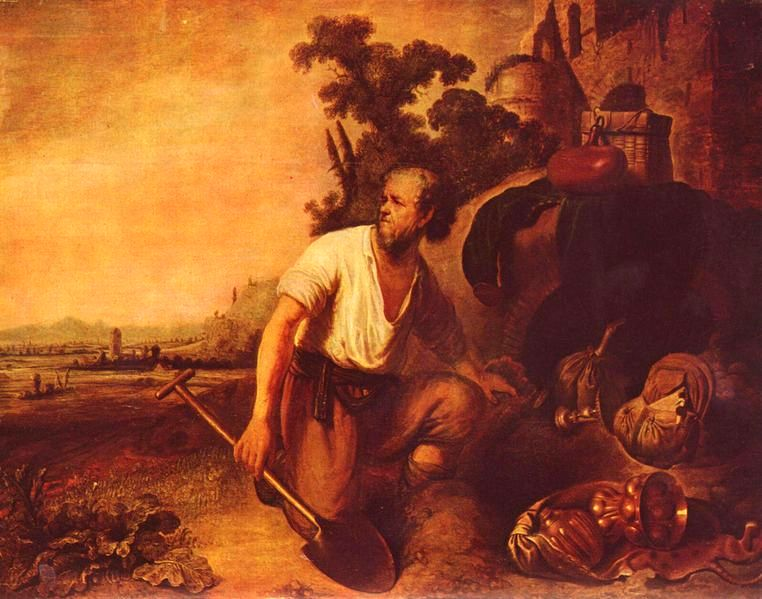
Rembrandt, Hombre guardando un tesoro
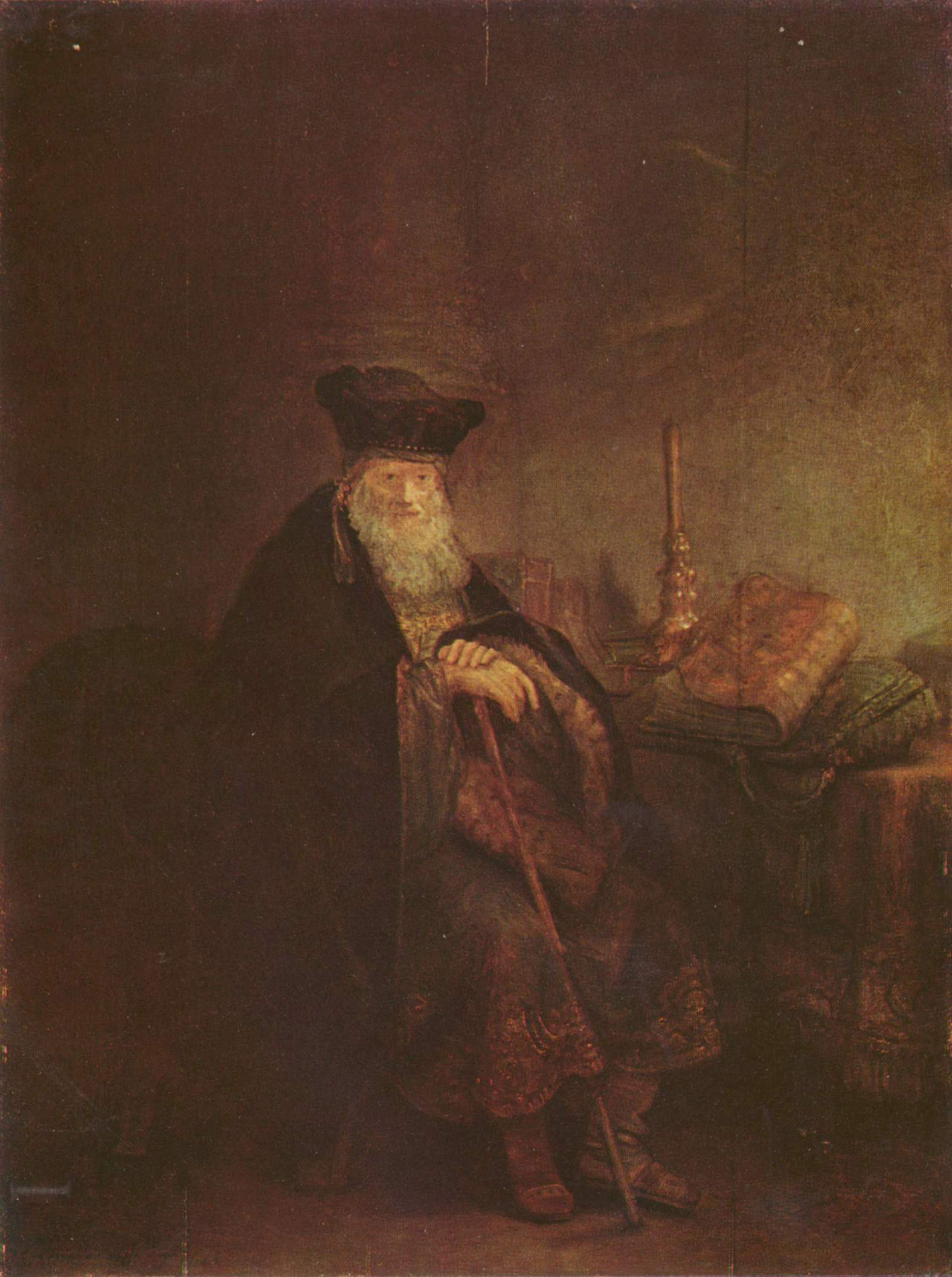
Rembrandt, Viejo sabio
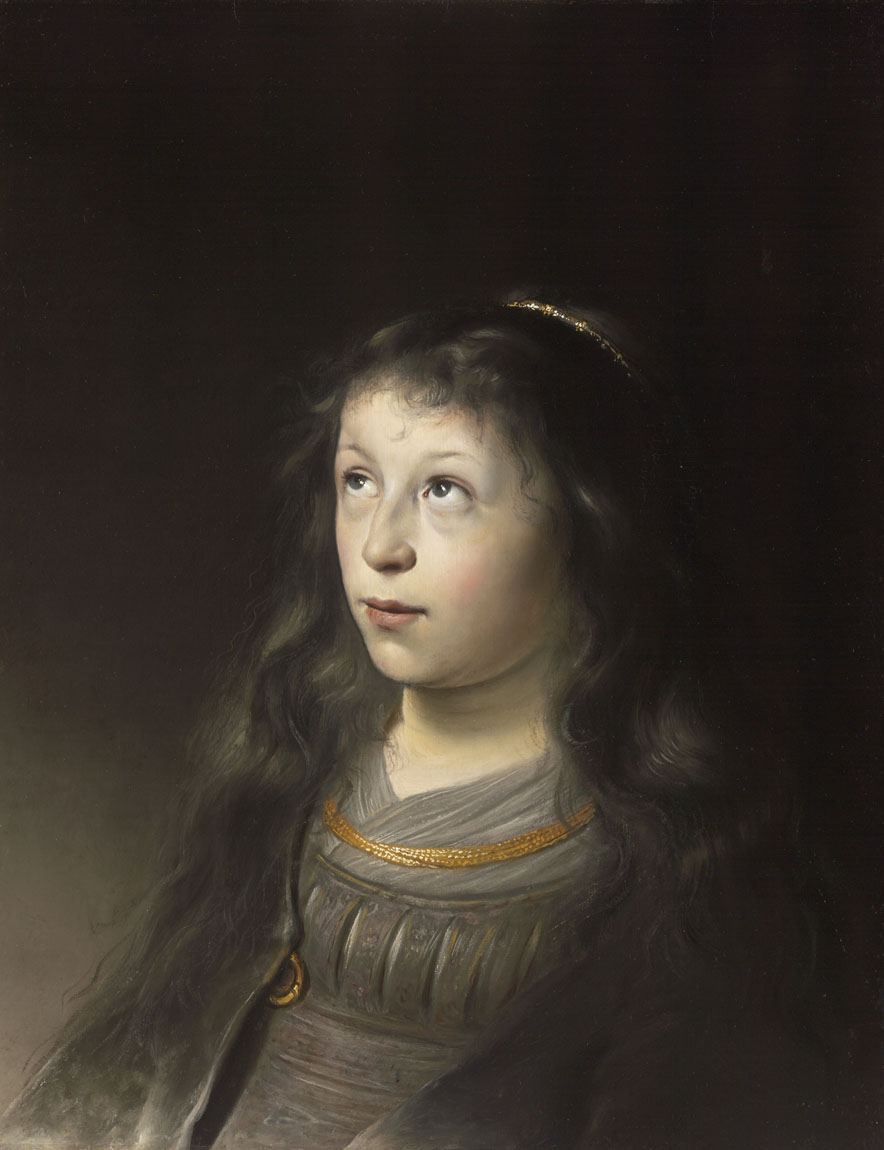
Jan Lievens, Cabeza de jovencita
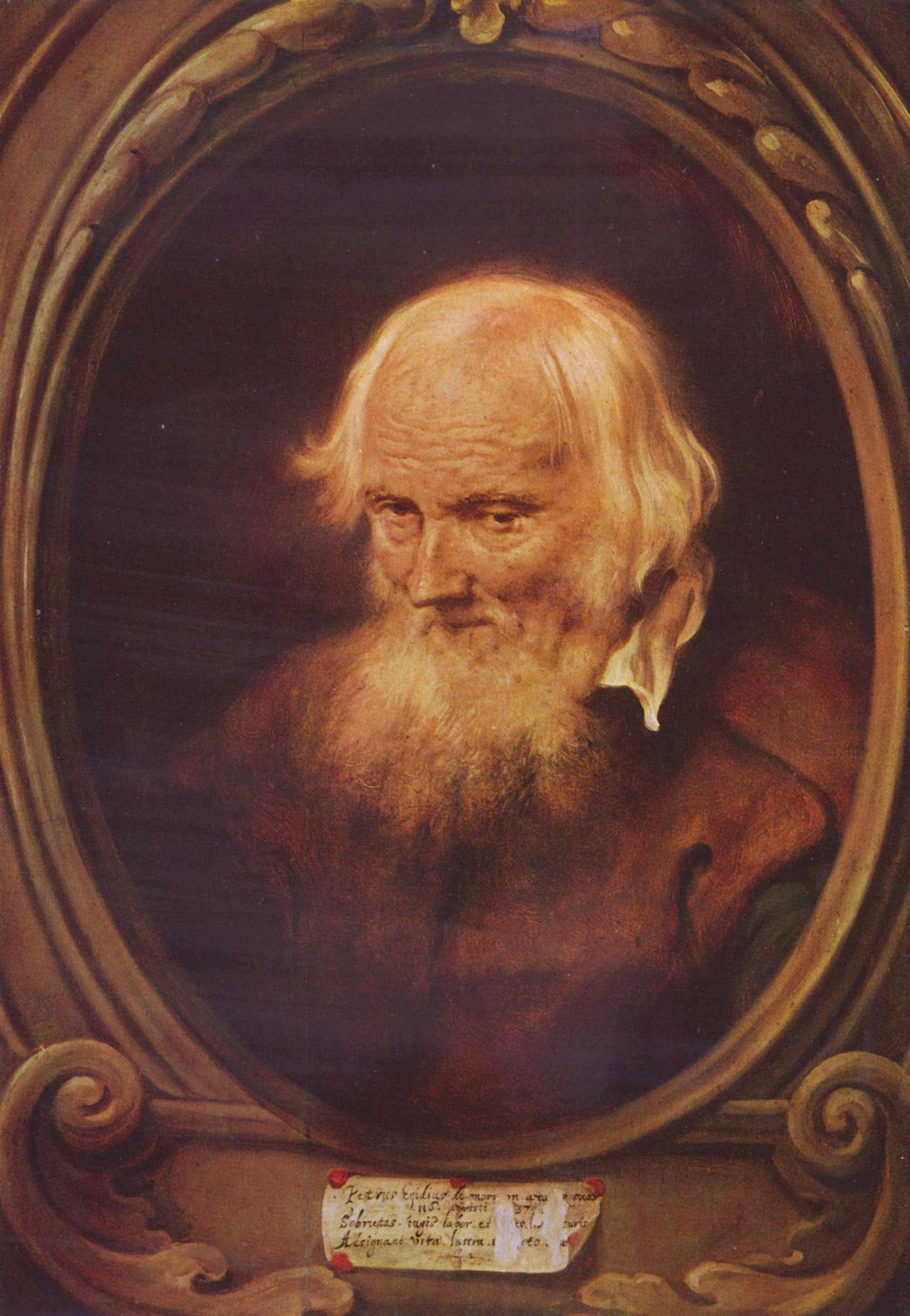
Jan Lievens, Retrato de Petrus Egidius de Morrion
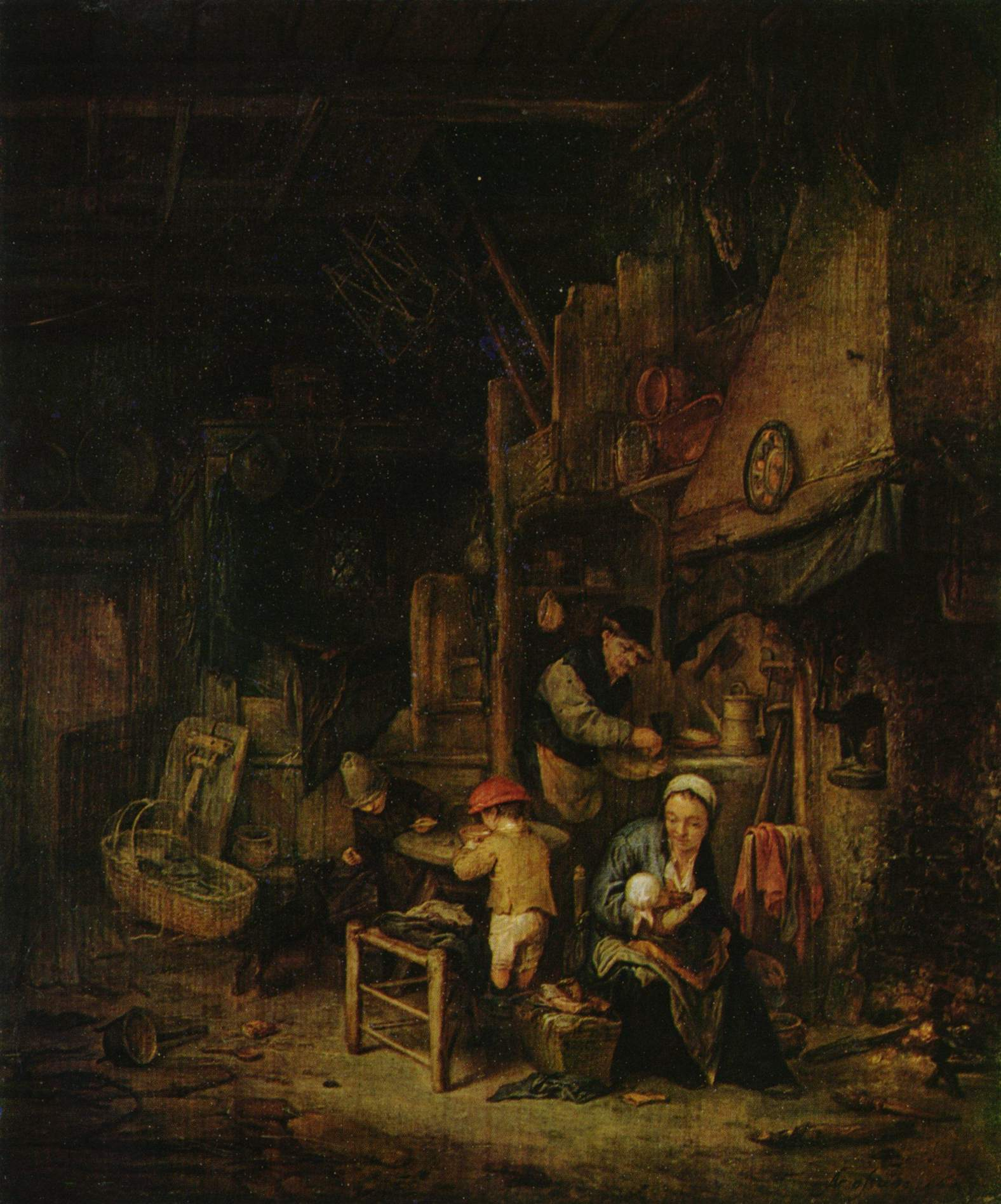
Adriaen van Ostade, Escena de interior
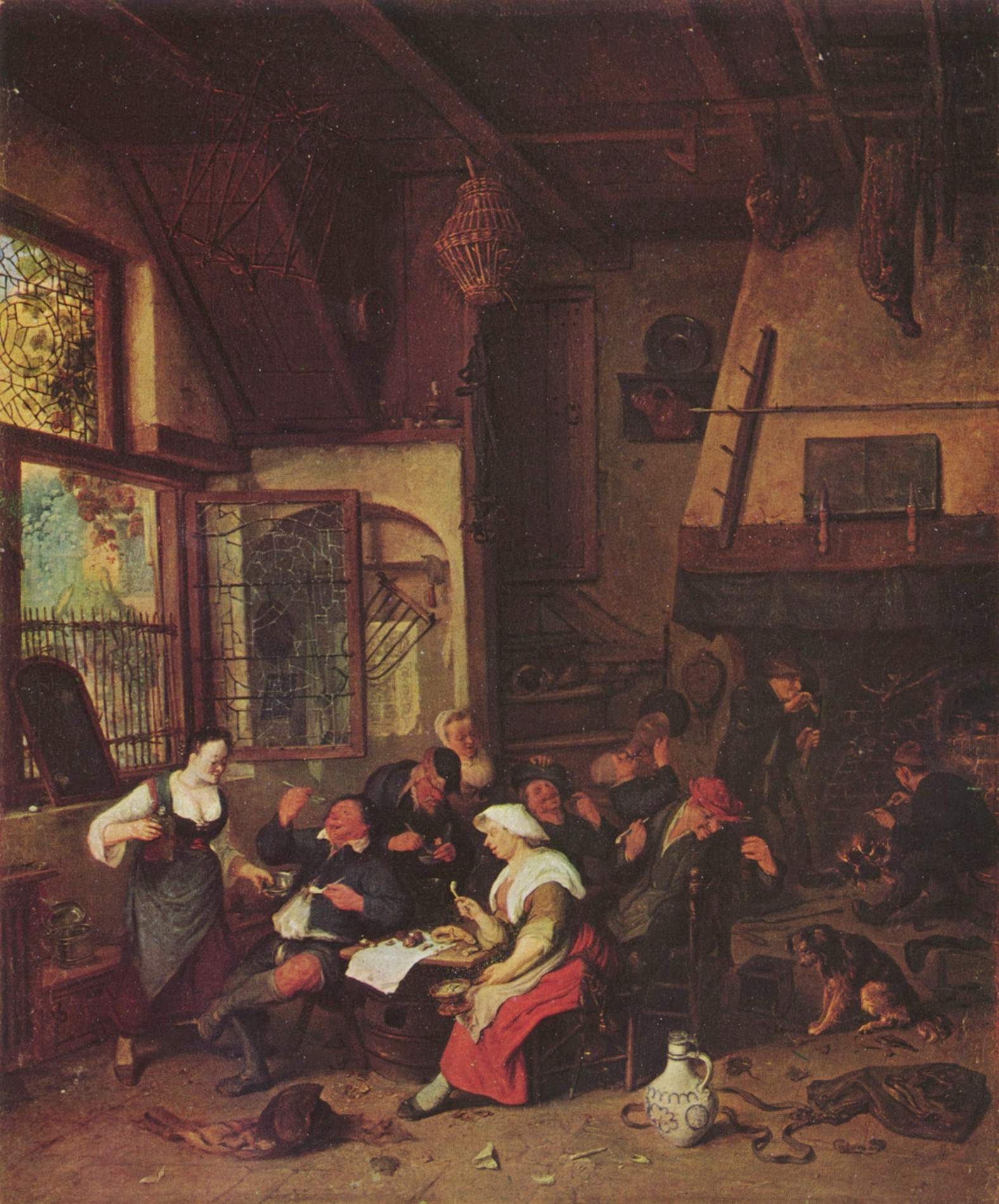
Cornelis Dusart, Escena de taberna
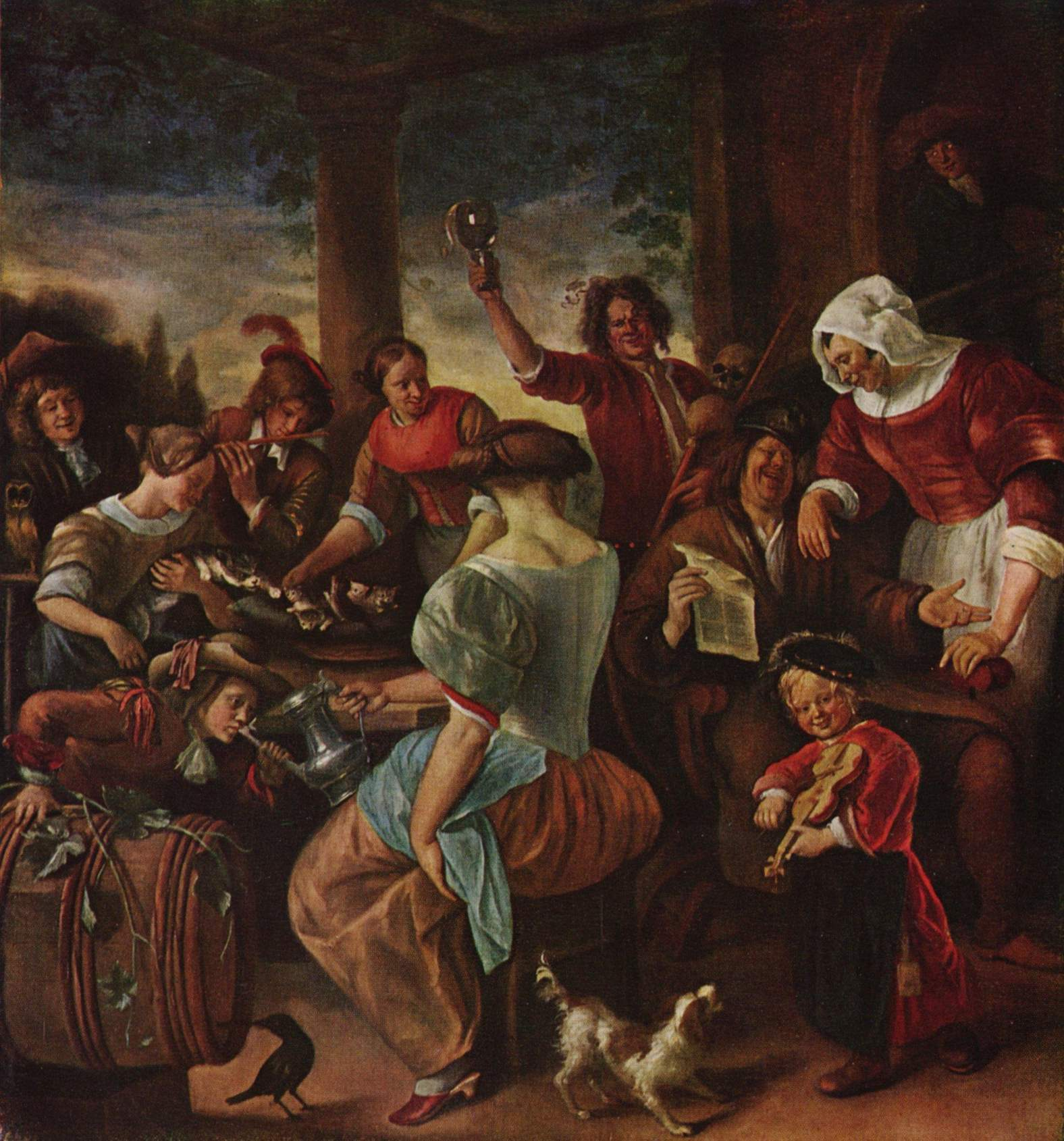
Jan Steen, Familia de músicos
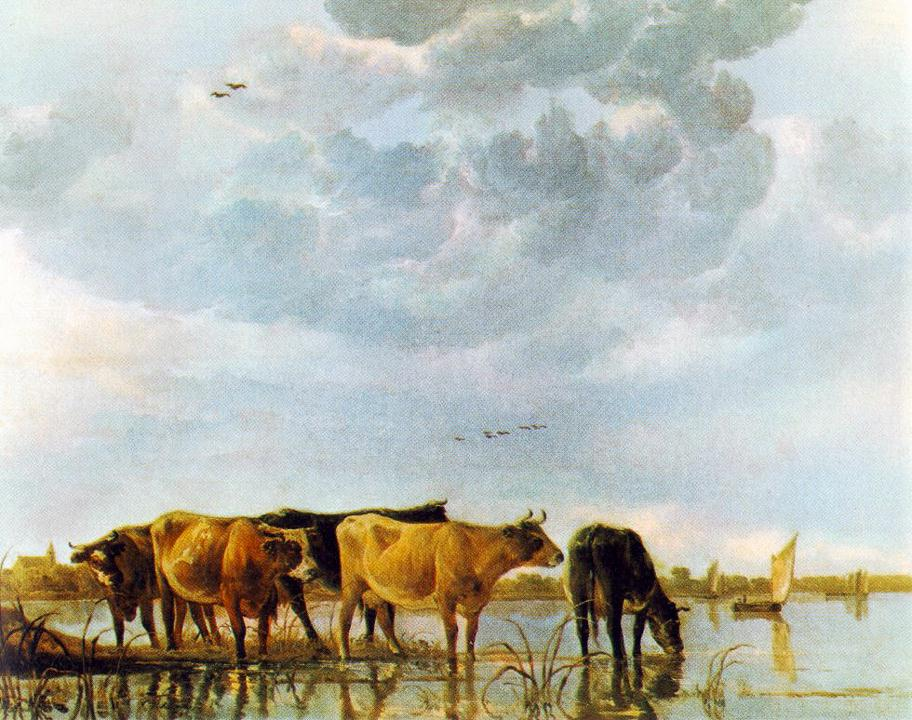
Aelbert Cuyp, Vacas en un estanque
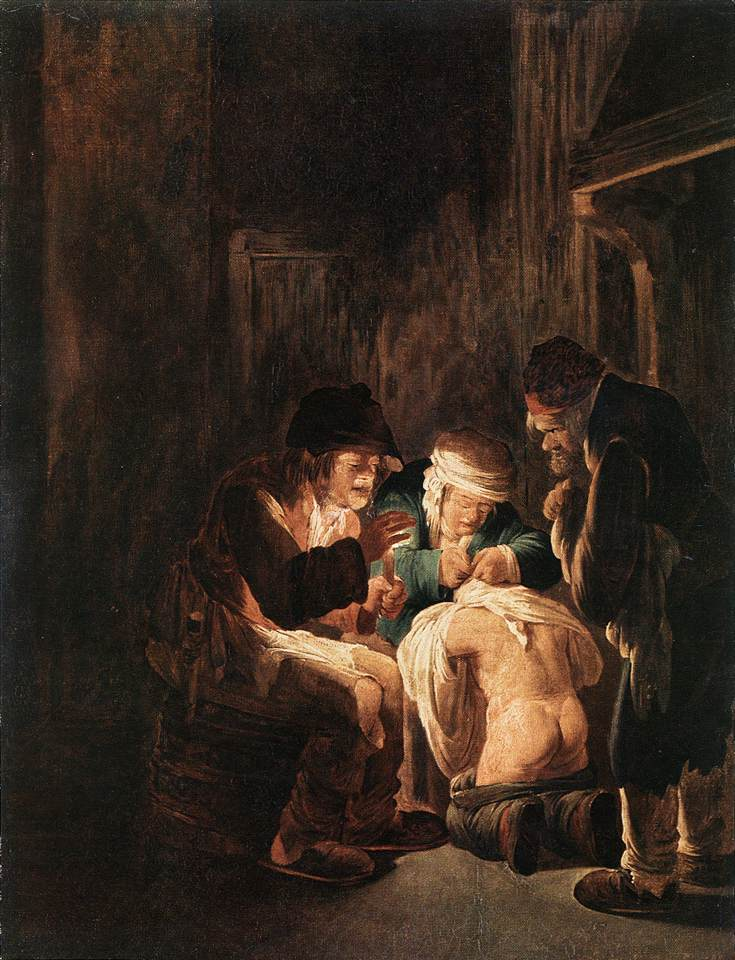
Andries Both, Niño espulgándose
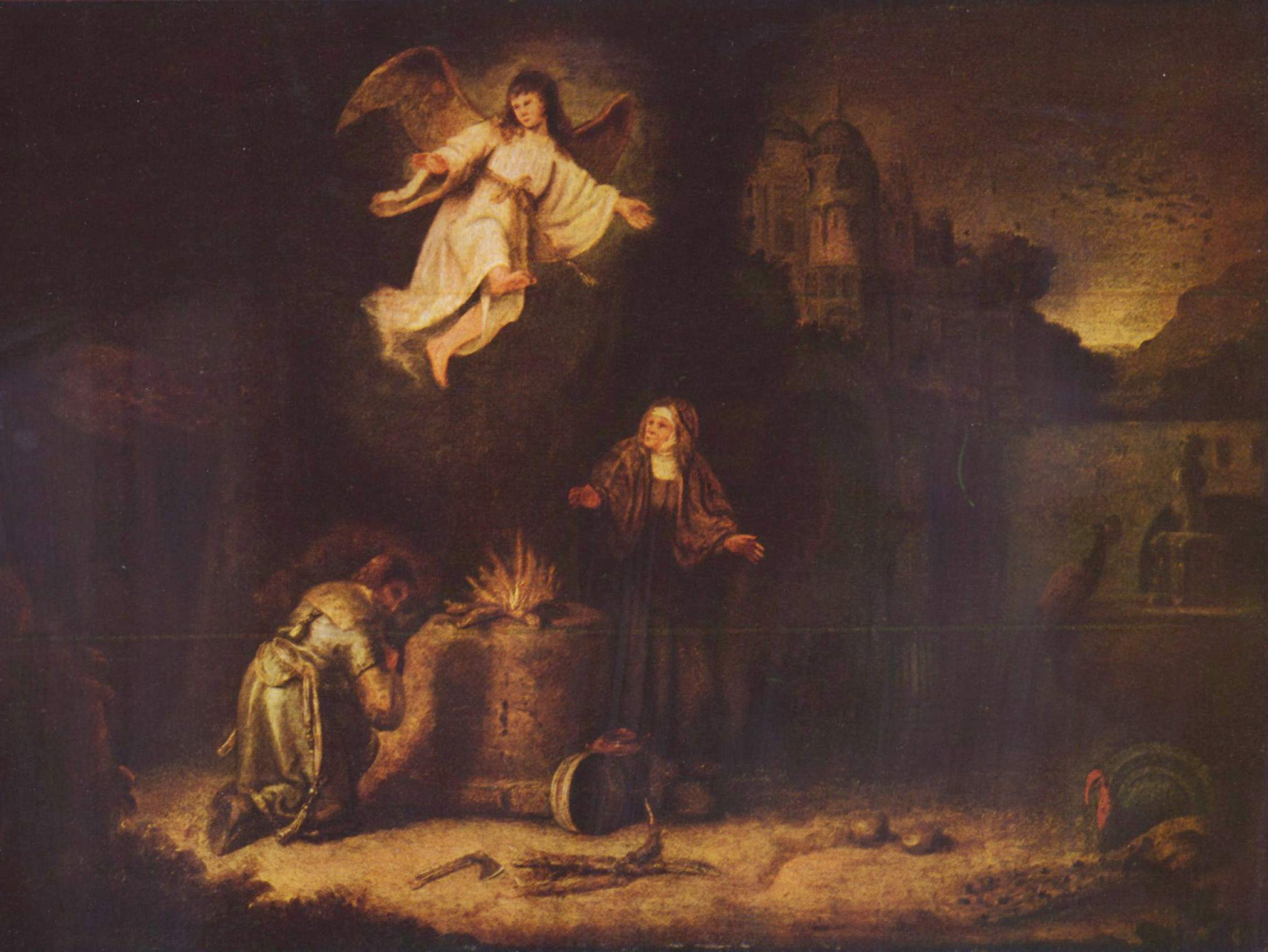
Govaert Flinck, La ofrenda de Manué
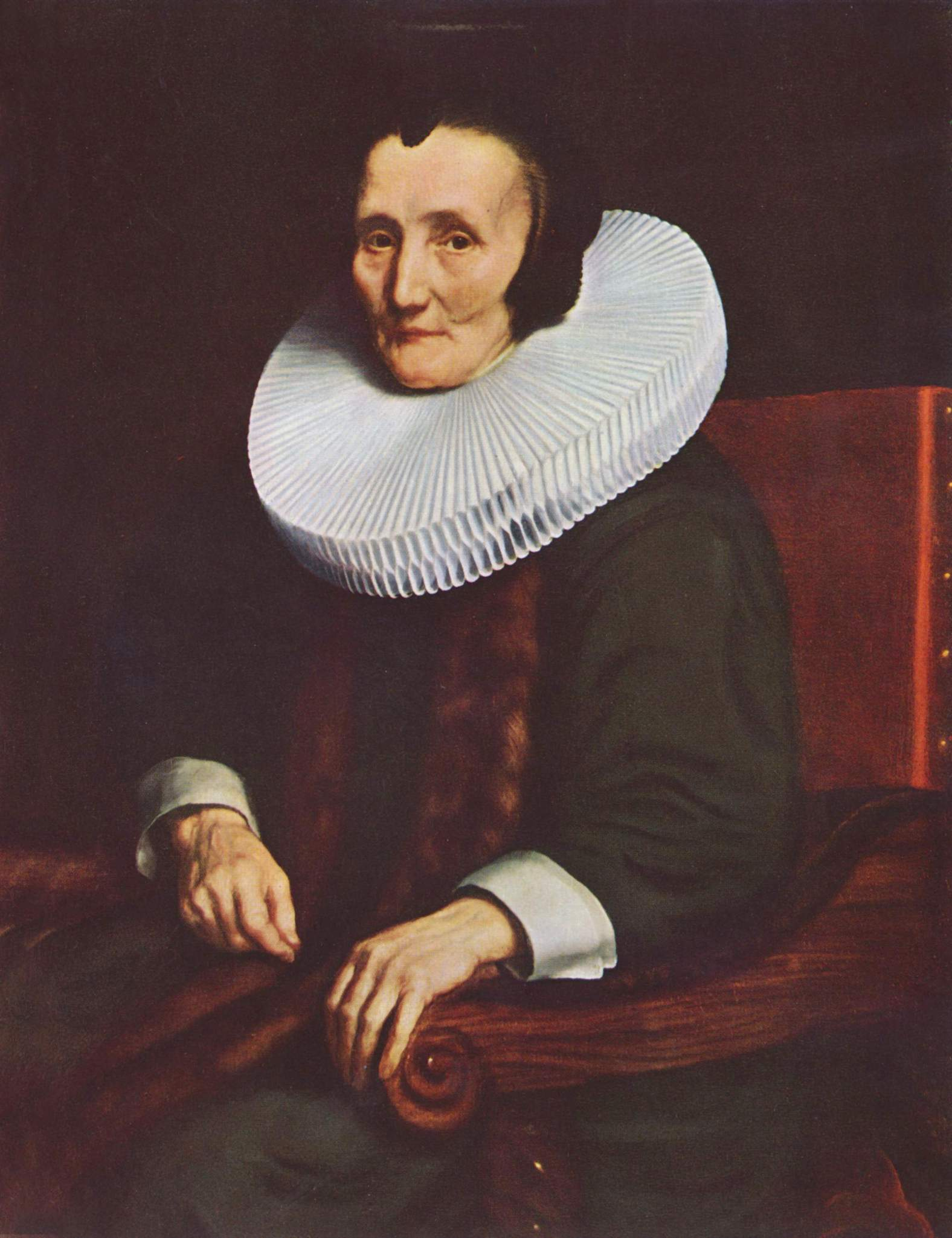
Nicolaes Maes, Retrato de Margaretha de Geer, mujer de Jacob Trip
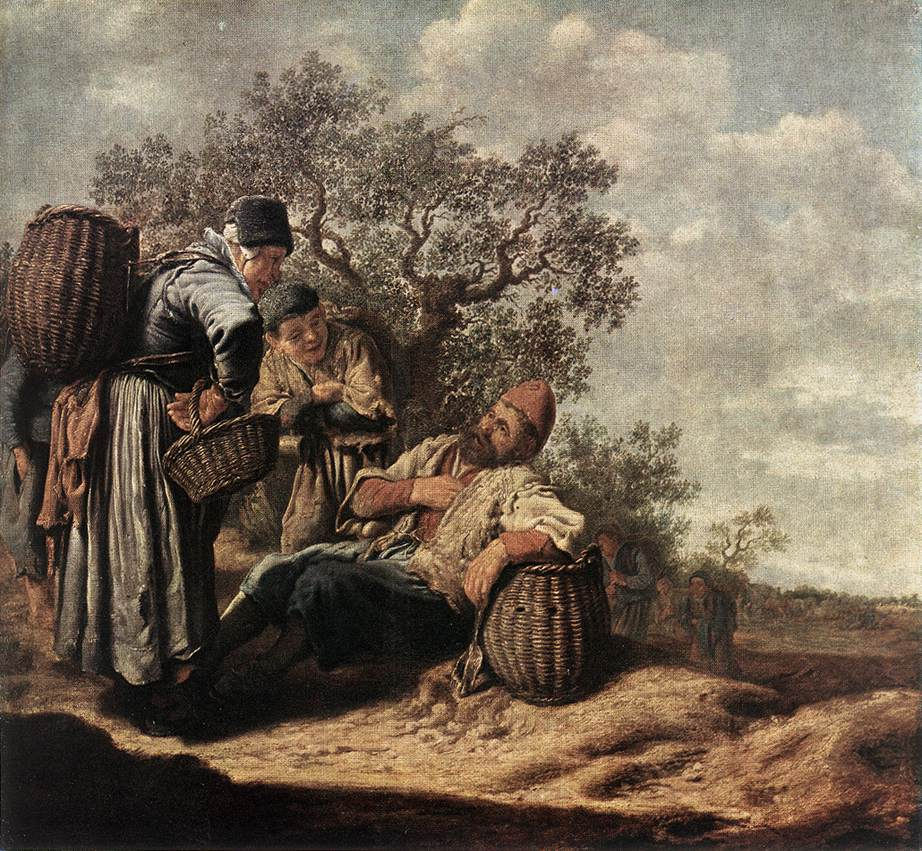
Pieter de Molijn, Paisaje con aldeanos
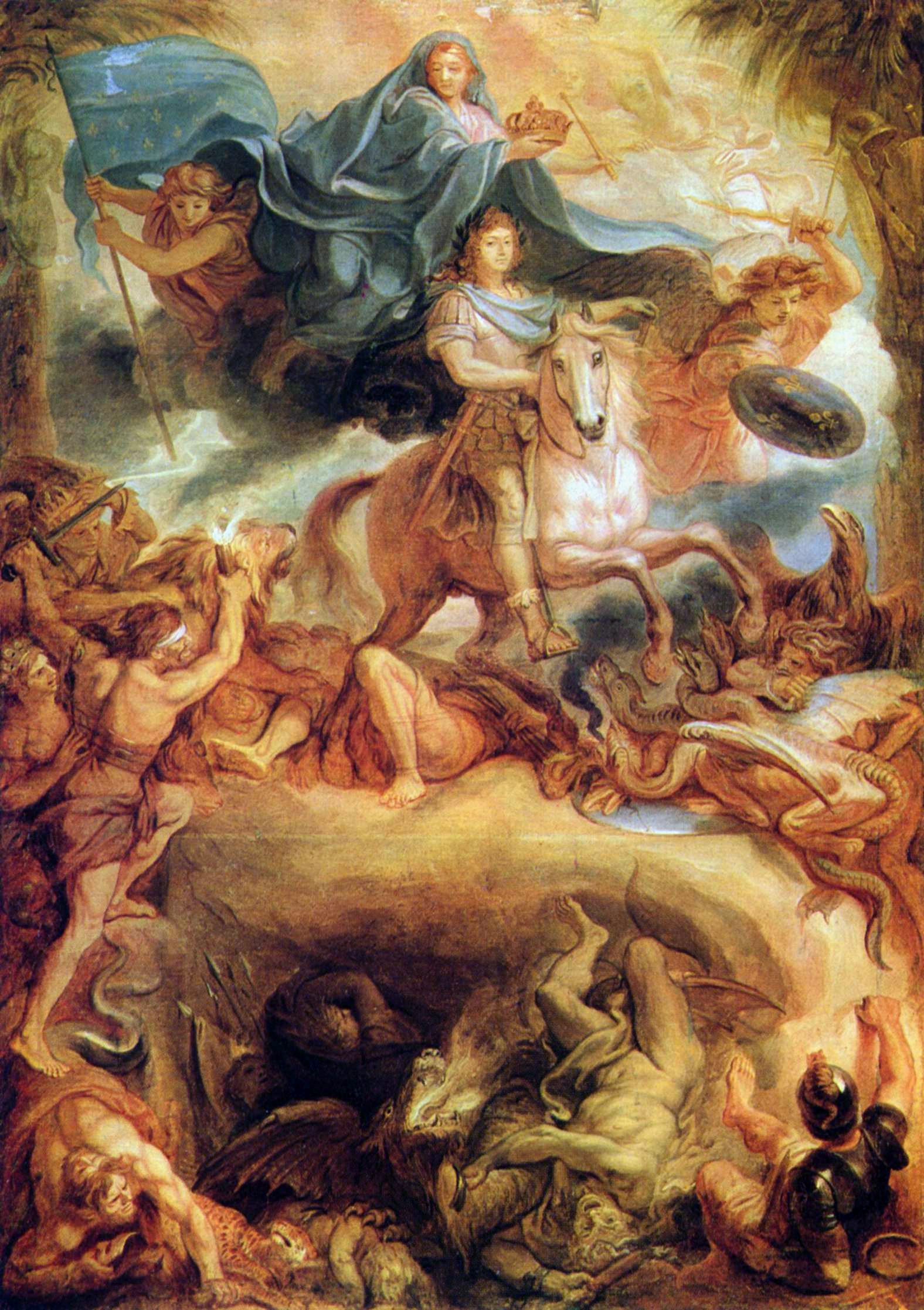
Charles Le Brun, Apoteosis de Luis XIV
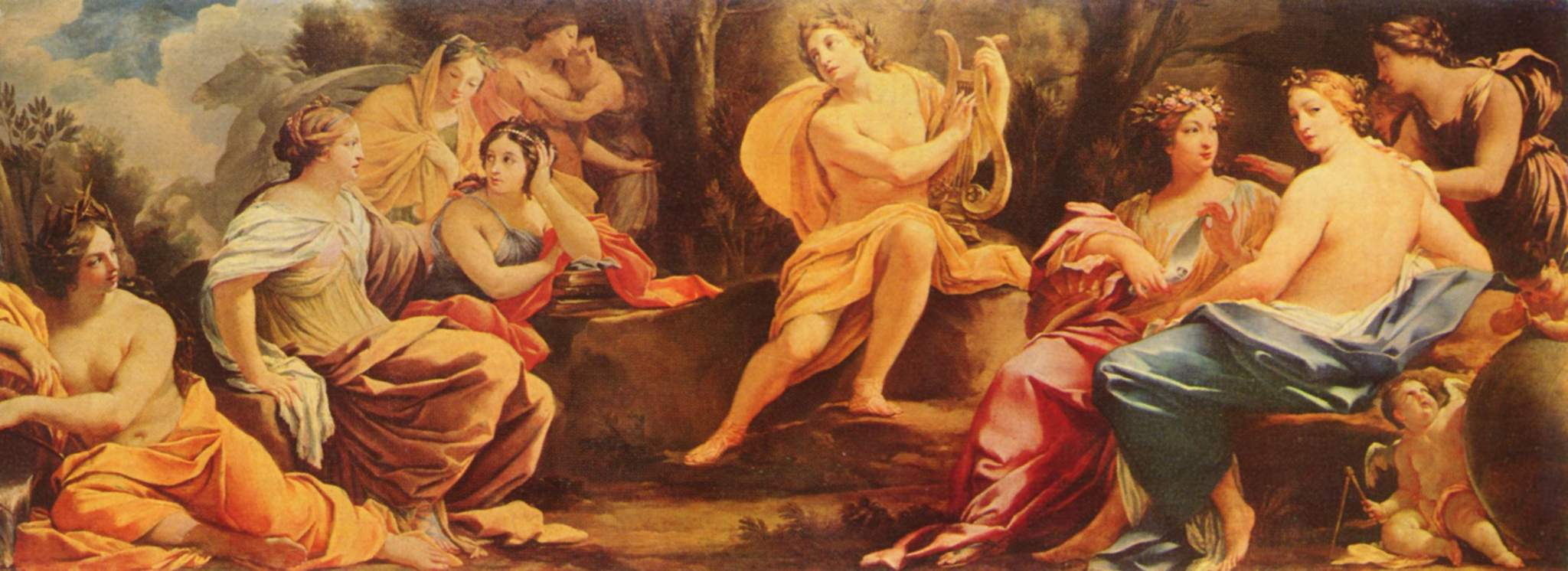
Simon Vouet, Apolo y las musas
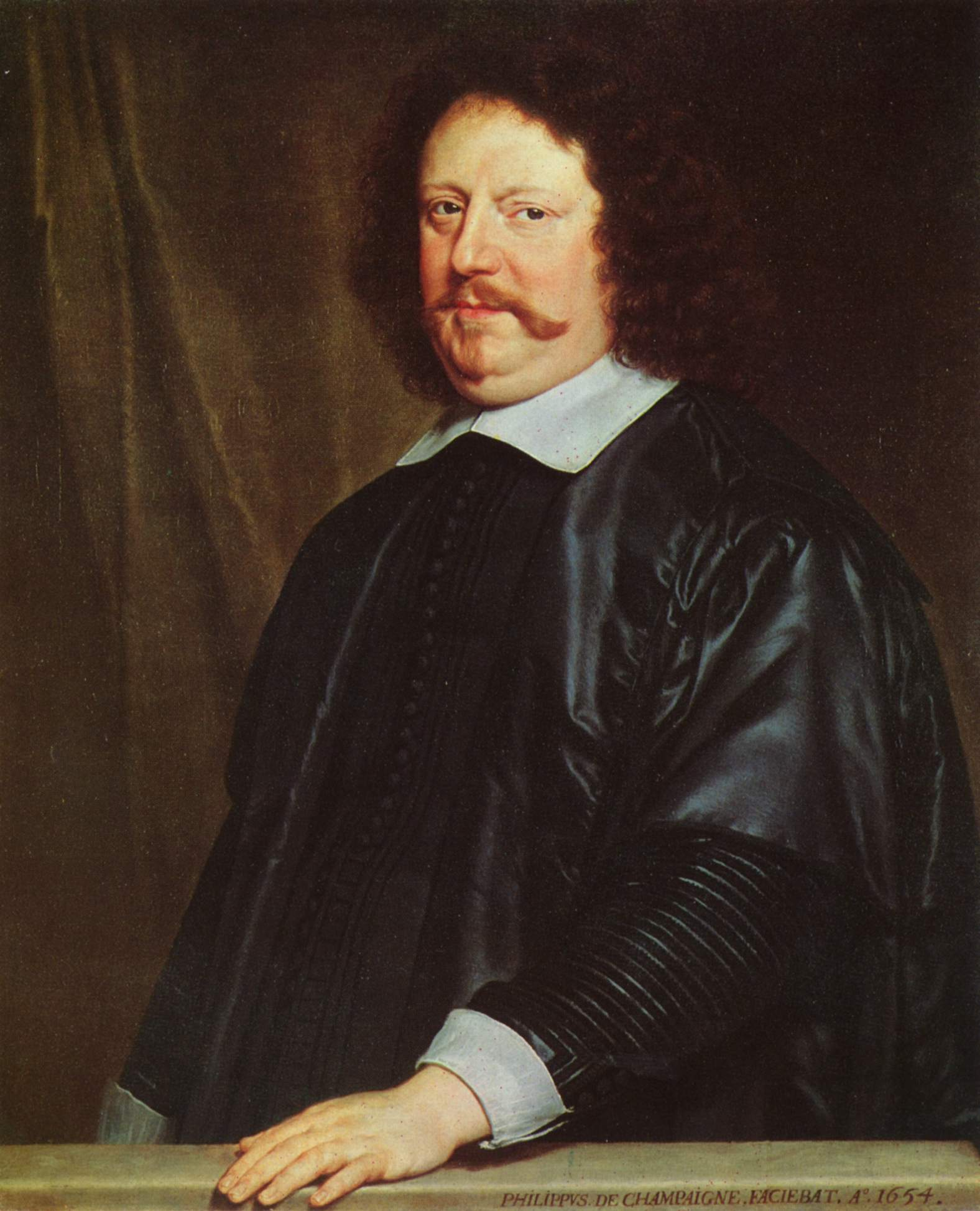
Philippe de Champaigne, Retrato de Henri Groulart
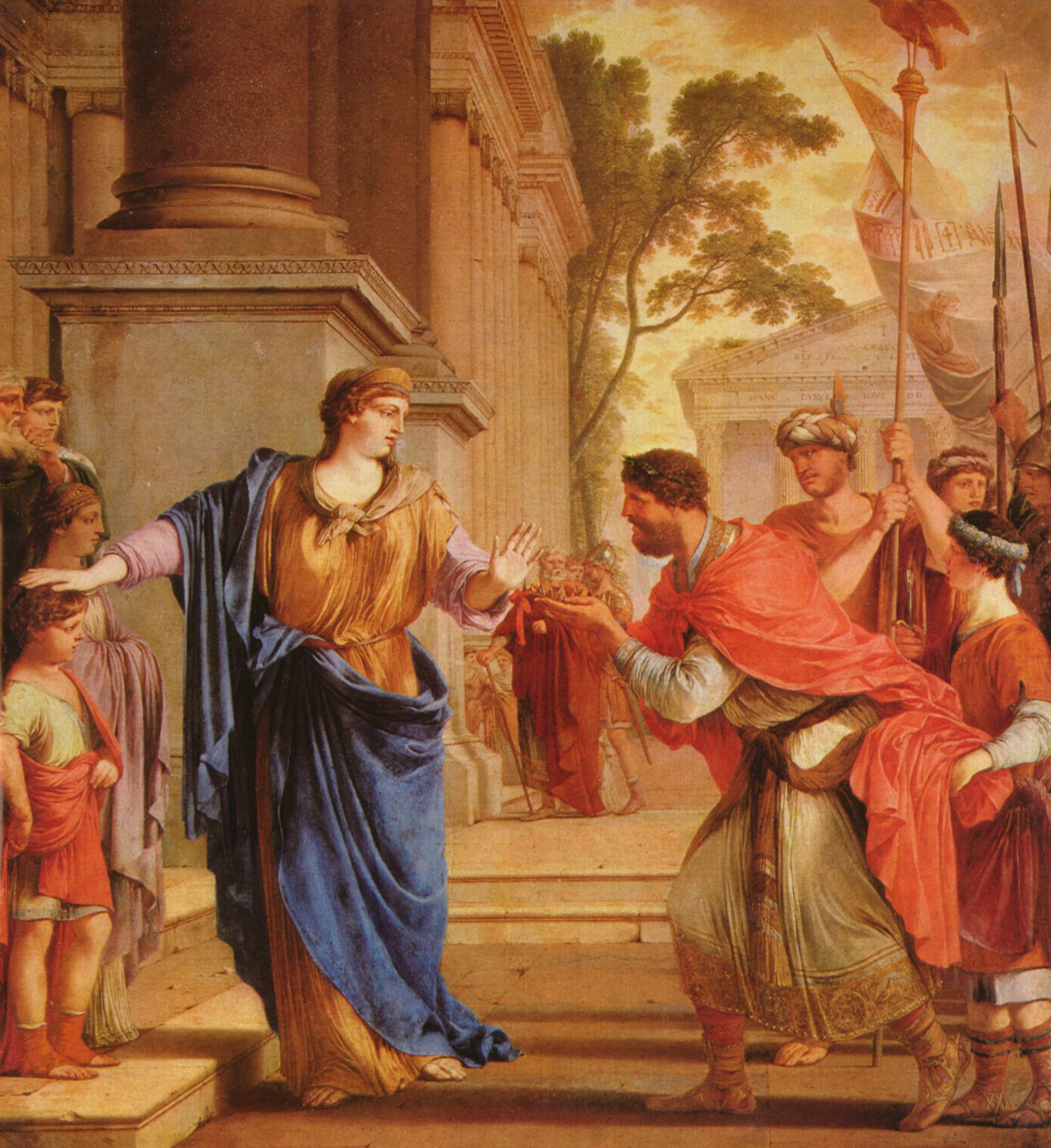
Laurent de La Hyre, Cornelia rechazando la corona de los ptolomeos
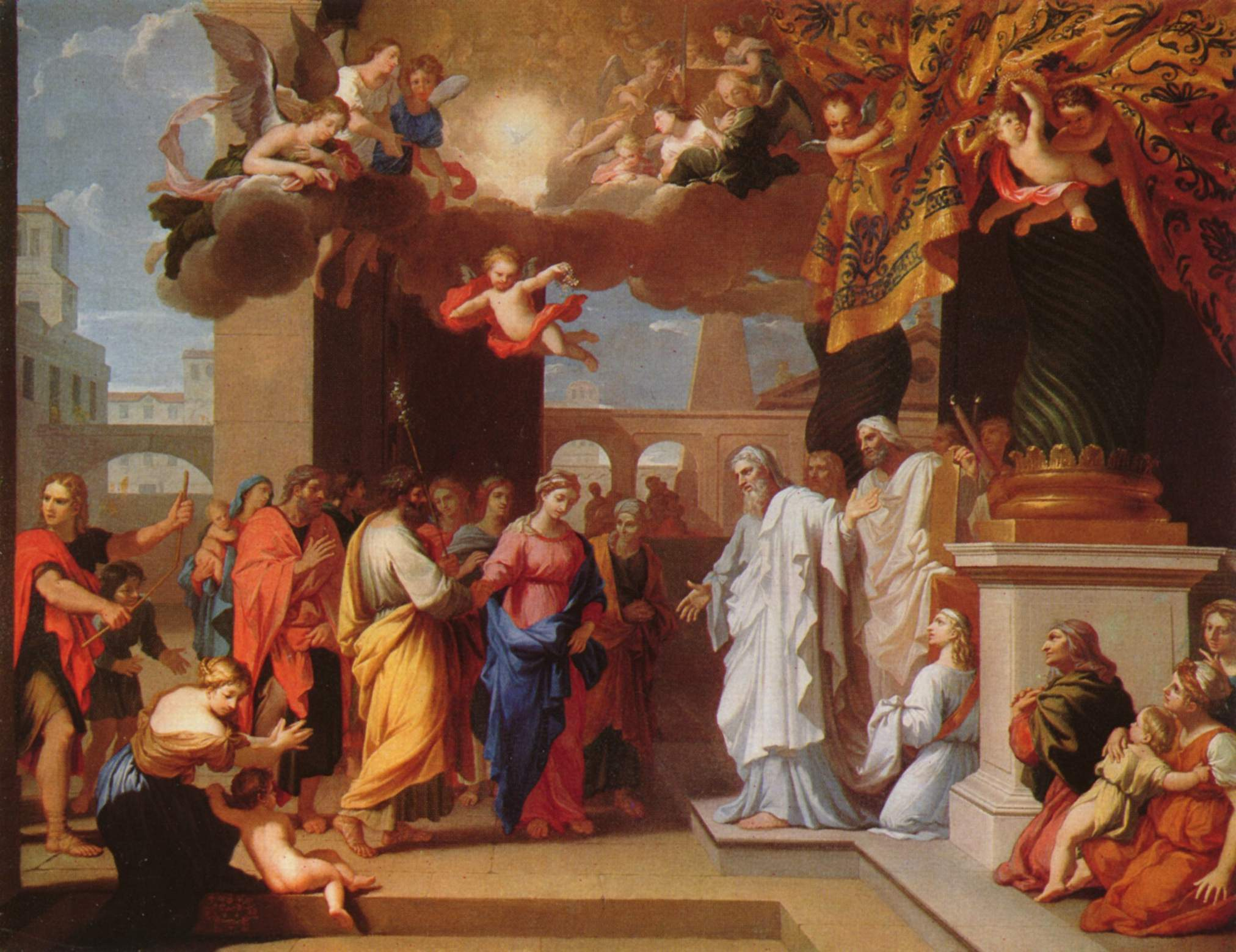
Jacques Stella, Los desposorios de la Virgen
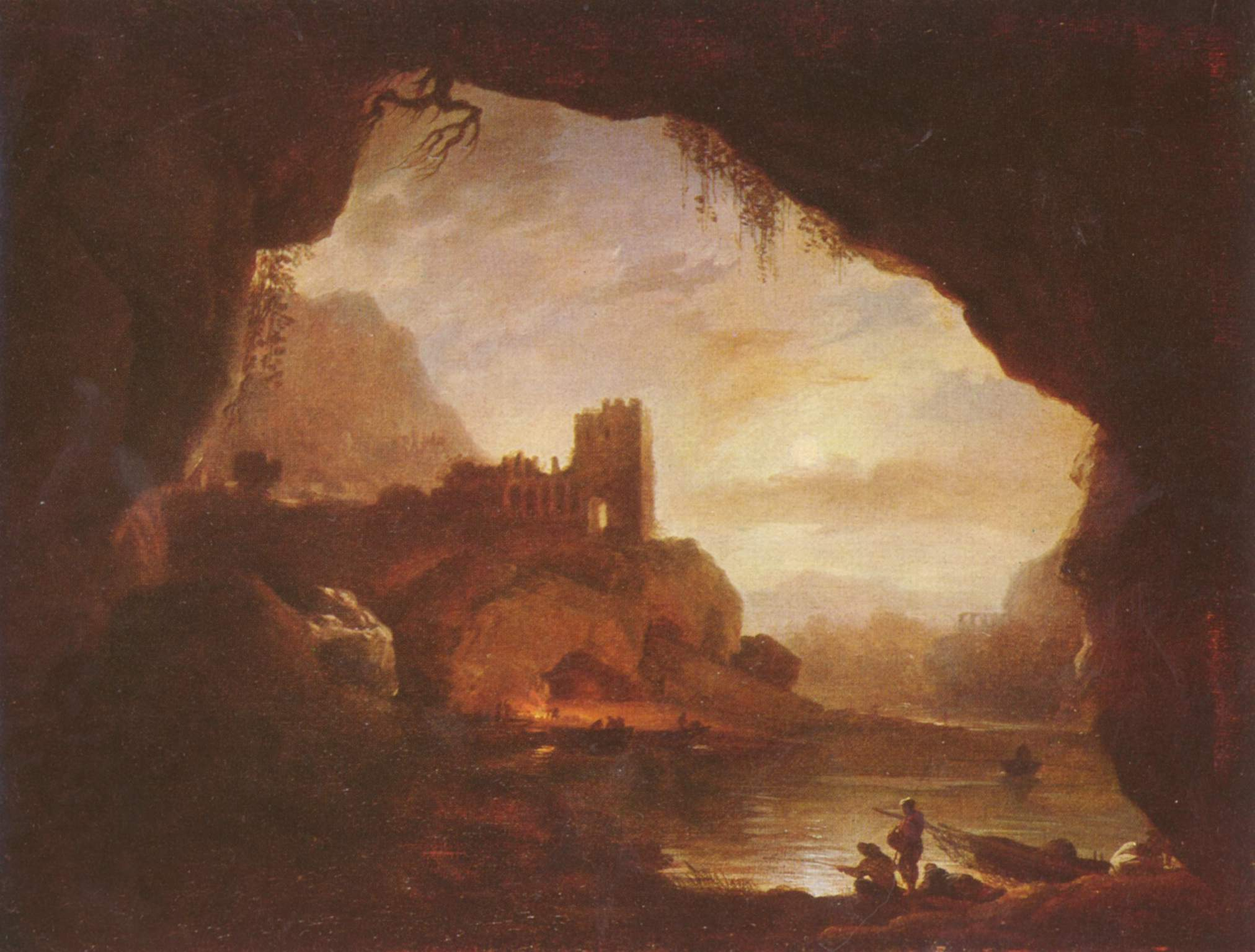
Claude Joseph Vernet, Paisaje con caverna
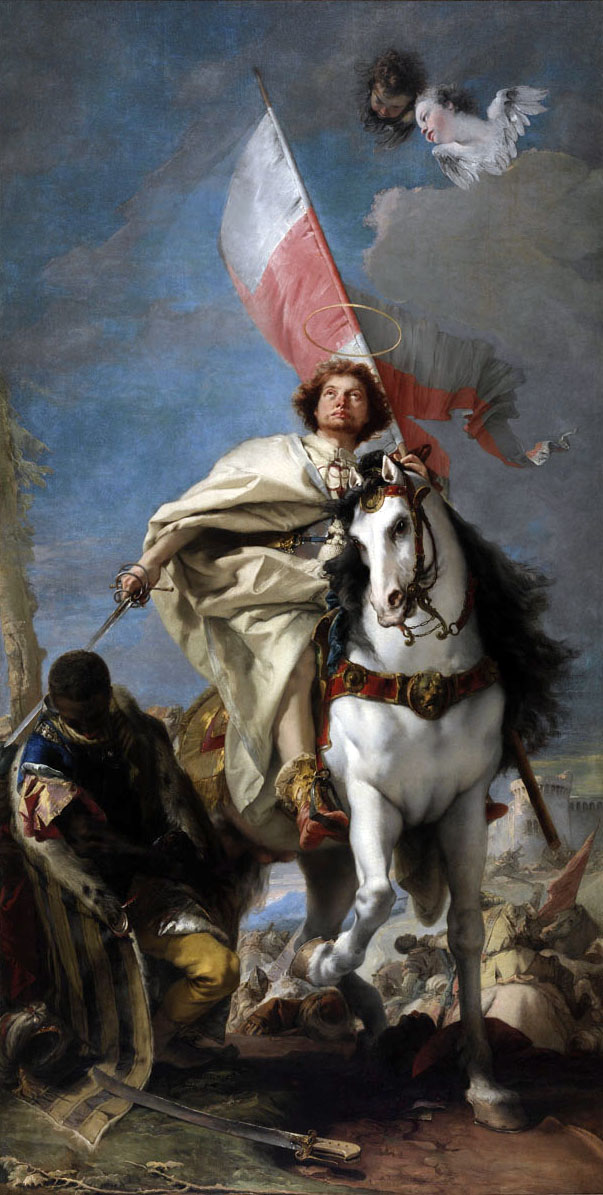
Giambattista Tiepolo, Santiago el Mayor derrotando a los moros
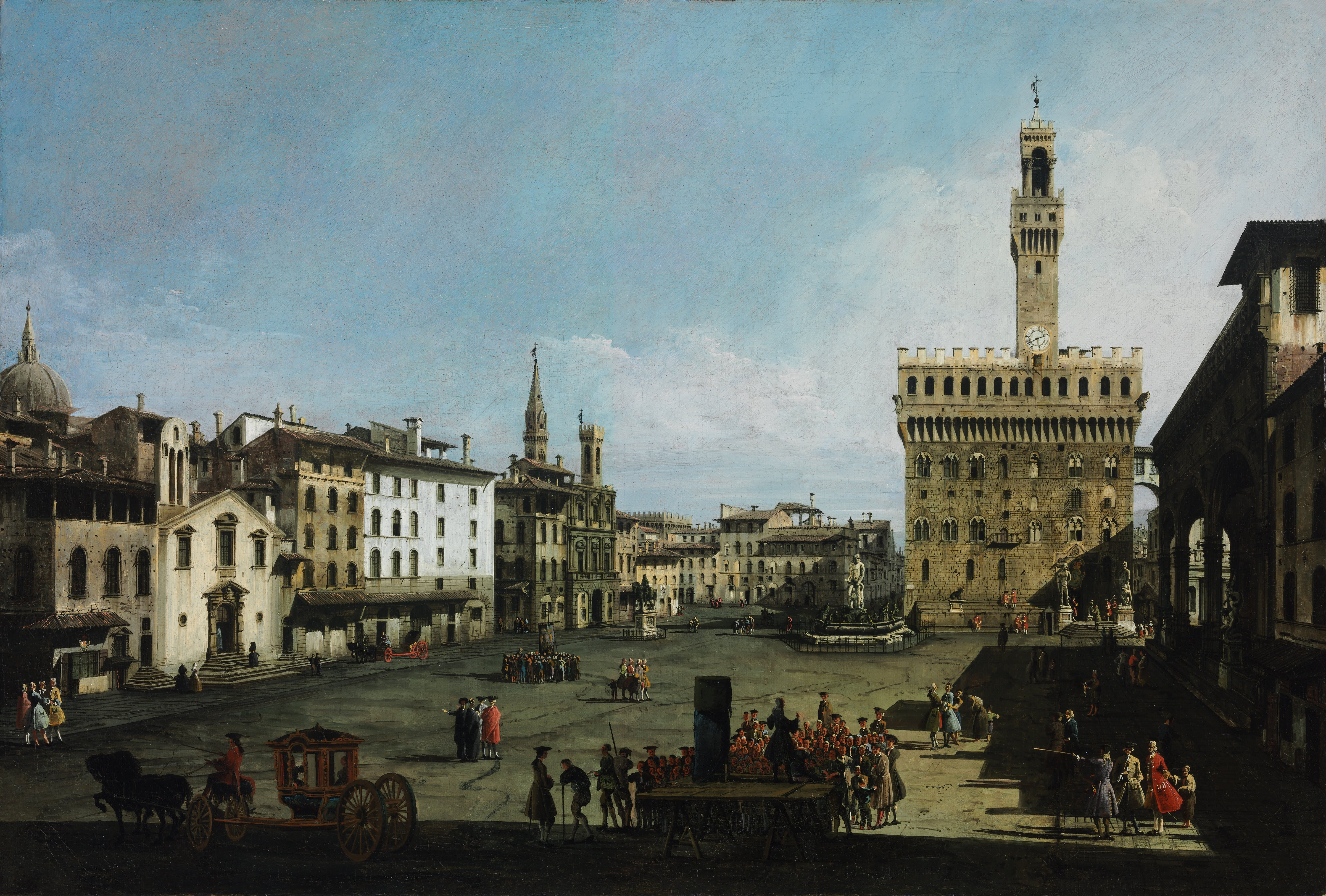
Bernardo Bellotto, La Piazza della Signoria en Florencia
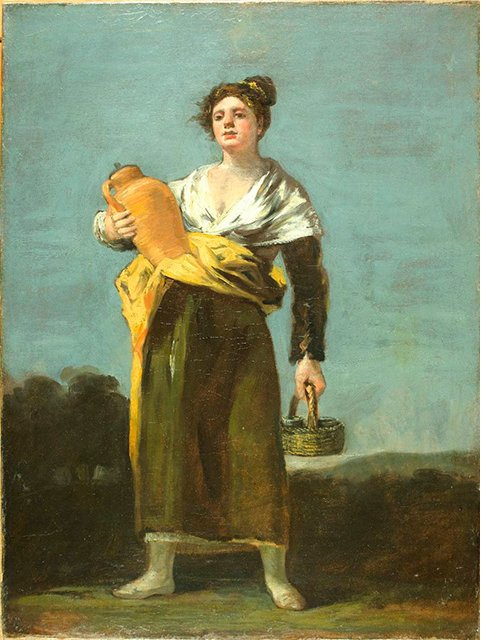
Goya, La aguadora
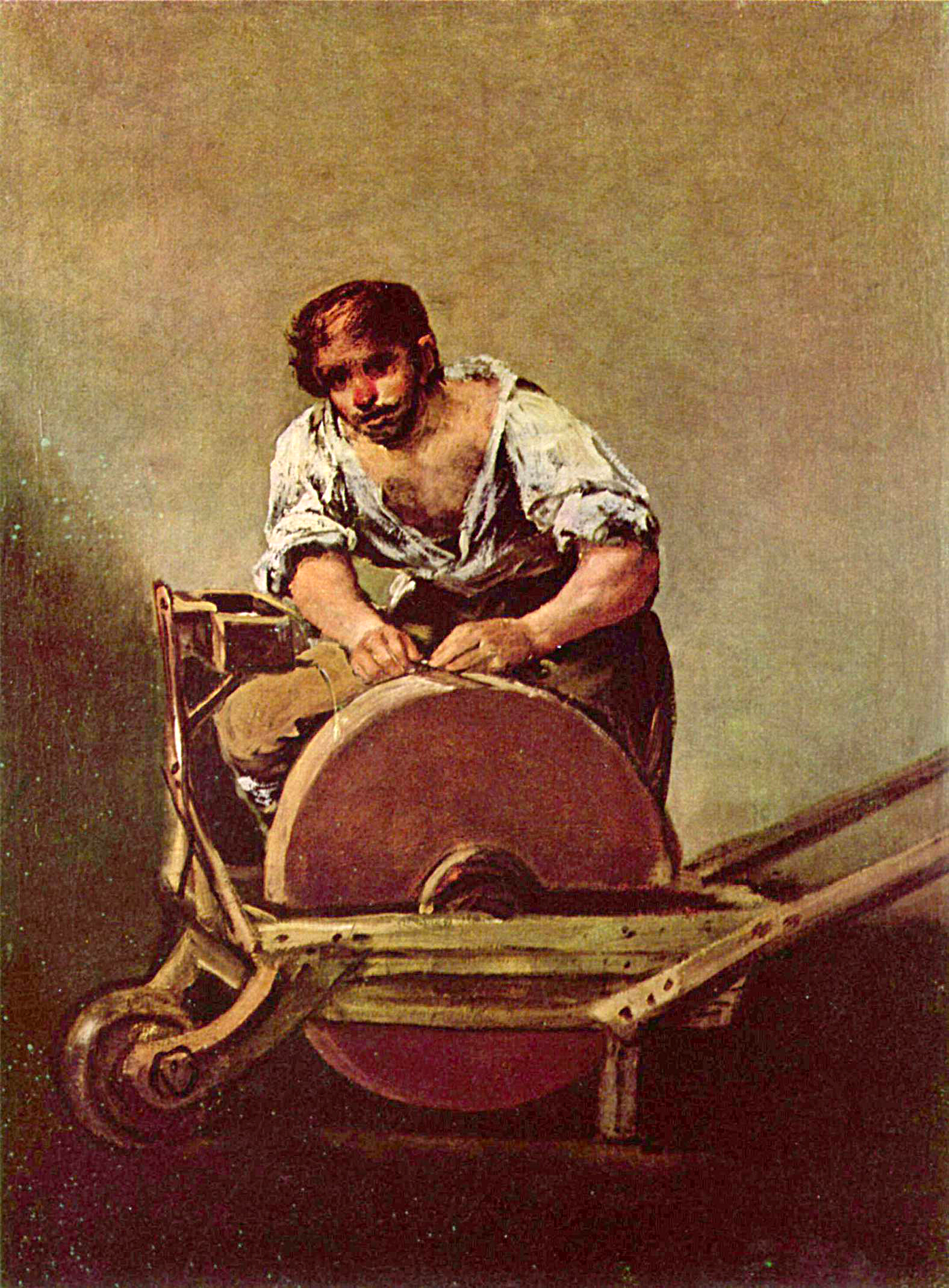
Goya, El afilador
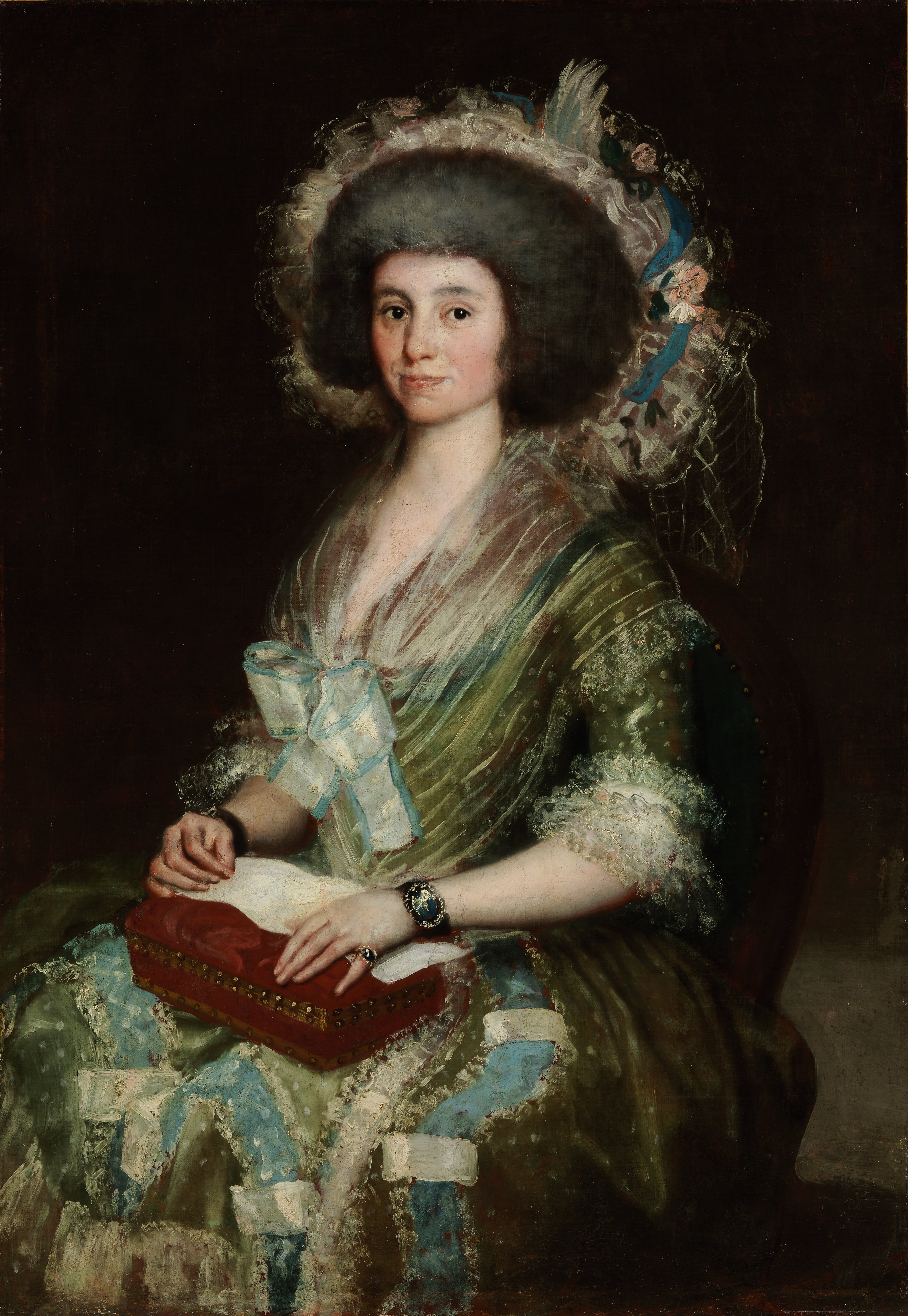
Goya, Retrato de la esposa de Ceán Bermúdez
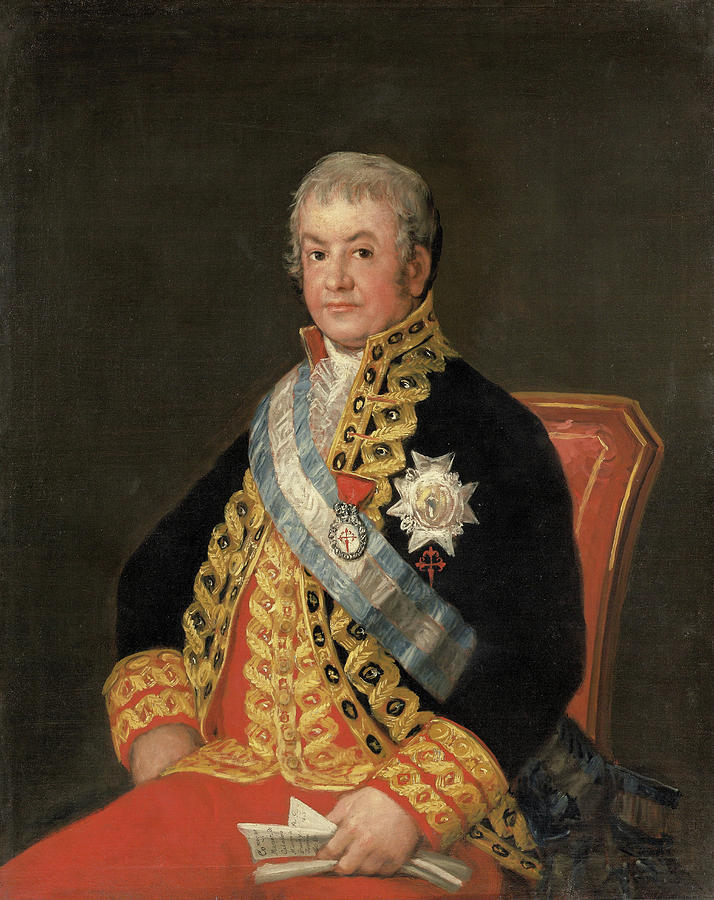
Goya, Retrato de José Antonio Marqués Caballero
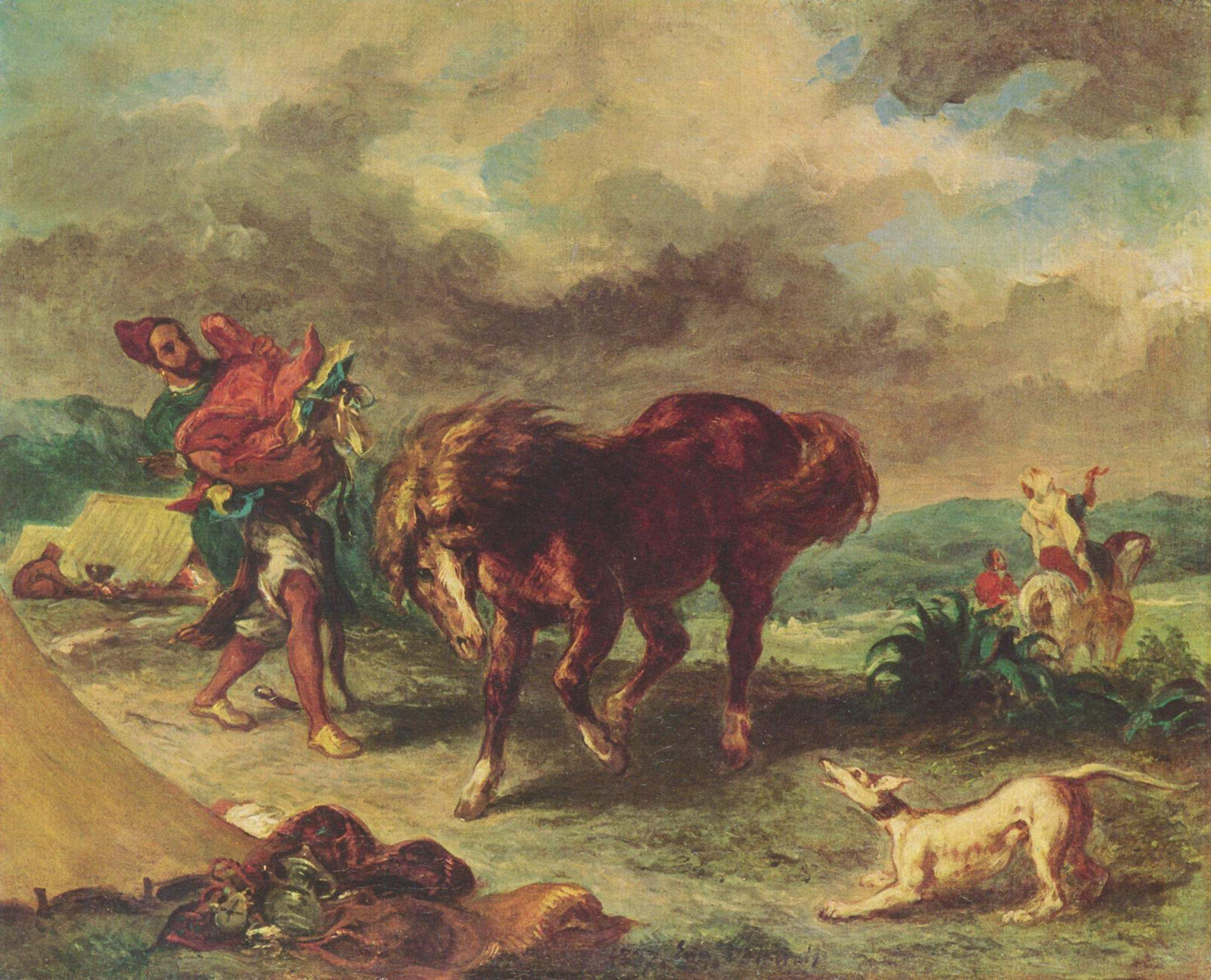
Delacroix, Marroquí con caballo
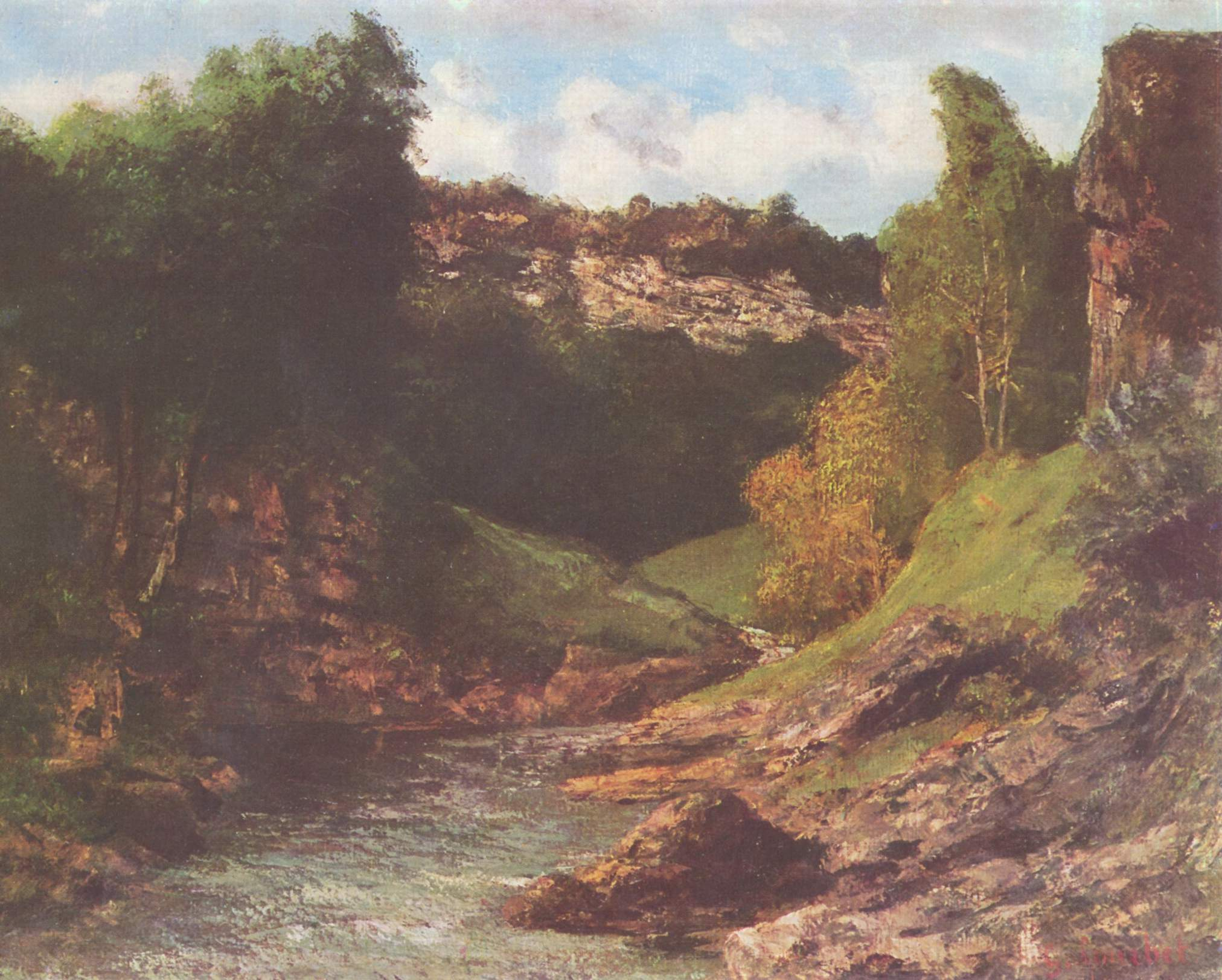
Gustave Courbet, Paisaje rocoso
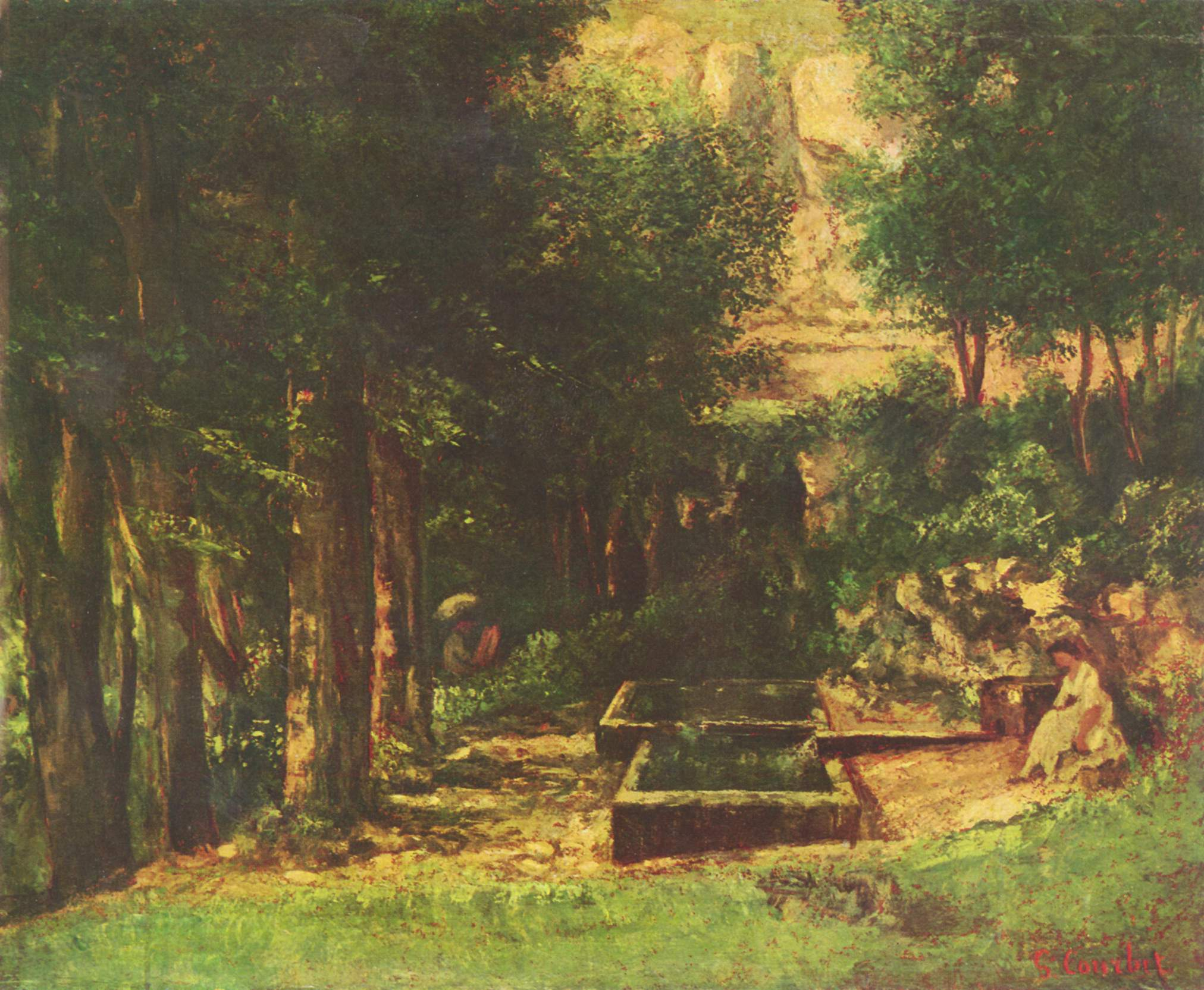
Gustave Courbet, La fuente
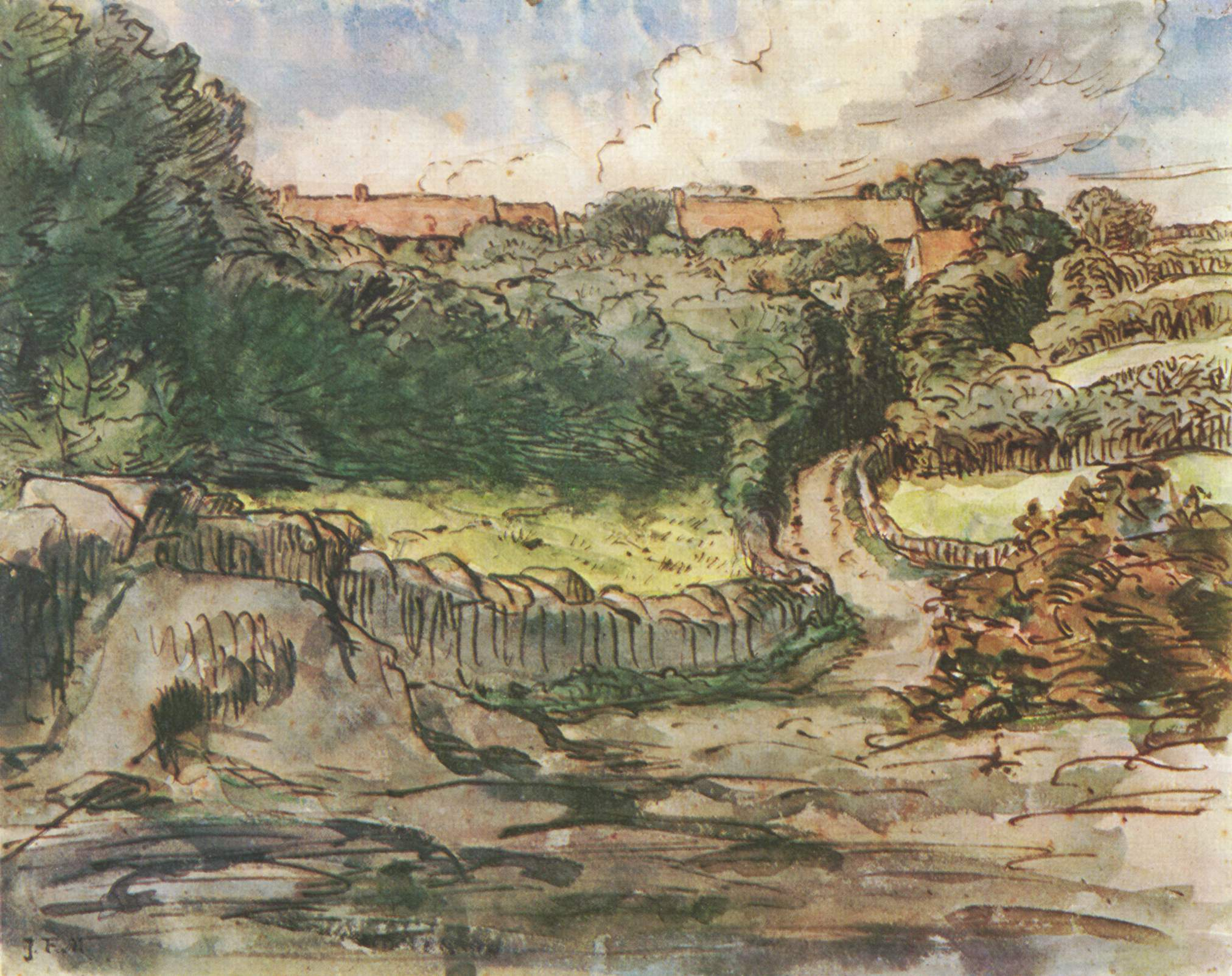
Jean-François Millet, Paisaje (pluma y acuarela)
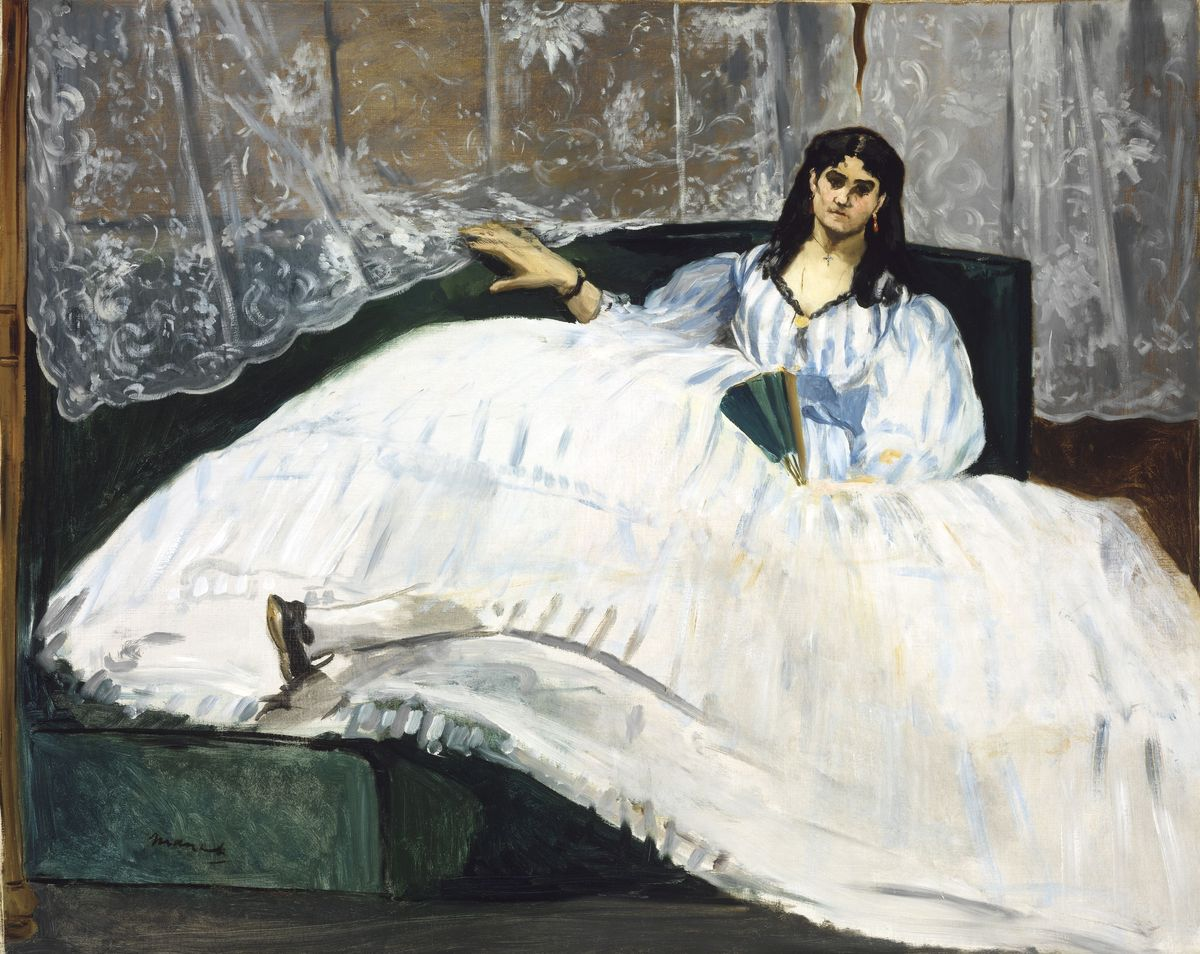
Manet, Dama de blanco
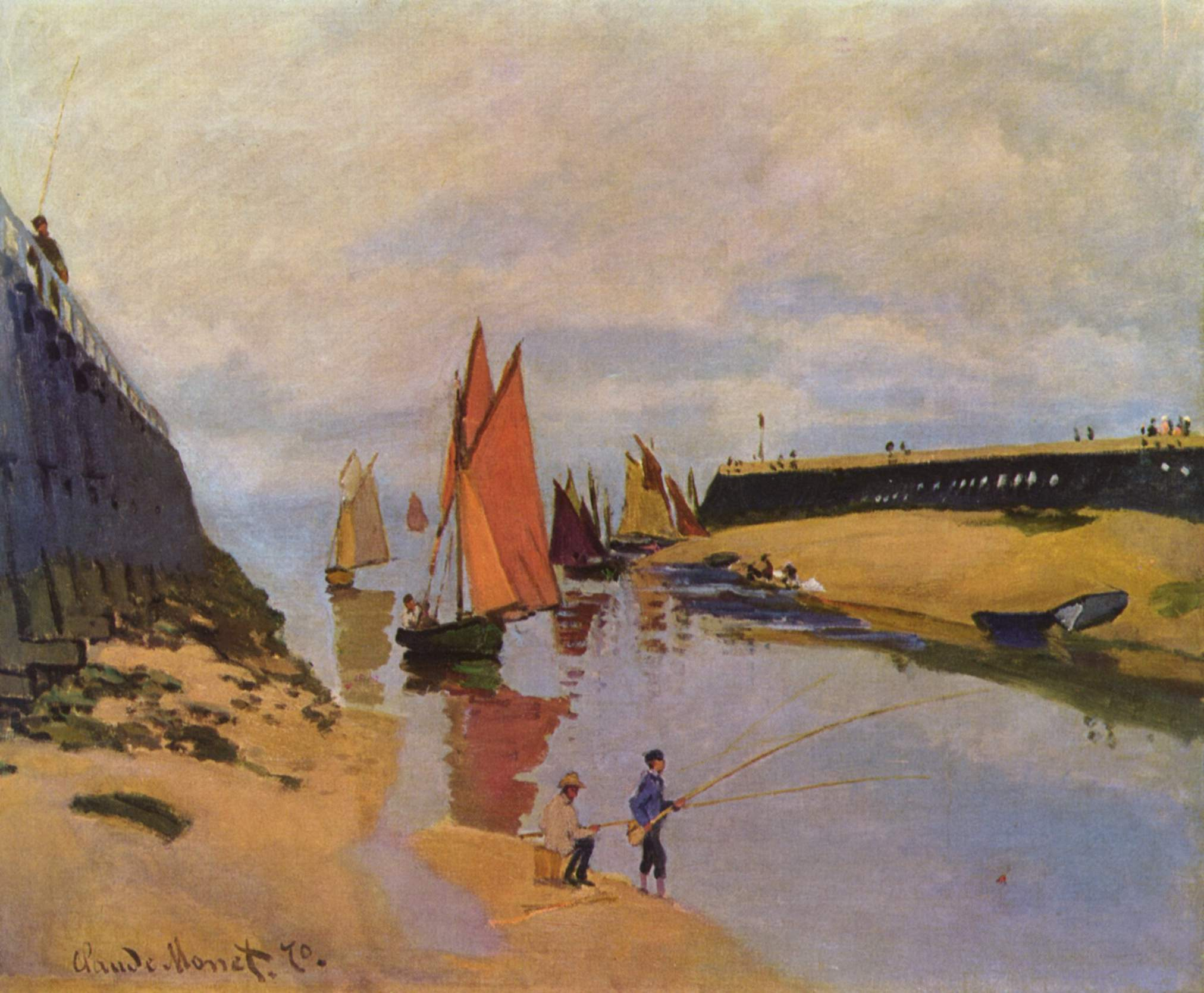
Claude Monet, Puerto de Trouville
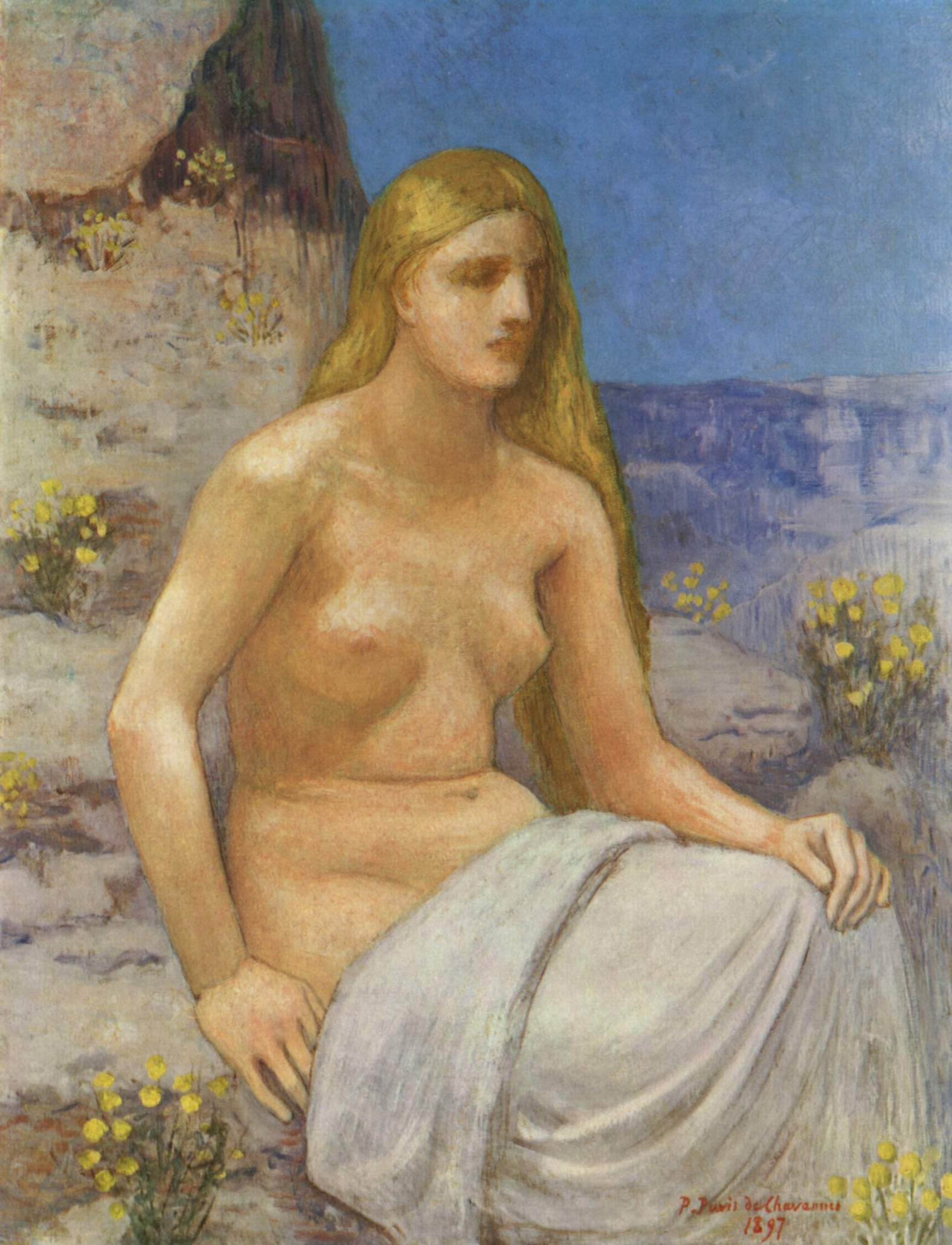
Puvis de Chavannes, La Magdalena
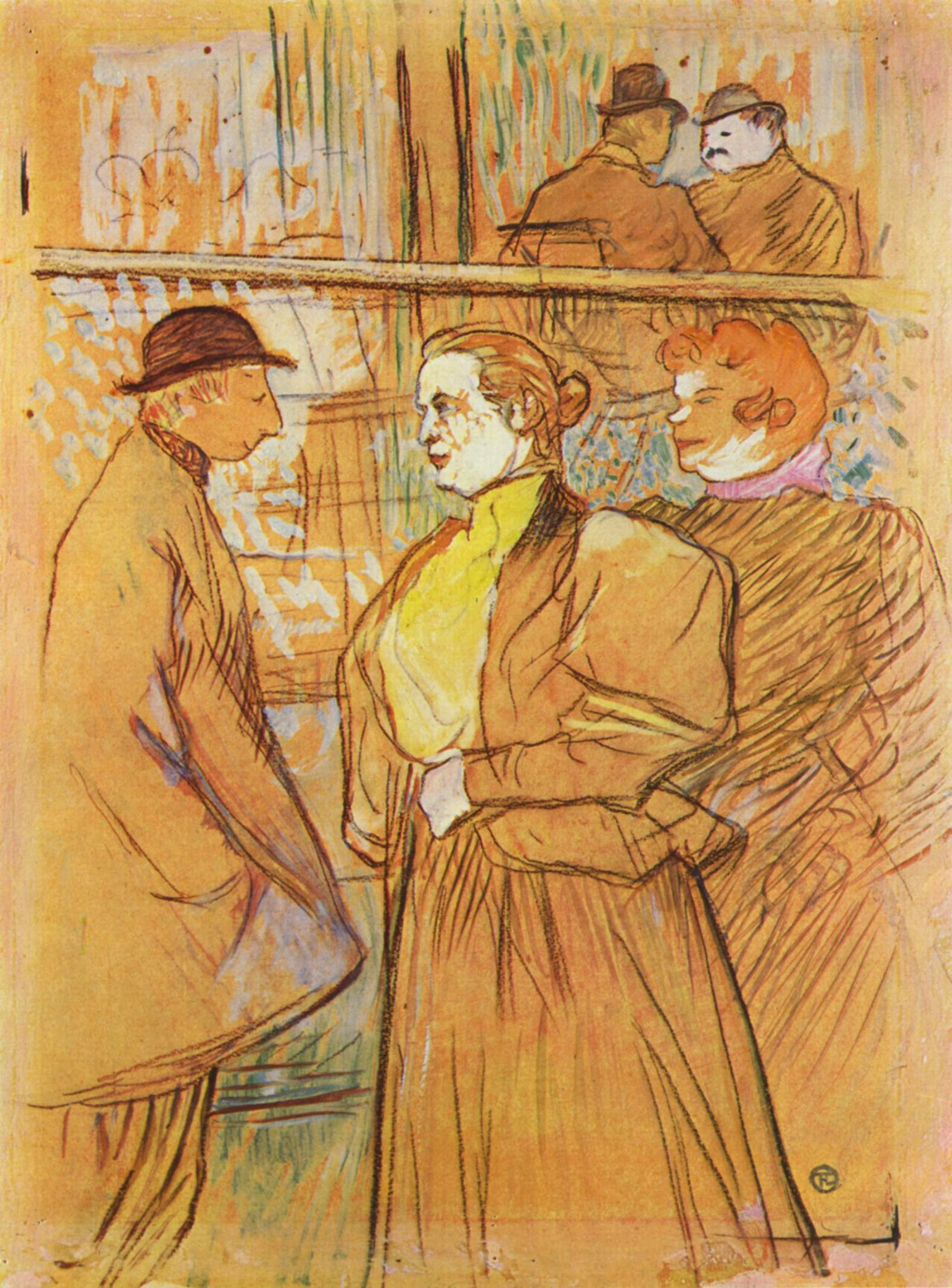
Toulouse-Lautrec, En el Moulin Rouge
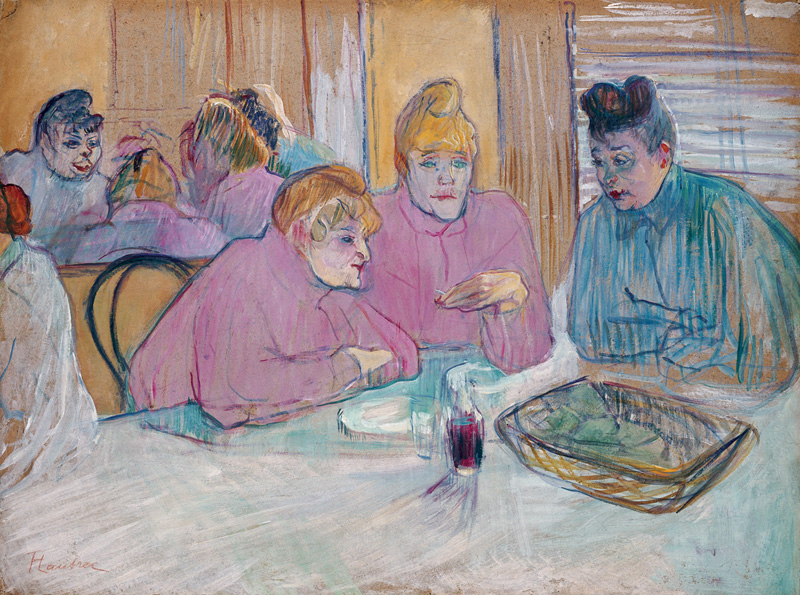
Toulouse-Lautrec, Interior de burdel
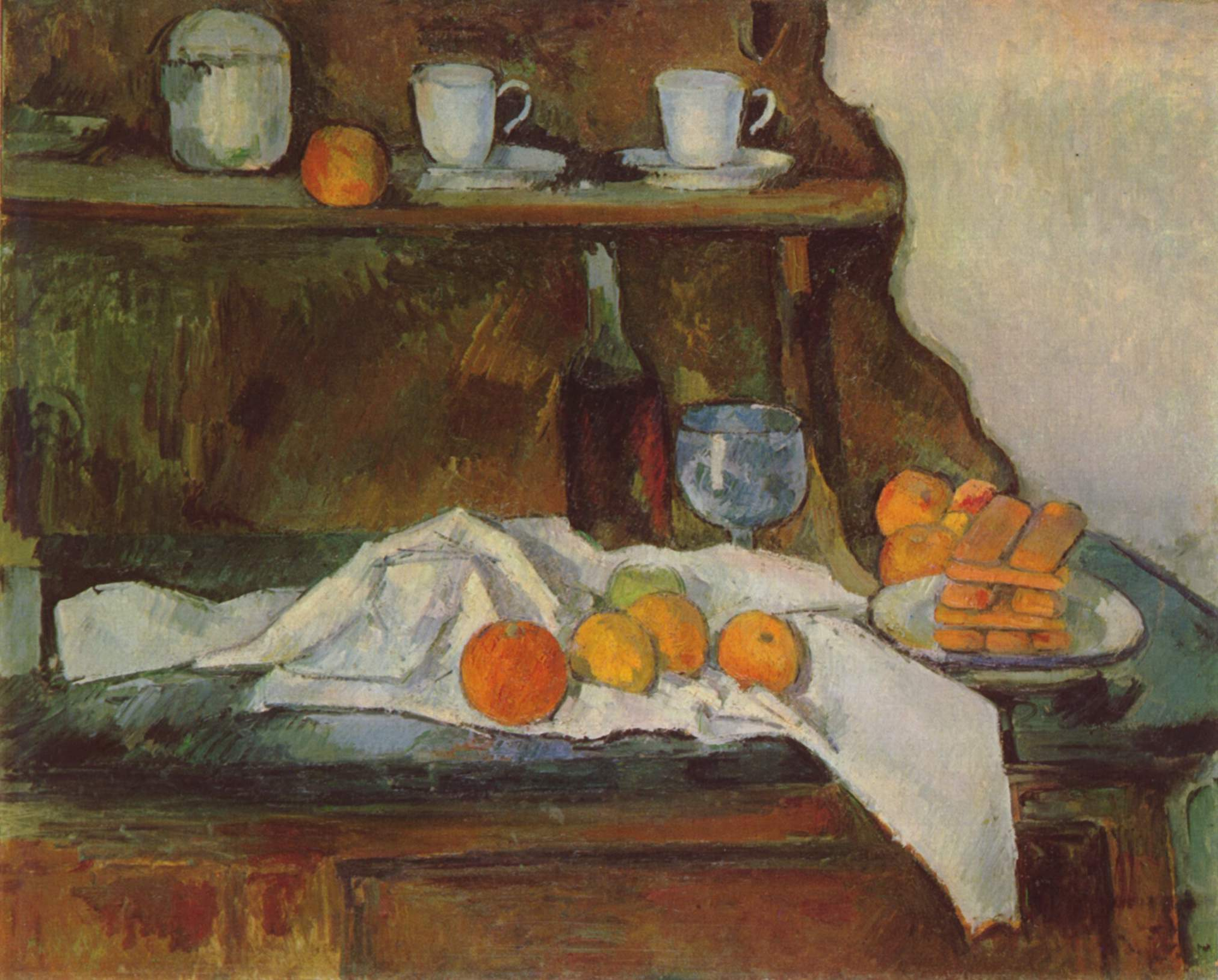
Cézanne, Bodegón
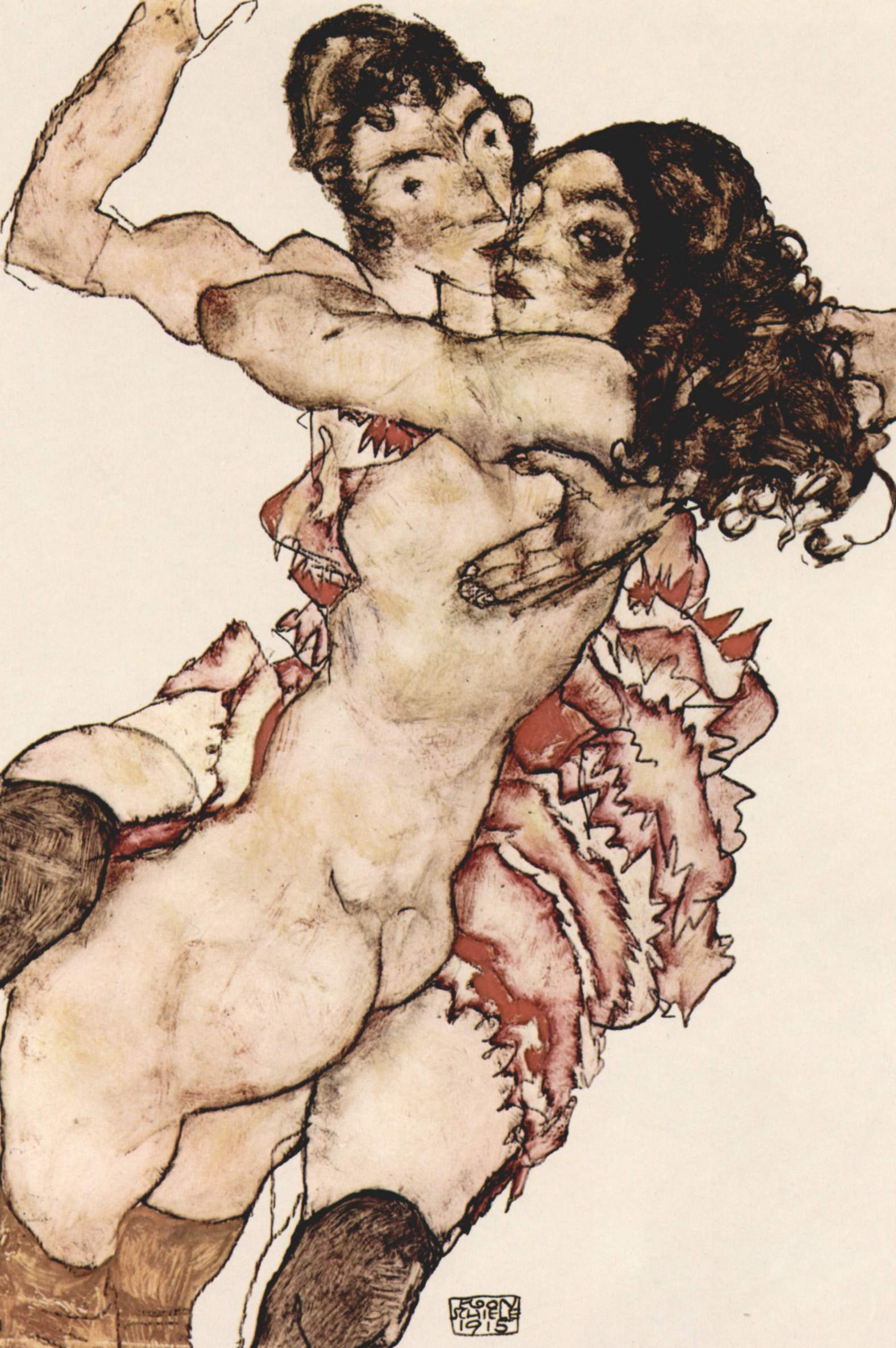
Egon Schiele, Pareja (acuarela)